# Imperio timúrida
El Imperio timúrida (en persa: تیموریان‎), autodenominado como Gurkani (گورکانیان) o Turan (توران, Tūrān),  fue un imperio fundado por Tamerlán (versión latinizada de Timur-i leng), un señor de la guerra y conquistador de linaje turcomongol, que lo estableció entre 1370 y su muerte en 1405. Llevó a cabo continuas campañas militares extendiendo sus dominios hasta llegar a gobernar 4,4 millones de km², comprendiendo los actuales Uzbekistán, Turkmenistán, Tayikistán, Kazajistán, Irán, la región meridional del Cáucaso, Irak, Kuwait, Afganistán, gran parte de Asia Central, así como partes de Rusia, la India, Pakistán, Siria y Turquía.
Tras arrasar Georgia, Bagdad (1393) y Damasco (1401) y derrotar a los otomanos en la batalla de Ankara tomando prisionero al sultán Bāyāzīd I en 1402, Tamerlán incluso hizo los preparativos para la hazaña más grande: una campaña contra China. Reunió un enorme ejército y a finales del otoño de 1404 se dirigió a Utrar, donde planeaba invernar. Allí moriría el 19 de enero de 1405 a causa de una enfermedad. Se imaginaba  a sí mismo como el gran restaurador del Imperio mongol de Gengis Kan, montó el mito del antiguo emperador a lo largo de su vida, incluso expresando repetidamente su admiración por los Borjigin. Tamerlán cultivó fuertes relaciones comerciales con la dinastía Ming y la Horda de Oro, con diplomáticos chinos como Ma Huan y Chen Cheng viajando regularmente hacia el oeste a Samarcanda para recolectar tributos y vender bienes, continuando la tradición del imperio mongol. 
El hijo mayor de Tamerlán, Jahangir había muerto y la sucesión recayó en el hijo de este, llamado Pir Muhammad (r. 1405-1407), e inmediatamente después en su primo Khalil Sultan, ambos nietos de Tamerlán. Tras la renuncia de este último, fue el único hijo vivo de Tamerlán, Shahruj (r. 1407-1447), quien ocupó el poder en 1409, y fue el segundo miembro más destacado de la dinastía. A su muerte lo sucedió su hijo Ulugh Beg (r. 1447-1449) y en 1449 el hijo de este, Abd ul-Latif (r. 1449-1450), ya gobernante de Samarcanda. En 1450, fue soberano por poco tiempo Abdalá Mirza, que era hijo de un hermano de Ulug Beg, y después Abu-Saïd, nieto de Miranshah (hermano de Shahruj). En 1469, pasó a un biznieto de Umar Shayk (otro hermano de Shahruj), Husayn Bayqara (r. 1469-1506).
En 1467, la dinastía timúrida gobernante perdió la mayor parte de Persia a manos de la confederación Ak Koyunlu. Pero los miembros de la dinastía timúrida continuaron gobernando estados más pequeños, a veces conocidos como emiratos timúridas, en Asia Central y partes de India. En el siglo XVI, Babur, un príncipe timúrida de Ferganá (actual Uzbekistán) nieto de Abu Said, invadió Kabulistán (actual Afganistán) y estableció un pequeño reino allí. Veinte años después,  en 1526, utilizó ese reino como base para invadir la India medieval y establecer el Imperio mogol. Los mogoles gobernaron casi por completo la región hasta su decadencia en el siglo XVIII. En 1857, se disolvió el imperio con la llegada de los británicos. 
Durante el período timúrida, Turquestán y Jorasán experimentaron el período más próspero en términos de expresión de la arquitectura islámica y, a partir de finales del siglo XV, el antiguo Kanato de Chagatai experimentó una animada temporada cultural y disfrutó de la supremacía militar desde Corasmia hasta el Cáucaso. Después de que Tamerlán elevase la ciudad de Samarcanda al papel de capital, fueron muchos los artesanos trasladados forzosamente desde los territorios sometidos a la actual ciudad uzbeka. El embajador castellano Clavijo informó de la presencia de 150.000 familias de artesanos desplazadas a la capital. A pesar de las formas en que se logró el aumento demográfico, entre los siglos XIV y XV Samarcanda vivió el mejor paréntesis de su historia. Pronto tuvo lugar el llamado Renacimiento timúrida, que coincidió con el reinado del astrónomo y matemático Ulugh Beg.

## Origen y evolución del nombre
El historiador timúrida Sharaf al-Din Ali Yazdi afirma en su obra Zafarnama (Libro de las Victorias) que el nombre del imperio timúrida era originalmente  Turan (en persa: توران‎).  Tamerlán ordenó personalmente esculpir el nombre de su dominio como Turan en un fragmento de la roca en el flanco de la montaña de Ulu Tagh (en el actual Kazajistán), conocida hoy como la inscripción Karsakpay. El texto original, en particular, dice:

Sultán de Turán, Tamerlán marchó con trescientos mil hombres por el islam en el jan búlgaro, Toqtamish Jan
Sultano di Turan, Tamerlano marciò con trecentomila uomini per l'islam sul Khan bulgaro, Toktamish Khan

En la literatura de la era timúrida, el reino se llamaba Iran-u-Turan ((en persa: ایران و توران‎) o Mawarannahr (en árabe: ما وراء النهر, Mā warāʾ al-nahr‎). Los autores chiitas confirman que Tamerlán, cuando asumió el título de Gorkani después de la boda, habiéndose convertido en gobernante de la tribu de los Chaghatai, por analogía con el título de su señor, hizo que sus dominios asumieran el apelativo de Gurkānī. Esta designación se aplicará a todos los miembros de la dinastía gobernante.

## Historia

### Tamerlán (r. 1370-1405)

#### Contexto
Tamerlán (en chagatai: تیمور, Tēmür ) nació en 1336 en la ciudad de Kesh, cerca de Samarcanda, en un área sometida al dominio mongol ya en 1300. En ese momento coexistían pacificamente comunidades formadas por túrquicos y mongoles y ya había una cierta mezcla cultural: por eso algunos mongoles se habían adherido al Islam en la región. La tribu a la que pertenecía Tamerlán no escapó a ese proceso de asimilación. Según la Historia secreta de los mongoles, los Barlas eran originarios del clan Borjigin, al que pertenecía la familia de Gengis Kan y sus descendientes. En realidad, contrariamente a lo que pudiera pensarse siguiendo la premisa hecha anteriormente, Tamerlán no estaba emparentado con Gengis.

El sobrino de Genghis, el kan Tughluk Timur, retiró sus tropas en el río Sir Daria, a la altura de Xuçand, para conquistar las tierras adyacentes a Maveraunnahr [la Transoxiana]: inmediatamente después, envió una delegación ante mí, por Hajji Beg [jefe de los Barlas] y por Bayazid Jalayir [señor de Soltaniyeh] pidiendo que acudiéramos a él. Hajji Beg y Bayazid Jalayir me pidieron consejo sobre qué hacer, estando indecisos sobre si huir a Jorasan.o presentarse a Tughluk Timur. Les he reconstruido la situación de la siguiente manera: si vas al kan, habrá dos aspectos positivos a considerar y uno negativo, si vas a Jorasan, dos negativos y uno positivo. Haciendo caso omiso de las probabilidades que había resaltado con mi consejo, regresaron a sus palacios y se dirigieron rápidamente a Jorasan. Yo también estaba confundido, sin saber si era mejor seguirlos o ir a Tughluk Timur. Estaba realmente dividido por dos ideas opuestas. Ante esta situación, envié una carta a Pirim y le pedí su opinión. Me envió la siguiente respuesta:
«En un momento, un hombre vino preocupado por el cuarto califa, ʿAlī ibn Abī Ṭālib (que Dios le bendiga y le conceda la paz), planteando, a modo de metáfora, la siguiente pregunta. Si los cielos tienen forma de arco y la tierra representa el arco, mientras que las calamidades corresponden a las flechas, ¿se puede decir que las personas son los blancos expuestos a este arco y flechas? ¿Hacia dónde debe huir el hombre si el Todopoderoso (que su poder crezca siempre) desata su ira? El califa respondió que la gente debía huir de la espada de Dios». Tan pronto como leí esta respuesta, disipé todas las dudas y decidí ir ante el kan Tughluk Timur.

El kan Tughluk Timur, deseoso de expandir sus dominios, decidió en marzo de 1360 instalarse en la Transoxiana, confiando en que la resistencia encontrada sería poca. Como era de esperar, la mayoría de los emires tribales cedieron a su autoridad, mientras que otros, incluido Hajji Beg del pueblo de los Barlas, huyeron. En ese momento se decidió buscar a alguien más adecuado para administrar los antiguos territorios de Hajji Beg; la elección final recayó en el joven sobrino del emir fugitivo, Tamerlán, que se había sometido a ellos. A cambio de su lealtad, se le entregó la ciudad de Kesh y sus alrededores, antes en manos de su padre.
Tughluk Timur otorgó la administración de Transoxiana a su hijo Ilyas Khoja, estando Tamerlán subordinado a él. La crueldad con la que los mongoles gobernaron la región hizo que muchos se opusieran, incluido Amir Hussain de Qara'una y Tamerlán: los dos se enfrentaron juntos a un ejército de mongoles y tribus locales leales a Ilyas Khoja, derrotándolos en una batalla que tuvo lugar en 1364. Poco después, Tughlugh Timur murió e Ilyas Khoja partió hacia Mogolistán con la intención de asumir el poder.  En 1365, Khoja regresó a Transoxiana. En mayo derrotó a Amir Hussain y Timur en la batalla de Taskent, pero cuando llegó a las puertas de Samarcanda sus habitantes se negaron a dejarlo entrar, dando lugar a un asedio que vio triunfar a los defensores. Una plaga entre los caballos privó a los mongoles de su capacidad de moverse rápidamente y de su poder, obligándolos a abandonar nuevamente la Transoxiana.

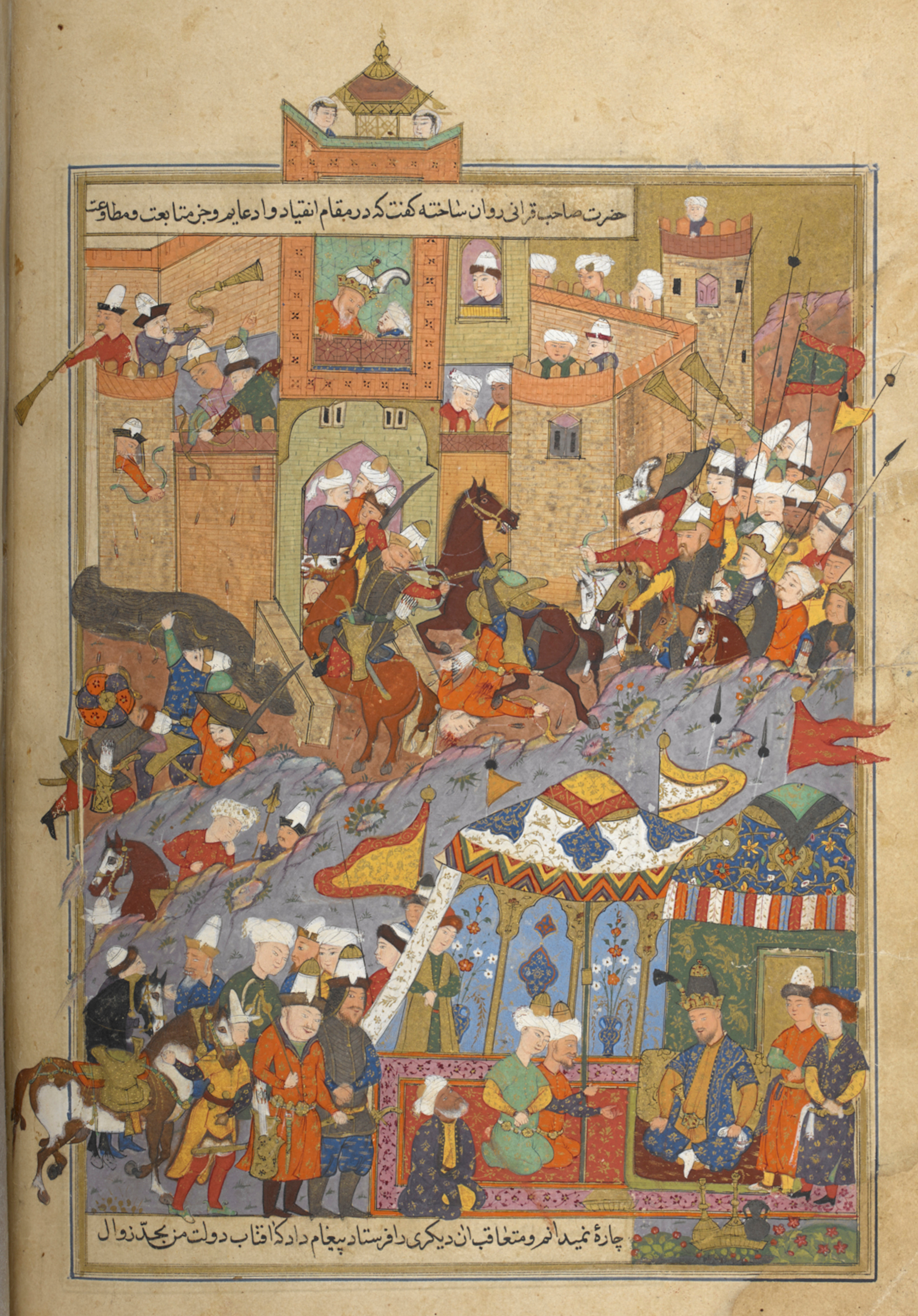
Tamerlán recibe enviados durante su ataque en la batalla de Balkh (1370)

En 1368, murió Ilyas Khoja. Gran parte de la familia del kan fue asesinada, y Tamerlán y su cuñado Amir Hussain permanecieron en la escena política, fueron afines por vínculos matrimoniales. La relación entre los dos dio lugar a una especie de duunvirato y, en un principio, fue pacífica, luego se volvió tensa cuando ambos se dieron cuenta de que anhelaban las mismas tierras. La posición ventajosa parecía ser la de Hussain: era respetado por su mayor antigüedad y estaba en posesión de varias partes del noroeste de Afganistán, pero esto no asustó al joven Tamerlán, quien se convirtió en el portavoz de aquellos nobles que se sintieron acosados y, proclamando oficialmente que apoyaba sus intereses, pidió a su rival que le diera posesión de las ciudades que administraba.   Por su parte, Hussain Sufi respondió que «habiendo conquistado estos lugares con la espada, sólo alguien con otra espada podrá recuperarlos». Tamerlán envió entonces  tropas a la región y capturó los lugares que esperaba tener bajo su control, saqueando también el área circundante. Sin embargo, Hussain, al menos temporalmente, resistió y concluyó una paz con la otra parte, a pesar de que las hostilidades estaban lejos de desaparecer. Gracias a sus logros, Tamerlán se había ganado muchos seguidores en Balkh, ciudad afgana formada por numerosos mercaderes, tribus, personajes destacados del clero musulmán, aristócratas y agricultores, gracias a sus modales corteses y a los numerosos regalos que ofrecía. Este comportamiento, que rodeó a Tamerlán no solo de partidarios en Afganistán sino también en otros lugares, probablemente tenía como objetivo atraer la simpatía contra Hussain, responsable de la eliminación de muchos opositores políticos y de la incautación de sus activos, así como responsable de la promulgación de leyes fiscales opresivas y gastos personales exorbitantes.  Cuando quedó claro que sus súbditos lo abandonarían, alrededor de 1370, Hussain se rindió a Tamerlán, con la intención de asediar una vez más las tierras cercanas a la actual sección norte de la frontera entre Turkmenistán y Uzbekistán, y posteriormente fue asesinado, circunstancia que permitió a este último ser proclamado formalmente soberano en Samarcanda.
Un pensamiento que lo atormentó durante su ascenso, ya que no era descendiente directo de Genghis, se refería a la imposibilidad de reclamar el título de gran kan, debiendo conformarse con el de emir (un término que en árabe significa jefe).  En 1370, proponiéndose como "heredero" de la legitimidad de Genghis Kan, asumió el título de gurkan: se trata de una variante mongola de la palabra persa  kurugen o khurgen  que significaba "yerno". Tal elección se justificaba por el hecho de que Tamerlán se casó con la esposa de Hussain, Saray Malik Katun (también conocida como Bibi Khanoum), que contaba entre sus antepasados con la dinastía de Genghis.  Y fue el 10 de abril de 1370, cuando tenía treinta y cuatro años, cuando se considera la fecha del establecimiento del imperio timúrida coincidiendo con su coronación.

#### La lucha por Corasmia

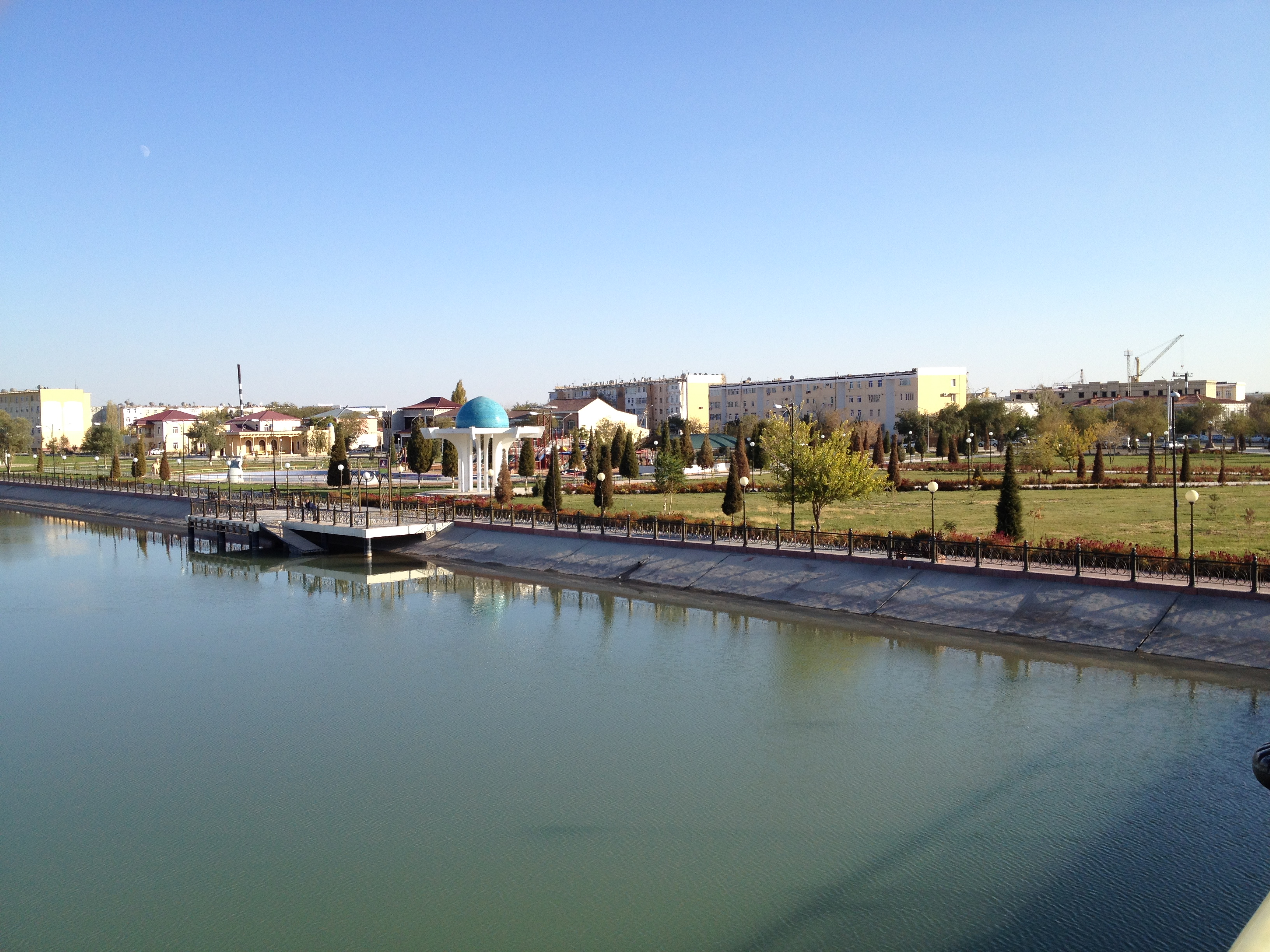
Urgench, en el río Syr Darya, sufrió el asedio de Tamerlán en 1379. Después de someterlo, el emir masacró a sus habitantes

Hussain fue sucedido por su hermano Yusuf Sufi. Cristalizada la conquista de Transoxiana tras tres años de lucha, Tamerlán atacó Corasmia en 1373: para justificar ese ataque adujo que Yusuf Sufi no había cumplido su promesa de abstenerse de cualquier hostilidad, habiendo enviado tropas alrededor de Jiva para imponer su autoridad. por la fuerza. Tras enterarse de que Tamerlán avanzaba en dirección a Corasmia, Yusuf Sufi se alarmó y accedió a entablar negociaciones lo antes posible para alcanzar la paz. Mientras tanto, trató de asegurarse de que su hijo mayor, Pir Muhammad, pudiera asumir el cargo de sucesor de su imperio.
En 1375, se reavivó la cuestión de Corasmia. Una vez más incómodo en la posición de subordinado, Yusuf Sufi trató de aprovechar las campañas que Tamerlán estaba realizando en el este y arrasó la Transoxiana en varias zonas, llegando casi a Samarcanda. Para poner fin a esta amenaza, en 1379, el emir se dirigió a las puertas de Urgench al frente de un numeroso ejército. Aunque intentó apelar a la vía diplomática, Yusuf Sufi tomó prisioneros a los embajadores enviados por Tamerlán y sufrió un asedio que duró tres meses, del que Yusuf no vio el final porque murió primero aquejado de una enfermedad. De esta manera, la región se fusionó con el estado timúrida, pero después de un tiempo, debido a la influencia de Toqtamish, futuro gran oponente de Tamerlán, la familia sufí se rebeló contra el gobernante del imperio. La noble dinastía intentó explotar su estrecha relación con la Horda de Oro, así como con la Horda Roja, a la que pertenecía la madre del kan Toktamish. Aunque Tamerlán lanzó cuatro expediciones entre 1371 y 1379 en Corasmia, no logró subyugar por completo a la familia sufí. Después de que Toktamish reviviera a la Horda Roja como una unidad paraestatal, sus principales miembros políticos lo ayudaron en sus batallas fuera de Corasmia, lo que permitió a Tamerlán viajar allí en 1388: esta vez la expedición terminó con éxito.

#### Hacia Jorasán
Después de la captura de Jorasán, mis emires me sugirieron que enviara tropas a tres puntos diferentes. [Nota 4] En ese momento me pregunté: ¿y si el ejército no tiene que hacerlo solo? Por eso me dije a mí mismo que sería mejor si yo también estuviera presente. De hecho, había muchas cosas que consideraba importantes y que debían hacerse. Mi consejo fue enviar una carta a los gobernantes de las tierras en cuestión para atraerlos a mi lado con el siguiente mensaje: «Si se unen a mí, serán perdonados, si se oponen, enfrentarán las consecuencias.» [...] Esta elección de decisión me favoreció mucho: tan pronto como mis dictados llegaron a los gobernantes, me dieron obediencia.
Dopo la cattura del Khorasan, i miei emiri mi suggerirono di inviare truppe in tre punti diversi. A quel punto mi sono chiesto: e se l'esercito non dovesse farcela da solo? Per questo motivo, mi dissi che sarebbe stato meglio se anch'io fossi stato presente. In effetti, c'erano molte cose che consideravo importanti e che andavano fatte. Il mio consiglio fu quello di inviare una lettera ai governanti delle terre in questione per attirarli dalla mia parte rivolgendogli il seguente messaggio: "Se vi unite a me, sarete risparmiati, se vi opponete, ne affronterete le conseguenze. [...]" Questa scelta decisionale mi favorì molto: non appena il mio dettame raggiunse i governanti, questi mi prestarono obbedienza.;

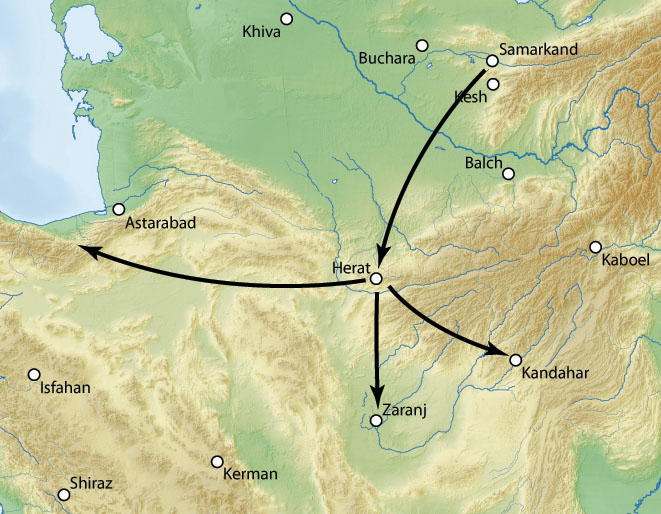
La marchade Tamerlán hacia Jorasán

Tamerlán volvió su mirada hacia el fragmentado Irán solo después de que la cuestión de Corasmia estuviera resuelta. En ese momento, varias comunidades vivían al oeste del río Amu Darya, mientras que un poco más centralizada estaba la situación en Irak, donde dominaban los Yalaíridas. Tamerlán inició las operaciones de conquista de todas esas regiones con la intención de anexarlas a su imperio.
Entre 1381 y 1383 Tamerlán conquistó Herat, un importante centro de Afganistán occidental. Desde allí, avanzó hacia el oeste hasta las costas del mar Caspio y hacia el sur hasta Zaranj. Los castigos infligidos a los rebeldes, según cuentan las fuentes en 1383, se caracterizaron por su extrema crueldad. Hacia 1384 ya se habían extinguido todos los focos de las revueltas e Irán también se fusionó con el imperio, lo que permitió a su gobernante dirigir su mirada hacia otras latitudes.

#### Campaña trienal en el Irán septentrional
Cuando capturé Esfahan, con la voluntad de respetar a sus habitantes, les di el control de la fortaleza. Cuando se rebelaron, mataron al gobernador que yo había asignado y mataron a tres de mis soldados. En ese momento, ordené masacrar a la gente de Esfahan.
Quando catturai Esfahan, con la volontà di rispettarne gli abitanti, lasciai loro il controllo della fortezza. Quando si ribellarono, essi uccisero il governatore che avevo assegnato e trucidarono tre dei miei soldati. A quel punto, ordinai di massacrare la gente di Esfahan.;

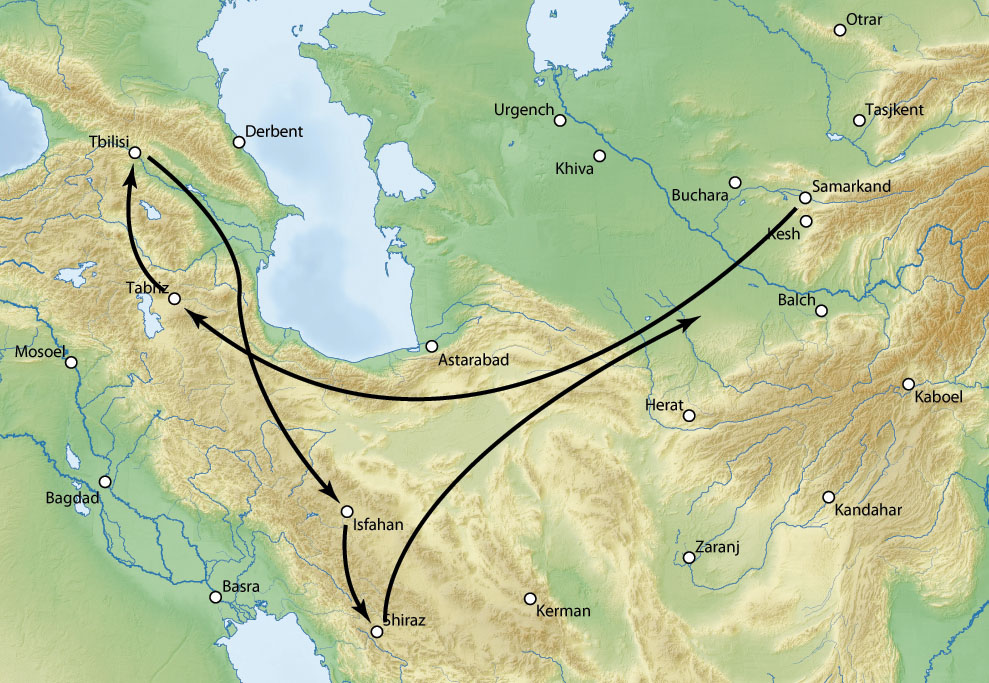
La campaña trienal de Tamerlán entre Irán y las regiones vecinas

Tras tomar conciencia de las debilidades internas de Irán durante la campaña de Jorasán, Tamerlán decidió ocupar por completo lo que aún no poseía en 1386, año en el que abandonó Samarcanda. Con el pretexto de atacar a aquellas caravanas potencialmente hostiles que peregrinaban, encarceló al soberano de Lorestan Malik Izzeddin y a sus hijos, relegándolos a Samarcanda. Después de una serie de disturbios, Tamerlán conquistó Bagdad y marchó hacia Tabriz, que había quedado en ese momento desguarnecida. Contento con el éxito de la operación, el señor de la guerra atacó a los Reino de Georgia, tomando posesión de las fortalezas de Iğdır y de Kars. Después de someter a Naxçıvan, entró en Tbilisi (Tiflis en fuentes contemporáneas). Sin embargo, es posible que fuera a Georgia no para conquistarla permanentemente, sino para proporcionar una demostración de fuerza y saquear la región.  Llegado a Isfahán en 1387, el señor de la guerra la sometió y se reunió con los exponentes de la ciudad ofreciéndole la paz: tras el estallido de algunas refriegas, ordenó el tradicional exterminio de toda la población, anulando efectivamente la presencia de un próspero centro de la época.
Después de haber capturado Isfahán, Tamerlán avanzó en dirección a Shiraz: cuando llegó allí, se le informó que Toqtamish había enviado tropas contra el imperio y que habían estallado disturbios alrededor de Samarcanda, lo que lo obligó a regresar a la capital.

#### Batallas contra los kipchakos

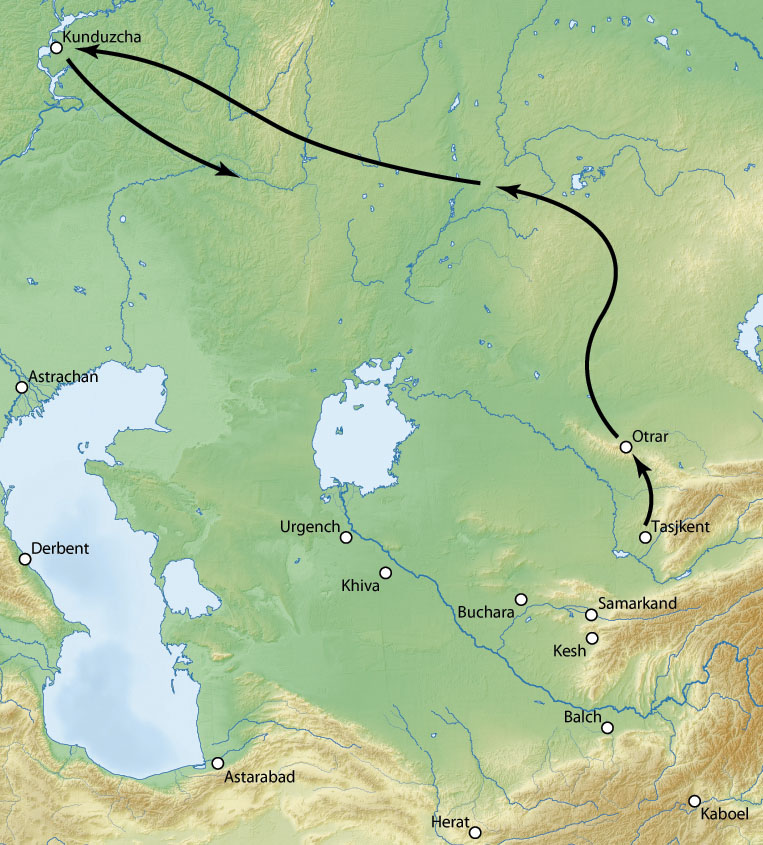
La campaña de Tamerlán en la tierra de los kipchakos

Una serie de disturbios envolvió al imperio timúrida en la década de 1370: más allá de las escaramuzas de menor escala, Tamerlán enfrentó a su viejo enemigo Toktamish y golpeó la tierra de los kipchakos (Dasht-i Kipchak), expandiéndose luego más al norte entre 1377 y 1380. La ayuda brindada en las luchas contra la Horda de Oro permitió a Tamerlán comprender cómo era más poderoso. Para ello, su imperio no dudó en saquear regiones de Irán, Azerbaiyán y Corasmia que mostraban simpatía por Toktamish. Tras una quinta campaña en Corasmia en 1388, sometió la gran ciudad de Kunya-Urgench y trasladó su población a Samarcanda, ordenando la destrucción de la ciudad e imponiendo, en lugar de los antiguos cimientos, plantar cultivos de cebada.  Solo durante una nueva expedición contra los kipchakos, en 1391, el asentamiento volvió a existir con fines militares.
Desde 1387 hasta 1398, Tamerlán también se enfrentó en Cumania con Toktamish en varios campos de batalla, lo que provocó que la lucha alcanzara el nivel de un enfrentamiento entre la antigua herencia mongola y la creciente fuerza de los túrquicos.

#### La campaña quinquenal de Tamerlán

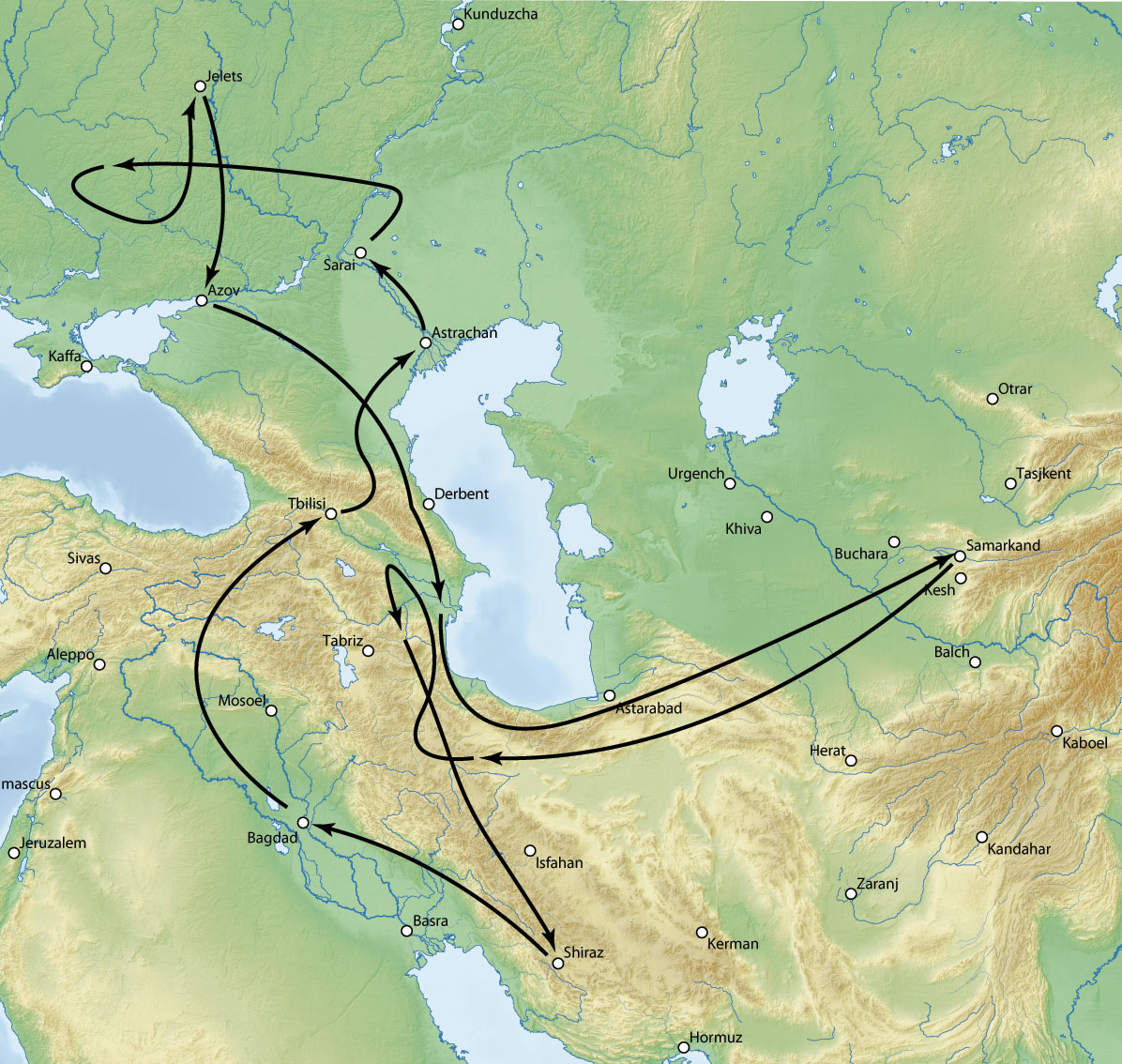
La campaña quinquenal de Tamerlán

Durante la campaña contra los kipchakos, los mongoles en Irán aprovecharon la ausencia de Tamerlán para desatar una rebelión. El emir, a principios de la década de 1390, envió a sus hombres allí y les pidió que reunieran tropas y se prepararan para la batalla. Él mismo llegó a Bujará en junio de 1392. Desde allí, cruzó el río Amu Darya y avanzó hacia Mazandaran, donde sometió a los gobernantes opuestos: más tarde, avanzó hacia Irán meridional, en Fars, y atacó a los muzafáridas. El Shah Mansur se retiró a Shiraz sin reconocer al gobierno de Tamerlán. Tamerlán lo atacó en marzo de 1393 y Shah Mansur fue severamente derrotado, finalmente capturado y asesinado junto con todos los miembros de la dinastía.
Tras la conquista de Mazandaran y de la provincia persa, Tamerlán avanzó en dirección a Bagdad en agosto de 1393. En la actual capital iraquí, dirigió preciosos obsequios al sultán Ahmad Jalayir, el último miembro de los Yalaíridas, y le pidió que se sometiera. Temiendo a Tamerlán, aceptó, pero como se había visto privado de todo poder, prefirió huir a El Cairo, en el Sultanato mameluco. Después de capturar la actual capital iraquí, Tamerlán envió emisarios al emir de Erzincan, a los beys de Garagoyunlu (Azerbaiyán oriental) y de Ak Koyunlu, en tierra mameluca y en presencia del gobernante de los Eretnidi (región de Sivas y Kayseri), Kadi Burhan al-Din. Cansado de esperar respuestas, sorprendentemente y con éxito atacó Mosul, Mardin y Diyarbakır, llegando finalmente a Aladağ, al norte del lago Van.  Mientras estaba allí, el emir de Erzincan, Taharten, se acercó a él y declaró su obediencia. El sultán mameluco mató al emisario de Tamerlán, quien luego decidió avanzar en dirección a Siria, pero como resultado de los esfuerzos de Burhan al-Din, se formó una alianza entre varios gobernantes hostiles al emir, incluido Toktamish. Avanzando hacia Erzurum, Tamerlán, pensando que sería rodeado por los mamelucos al sur y por Toktamish al norte, atacó a este último.
A su regreso, se ocupó primero de someter a Georgia, esta vez no solo de saquearla. Habiendo entrado de nuevo en Tbilisi, arrasó por toda la zona entre Cartalia y Cachezia, atacando al clero y los monumentos cristianos y provocando masacres en todos los valles de Alta Cartalia.
A pesar de su derrota en la batalla de Kunduz en 1391, el sultán mameluco, en el poder en tierra de los kipčakos, se alió con Toktamish y, habiendo completado los preparativos, lanzaron un ataque contra Tamerlán en febrero de 1395. La batalla en el río Térek que siguió vio al emir prevalecer por un amplio margen, pero no pudo hacer prisionero a su eterno enemigo y decidió continuar la campaña.  Una vez que atacó a las poblaciones a lo largo del río Dniéper, saqueó a quienes apoyaban a Toktamish y lo obligó a buscar refugio en la península de los Balcanes. Tamerlán prosiguió sus operaciones de conquista en Astracán y Saraj, sin encontrar serias resistencias. Con esta marcha, gracias a esta serie de enfrentamientos, asestó un duro golpe a la Horda Roja y se enriqueció con suficiente botín como para continuar expandiendo sus dominios.

#### Campaña india de Tamerlán

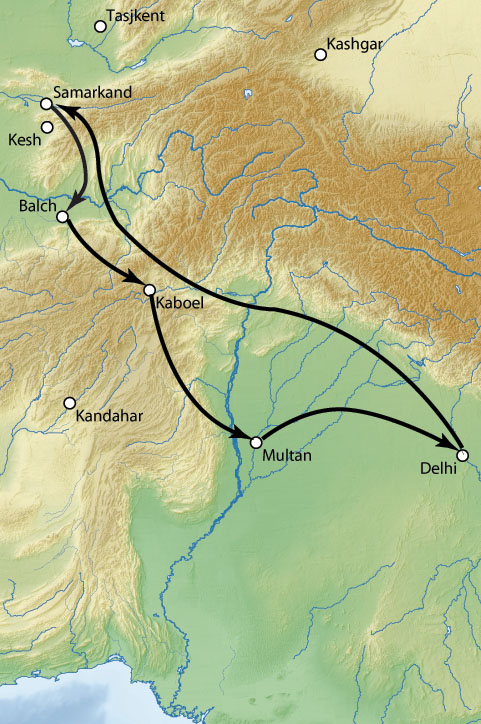
La campaña india de Tamerlán

Habiendo completado la adquisición de las tierras de los chagathai en Asia Central y del Ilkanato en Persia, Tamerlán podía entonces enfrentarse a las grandes potencias islámicas del sureste y oeste de sus dominios: India; el sultanato mameluco de Siria y Egipto; y el Sultanato de los turcos otomanos.
En 1398 Tamerlán, tomando como pretexto la excesiva tolerancia que el sultán de la India mostraba hacia sus súbditos hindúes, atacó al señor musulmán de Delhi, cruzando el Indo y derrotando a los Rajputs del Sindh interior. Durante el avance, el mismo Tamerlán fue alcanzado por una de las muchas flechas que a lo largo de los años atormentaron su cuerpo. Unos días después, sin embargo, logró llegar frente a Delhi, donde las tropas del sultán tughlaq Mahmud Shah pudieron oponérsele, a pesar de los problemas creados por el uso de elefantes por parte de este último. El 17 de diciembre de 1398 tuvo lugar una gran batalla en la que, gracias a una eficaz estratagema táctica que intimidó a los grandes mamíferos, Tamerlán se impuso. La conquista del Sultanato de Delhi fue una de las mayores victorias de Tamerlán, que en este caso destacó por hacer lo que Alejandro Magno y Genghis Kan no lograron.

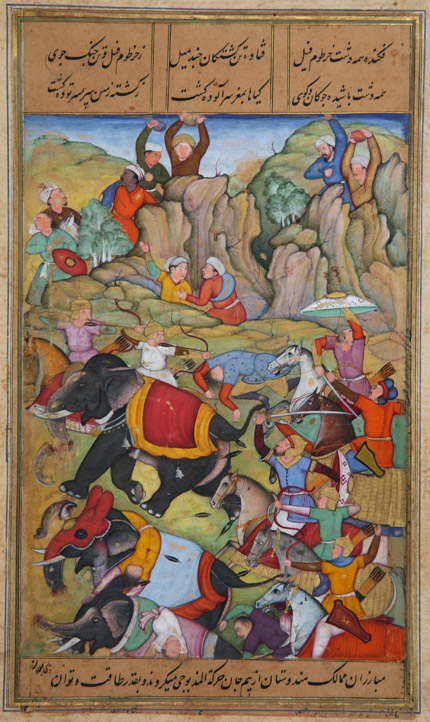
Una escena que representa la batalla de Tamerlán con el sultán de Delhi Mahmud Shah, 1398. Ilustración de Sharaf al-Din Ali Yazdi, (1595-1600)

La ciudad, una de las más ricas de aquellos tiempos, fue tomada y terriblemente devastada y saqueada durante tres días. A pesar de las prohibiciones sancionadas oficialmente, las brutalidades continuaron y casi todos los ciudadanos que sobrevivieron a la masacre fueron esclavizados y llevados, conducidos por un ejército que alguna vez fue muy rápido en sus movimientos, pero en la ocasión tan lleno de botín que tuvieron que marchar. muy lentamente.  Tomó alrededor de un siglo antes de que la ciudad finalmente pudiera recuperarse. Dejó a Khiżr Khān como su gobernador en Punjab, Tamerlán abandonó Delhi después de permanecer allí durante quince días más o menos en enero de 1399, llegando a Termez recién el 15 de abril., en el Amu Darya (actual frontera entre Uzbekistán y Afganistán). Según el embajador castellano Ruy González de Clavijo (llegado a Samarcanda el 8 de septiembre de 1404), los noventa elefantes capturados se utilizaron únicamente para el transporte de ciertas piedras con las que Tamerlán pretendía levantar una mezquita en Samarcanda, probablemente el enorme edificio (envuelto en leyenda) que tomó el nombre de su esposa Bibi Khanoum.

#### La campaña septenal hacia Occidente

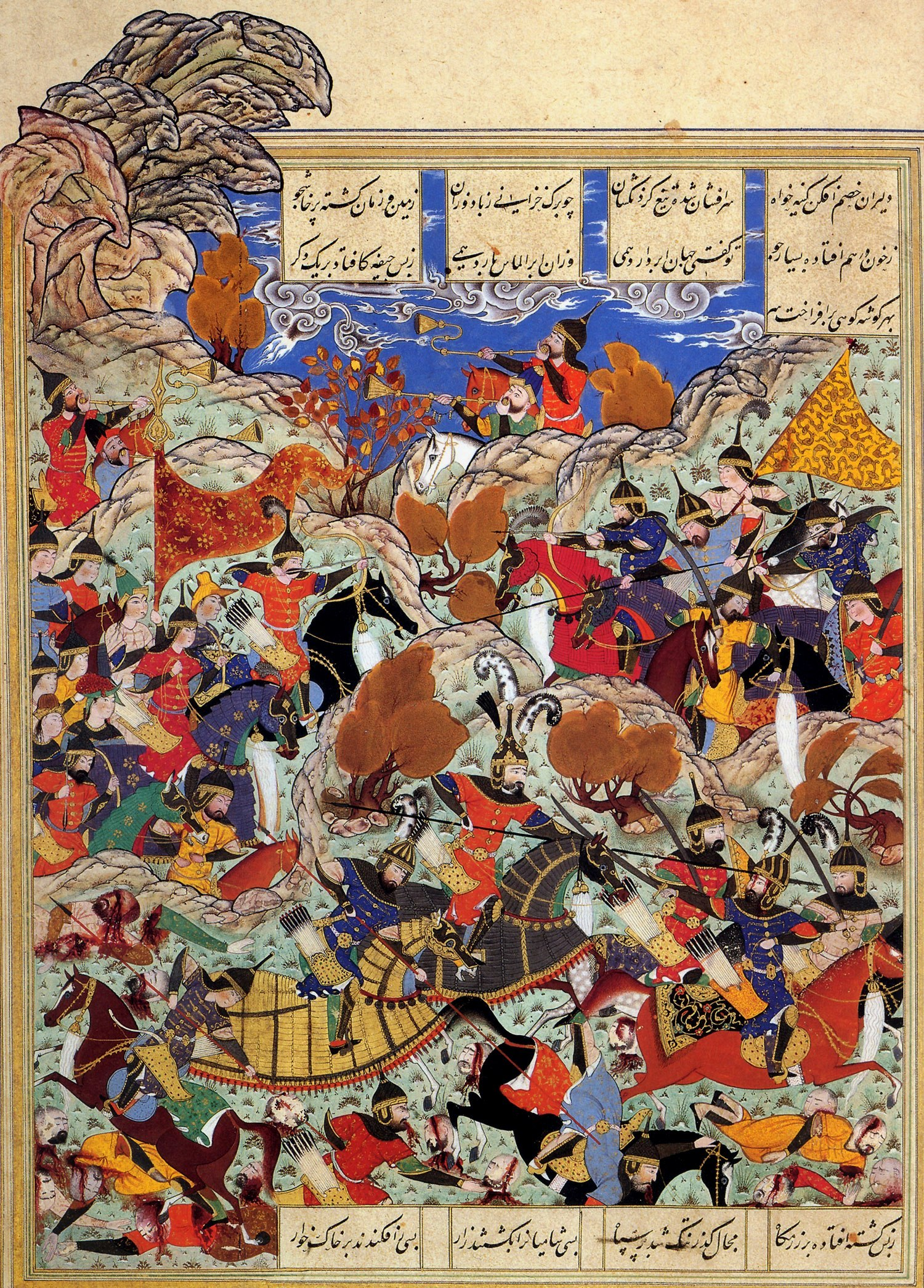
Una escena que representa la batalla entre Tamerlán y el sultán Faraj. Ilustración de Kamaladdin Behzad

A las puertas del siglo XV, el poderoso emir poseía un imperio que se extendía desde los territorios al oeste del Volga y del Cáucaso hasta las fronteras con China, y desde el mar de Aral hasta el océano Índico hasta el valle del Ganges, en la India. La razón por la que Tamerlán comenzó a marchar hacia el oeste nuevamente en 1399 se refería a lo que estaba sucediendo en Azerbaiyán, especialmente debido a la conducta de Miran Shah. Después de convertirse en el gobernante de Jorasán, Miran Shah se hizo cargo de las tierras una vez incluidas en el Ilkhanato suprimido en 1393, y finalmente obtuvo el control de Azerbaiyán y de los territorios circundantes y no participó en la campaña en la India. Tamerlán recibió informes de un vacío de poder en Irán y Azerbaiyán, al considerar que el sah había contraído una enfermedad mental tras una caída de su caballo y estaba ordenando el asesinato de opositores políticos sin criterio, la destrucción de monumentos históricos por motivos fútiles y la profanación de tumbas consideradas sagradas por algunas confesiones religiosas.
Por ello, Tamerlán inició una nueva campaña cuatro meses después de su regreso de tierras indias. Aunque generalmente se la conoce como la «campaña septenal», en realidad duró cinco años y fue la más larga de Tamerlán. Una vez que llegó a Bingol después de detenerse en Karabaj, volvió a imponer su control sobre Azerbaiyán, Georgia e Irak y, en ese momento, se dirigió a Siria y a Anatolia. Fue entonces cuando Tamerlán pudo atacar el Imperio otomano, entonces gobernado por el cuarto sultán, Bayezid I, con la intención de expandirse tanto al oeste como al este, anexionando territorios habitados por pueblos turcomanos que habían invocado la ayuda del emir.

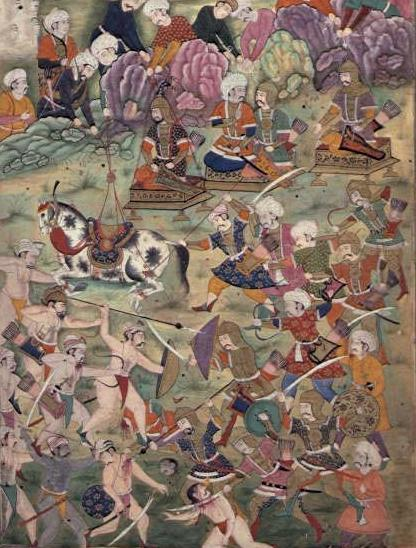
Una escena que representa la batalla de Ancyra. Ilustración mongola de autor desconocido.

Para despejar el camino a Anatolia, Tamerlán atacó al sultán mameluco de Egipto al-Nāṣir Faraj (1389-1412), destruyendo fácilmente su ejército. Más tarde invadió Siria conquistando Antioquía, posteriormente saqueó Alepo, luego tomó las ciudades de Damasco (enero de 1401), con muchos de los habitantes masacrados, a excepción de los artesanos, deportados en masa para contribuir a las labores de embellecimiento de Samarcanda, y de Bagdad (junio de 1401, provocando un nuevo exterminio). La campaña se interrumpió solo cuando el propio sultán mameluco de Egipto hizo un acto de sumisión.
El enfrentamiento con el sultán otomano tuvo lugar en la batalla de Ancyra (Ankara), el 20 de julio de 1402. Fue un enfrentamiento de grandes proporciones, tanto que fuentes contemporáneas cifran los hombres leales a Tamerlán entre 800 000−1 400 000 hombres: sin embargo, los eruditos modernos consideran que las cifras probablemente sean exageradas. Gracias a la ayuda de los turco-mongoles de Transoxania, corasmios (persas), turcomanos, así como de un gran número de elefantes de guerra indios, los otomanos, menos numerosos y flanqueados por mercenarios serbios y 10 000 jenízaros, sufrieron una desastrosa derrota.
La gran experiencia militar de los hombres de Tamerlán marcó la diferencia y el sultán Bayezid I, aunque heroicamente defendido por el contingente aliado serbio destinado a su persona y a sus herederos, fue capturado y pasó los últimos meses de su vida como prisionero en la corte de Tamerlán (según algunas fuentes, se suicidó en cautiverio).. Solo el hijo mayor de Bayezid logró escapar de la masacre, preservando así la línea dinástica del sultanato otomano.

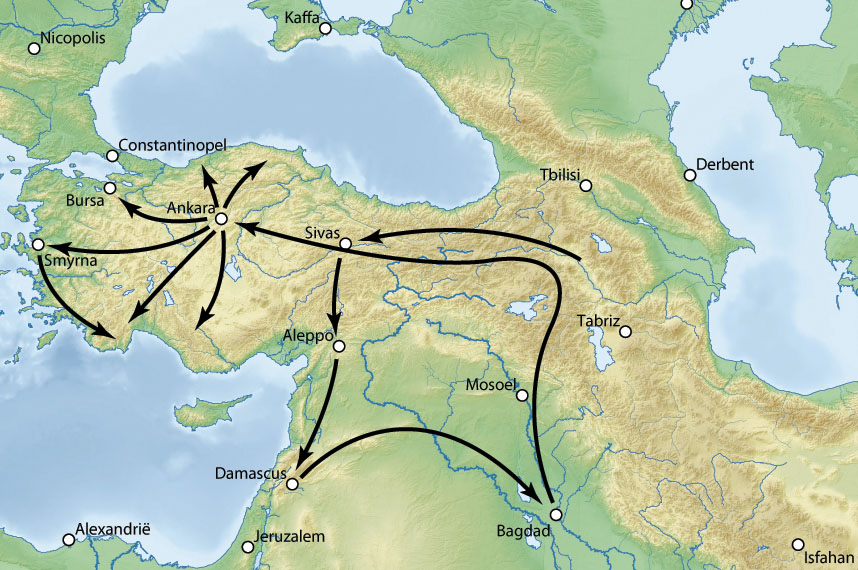
La campaña de Tamerlán en tierra mameluca en Anatolia

A la batalla también asistieron numerosos embajadores enviados por los reyes cristianos a Tamerlán para evaluar su poder y fuerza militar real. La conducción estratégica de la batalla de Tamerlán, según se informó, había sido perfecta una vez más, a pesar de la enorme masa de combatientes. La victoria llevó al emir a planificar próximamente incursiones en todas direcciones desde la actual capital turca.
La victoria de Tamerlán sobre los turcos retrasó efectivamente la captura de Constantinopla por parte de los otomanos durante cincuenta años. Los occidentales, sin embargo, estaban muy preocupados por el avance otomano en Anatolia, que estaba erosionando el imperio bizantino y podía amenazar a todos los estados que bordean el Mediterráneo. En los meses posteriores a la gran batalla, Tamerlán había atacado  Bursa, Nicea y Pergamo, donde quedó encantado de contemplar los restos de la civilización clásica, como había sucedido en Baalbek. Habiéndose convertido en dueño de Anatolia, no estaba dispuesto a detenerse, considerando su sueño de llevar a cabo la hazaña de Genghis Kan por segunda vez. Esto explica las conquistas de Esmirna, defendida por los Hospitalarios de Rodas, Focea y Quíos. Los europeos estaban muy indecisos sobre qué hacer y muchos seguían esperando una alianza con los mongoles, como Enrique III de Castilla que envió más embajadas a Tamerlán. El embajador Clavijo, que visitó la corte de Tamerlán en Samarcanda en 1404, señaló que, a pesar del esplendor de la ciudad adornada con majestuosos edificios y rodeada de altos muros, el gran emir seguía viviendo y teniendo su corte en un campamento de veinte mil tiendas, a la manera de los nómadas mongoles.

#### Tentativa de expansión en China
Dada su reputación como una potencia rica e influyente de Asia oriental, Tamerlán pensó seriamente en los últimos años de su vida en invadir China. Su imperio ya había recibido impuestos de esa tierra en tres ocasiones (1387, 1392 y 1394). Con este fin, formó una alianza con las tribus mongolas concentradas en la actual Mongolia y se preparó para llegar a Bujará. Aunque Tamerlán prefería librar sus batallas en primavera, en 1405 decidió en su lugar realizar una insólita campaña invernal que le costó la vida por una desconocida enfermedad contraída en Farab, por lo que nunca llegó a la frontera china.

### El gobierno de Shah Rukh (1405-1447)

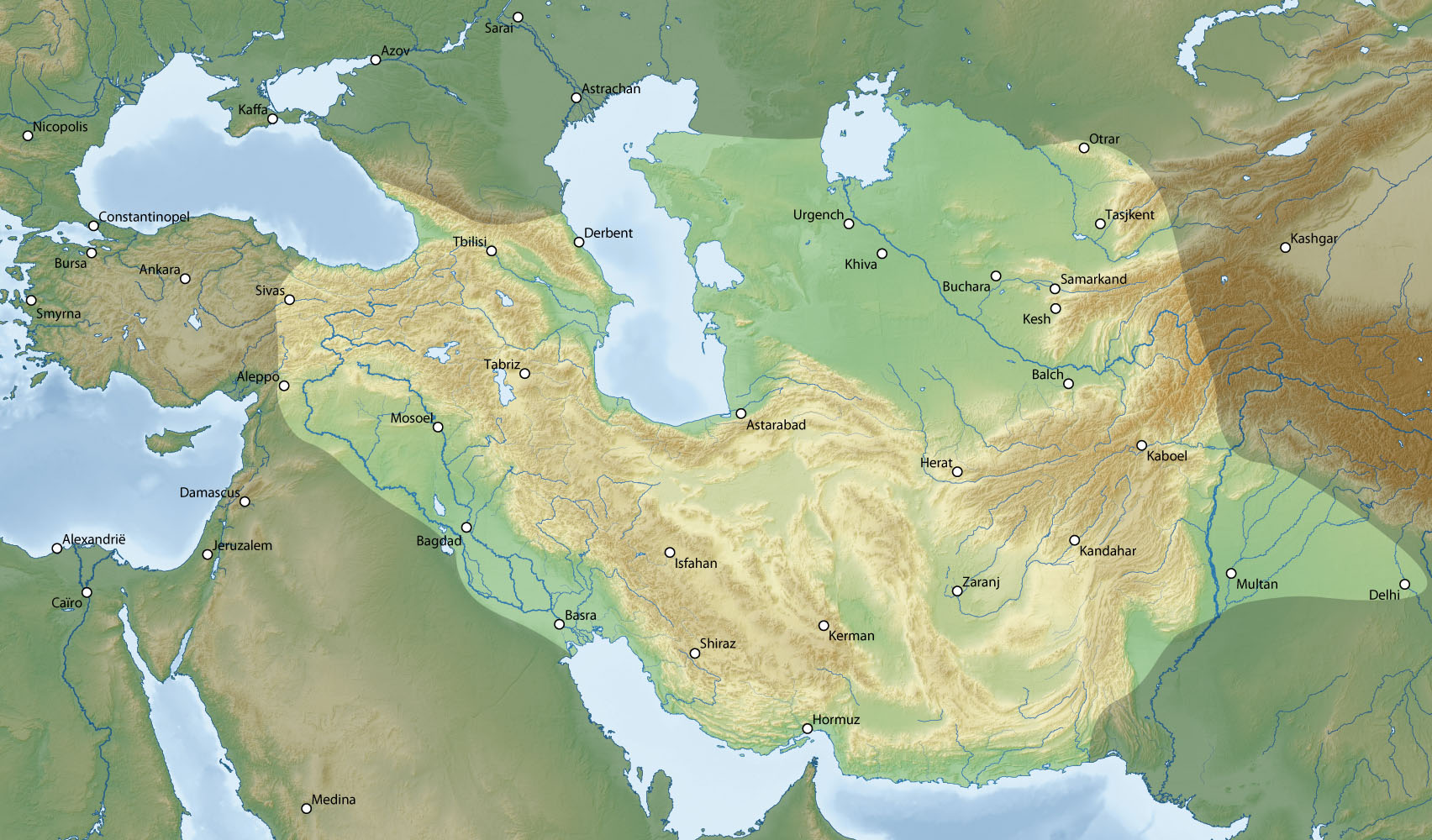
El Imperio Timurid a la muerte de Tamerlán, 1405

Una reconstrucción del busto de Shah Rukh basada en un estudio de su cráneo.

Después de la muerte de Tamerlán, el estado timúrida comenzó a debilitarse: estallaron guerras civiles y disputas por el trono en el país, mientras hijos y nietos competían por el poder a pesar de que el señor de la guerra hubiera nombrado a su sobrino Pir Muhammad como sucesor. Con los diversos pretendientes ubicados respectivamente en Samarcanda, Irán, Miranshah, Bagdad, Azerbaiyán y Herat, se puede comprender fácilmente cómo ya no se podía imaginar la misma estabilidad de un imperio unido. La muerte de Tamerlán coincidió, pues, con el final del apogeo de la realidad timúrida, que nunca volvió a revivir las glorias del pasado.   Pir Muhammad solo sobrevivió a su abuelo durante un año y murió en 1406, cuando el trono fue ocupado brevemente por Miran Shah.
Aunque otros hijos y nietos del difunto señor de la guerra no lograron establecerse en el transcurso de las guerras civiles en todo el territorio propiedad de Tamerlán, Shah Rukh, su cuarto hijo, logró mantener su posición como gobernador en Jorasán y se estableció de forma permanente en Samarcanda. entre 1405 y 1409.  En el mismo período cedió la administración de la ciudad a su hijo Ulugh Beg, trasladando la capital a Herat. En los años inmediatamente anteriores, pudo reunir algunos de los territorios bajo el control de otros emires y se apoderó de varios asentamientos a medida que avanzaba hacia el sur y el centro de Irán. Sin embargo, parte de lo conquistado durante el reinado de su antecesor volvió al control de los pasados poseedores. Los Yalaíridas, apoyados por los otomanos, lucharon extenuadamente para recuperar lo perdido en Bagdad, lo que obligó a Shah Ruk a renunciar a la perspectiva de reafirmarse en Azerbaiyán (disputado varias veces), Mesopotamia occidental y Anatolia oriental. Incluso las tierras de Siria, tomadas del sultanato mameluco, siguieron la misma suerte. Los mongoles Chagatai crecieron rápidamente como grupo político y el peso de su autoridad se hizo significativo durante el reinado de Shah Rukh.
Durante las décadas de 1420 y 1430, el sultán tuvo que preocuparse por reprimir rebeliones en Kara Koyunlu, con la reconquista de algunos centros importantes como Tabriz que se reveló efímera. También en el campo religioso hubo dificultades: su ostracismo hacia los  hurufitas llevó a un fiel, en 1426, a intentar asesinarlo a la salida de una mezquita. La serie de investigaciones que llevó a cabo para encontrar al responsable resultó ser indirectamente funcional para eliminar a los miembros no deseados de su corte, pero esto no le garantizó un mayor apoyo de sus súbditos. Tuvo mayor fortuna en los campos cultural, económico y administrativo, reemplazando el obsoleto implante de su padre, fuertemente ligado a las costumbres mongolas, por instituciones más modernas. Además, puso en acción a los tribunales que hacían cumplir la ley de la Shari'a.  Su pasión por el arte lo llevó a conocer a influyentes artistas chinos, persas y árabes, lo que contribuyó a una temporada floreciente para la literatura y la arquitectura.
En 1446, a la edad de setenta años, un gran conflicto lo enfrentó con su sobrino Muhammad bin Baysonqor, deseoso de expandir su influencia en Persia. Shah Rukh prevaleció sobre los insurgentes haciendo prisioneros a la mayoría de ellos y aplastando casi por completo los brotes rebeldes. Su muerte, acaecida en 1447, impidió que las operaciones concluyeran definitivamente, por lo que resurgieron las guerras civiles y las luchas internas en diversas zonas geográficas.

### El gobierno de Ulugh Beg (1447-1449)

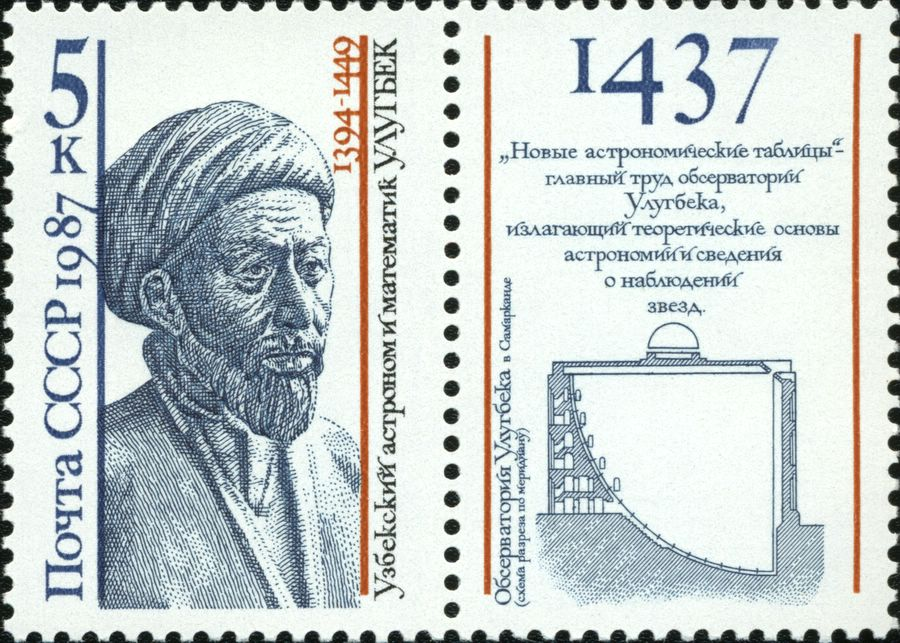
Ulugh Beg retratado en un sello postal soviético de 1987

Después de la muerte de Shah Rukh en 1447, lo sucedió su hijo Ulugh Beg. Este último pronto tuvo que enfrentarse a otros herederos que reclaman el trono de Tamerlán. Aunque fue afortunado en esta lucha, las guerras por el trono comprometieron aún más al imperio. Debido a los conflictos internos, el gobierno sufrió un debilitamiento. Durante el gobierno de Ulugh Beg, los Kara Koyunlu comenzaron a representar una amenaza para el estado timúrida. Al mismo tiempo, Chagatai comenzó a organizar ataques para establecer el poder en Transoxiana. Ulugh Beg destacó más por sus conocimientos científicos que por su papel de gobernante. Derrotado por las tropas de su beligerante hijo rebelde Abdal-Latif Mirza, Ulugh Beg renunció a favor de Abdullatif el 24 de octubre de 1449 y declaró su intención de peregrinar a La Meca con Haji Khorasan. Abdal-Latif liberó a su padre del encarcelamiento al que había sido obligado, autorizándolo tácitamente a salir de la capital. Sin embargo, se aseguró de que Ulugh Beg nunca llegara a su destino y lo asesinó, al igual que a su hermano Abdal-Aziz, en 1449. Aparentemente, Ulugh Beg fue sentenciado a muerte bajo sospecha de desviarse de las enseñanzas islámicas luego de un proceso sumario.

### El reinado de Abu Sa'id (1451-1469)

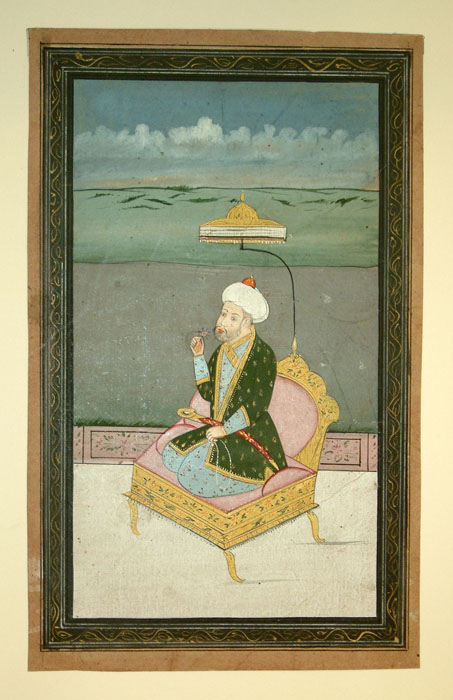
Ilustración de Abu Sa'id de un artista mongol desconocido.

Durante el reinado de Abu-Saïd (r. 1451-1469), el estado timúrida vio cómo su tendencia al declive aumentaba y disminuía de forma intermitente. La pérdida de la supremacía en las tierras occidentales dentro de la esfera de influencia timúrida causó un duro golpe. Al mismo tiempo hubo migraciones masivas de comunidades uzbekas a Transoxiana. La intensificación de estos movimientos, que en realidad comenzaron durante el reinado de Tamerlán, tuvo un impacto moderado durante el mandato de Abu Sa'id. De hecho la creciente influencia de los uzbekos en las altas esferas de la sociedad y en el ejército les permitió aspirar con el tiempo a puestos de gran prestigio.  Con la campaña de reconquista hacia el oeste, es decir, en Jorasán y en Azerbaiyán, Abu Sa'id quiso restaurar la autoridad timúrida, aunque las operaciones no tuvieron un efecto duradero y las adquisiciones se perdieron a los pocos años. Por el contrario, aprovechando los enfrentamientos en los que participaban los Kara Koyunlu, pudieron tomar posesión de la capital Herat nuevamente en 1458.
En 1460, tuvo que enfrentarse a una alianza de tres príncipes de su imperio que le eran hostiles . Entre 1460 y 1463 se vio obligado a librar luchas contra nuevos opositores, involucrándose en prolongados y costosos asedios (es el caso de algunos enfrentamientos que tuvieron lugar en el Sir Daria uzbeko). Abu Sa'id fue el último timúrida en intentar restaurar el imperio de Tamerlán desde  Kashgar a la Transcaucasia. Para tener éxito, en los últimos años de su vida quiso participar en una campaña contra Uzun Hasan, un líder de los Ak Koyunlu. Utilizando como pretexto la solicitud de ayuda de su hijo en las tierras de Hasan, abandonó las relaciones diplomáticas anteriores con los Aq Qoyunlu y lanzó un asalto en febrero de 1368. Las emboscadas sufridas por los timúridas en su marcha hacia el oeste desmoralizaron al ejército, comprometiendo el resultado de la batalla de Qarabagh el 4 de febrero de 1469. A las numerosas pérdidas se sumó la captura del mismo Abu Sa'id, que fue encarcelado y luego decapitado por Hasan.
La pérdida definitiva de los territorios occidentales anticipó la fragmentación de los sucesores de Abu Sa'id. Fue uno de los nietos de Tamerlán, Husayn Bayqara, quien conquistó Herat el 24 de marzo de 1469 y así se convirtió en el gobernante timúrida del Gran Jorasán.

### El gobierno de Hussein Baygara (1469-1506)

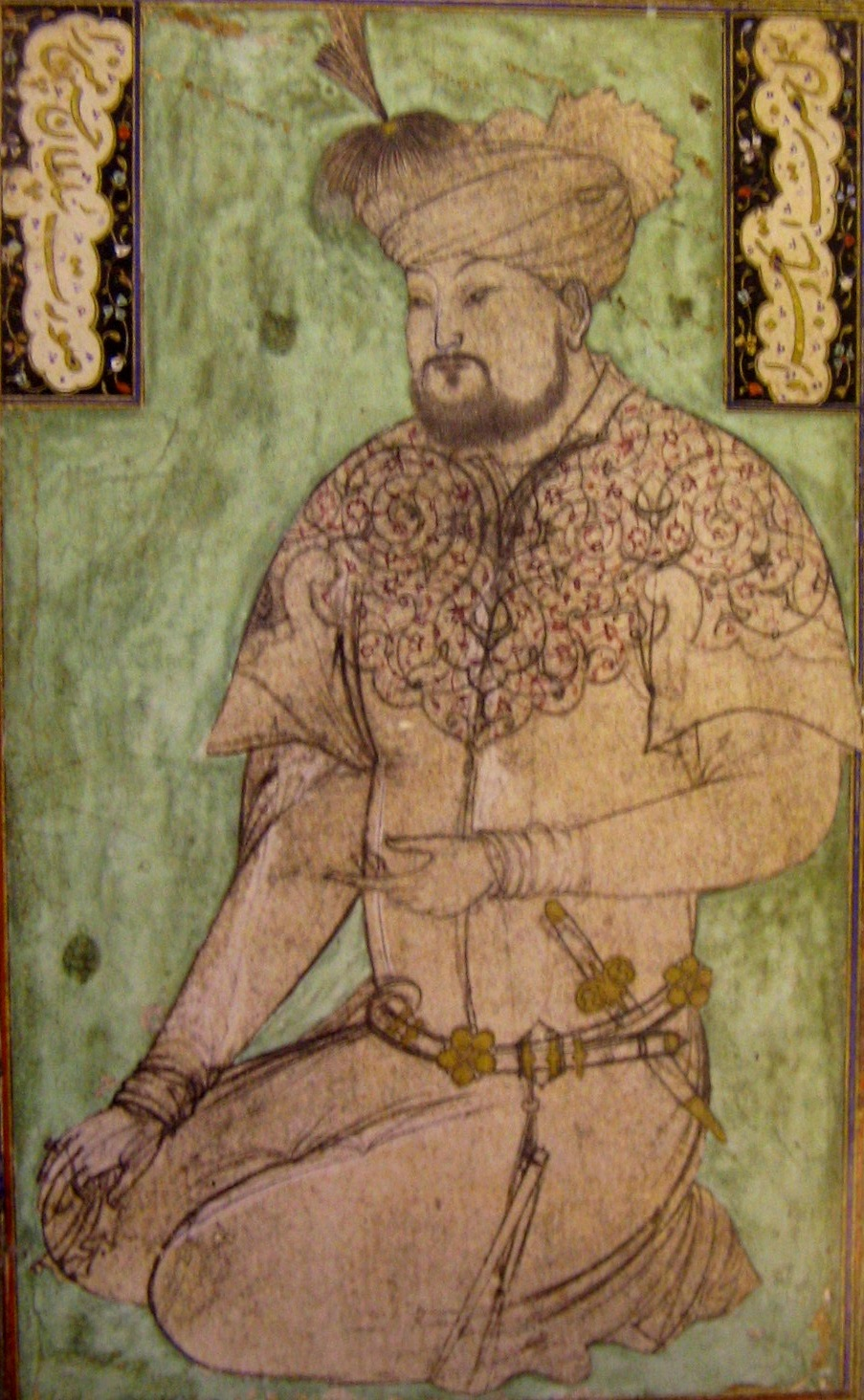
Retrato de Husayn Bayqara de 1490

El sultán Husayn Bayqara, hijo de Mansur Mirza, bisnieto de Tamerlán, presto servicio bajo Abul-Qasim Babur, otro de los sobrinos de Tamerlán y gobernante de Herat, en los disturbios posteriores que estallaron tras la partida de Ulugh Beg. Tras haberse distinguido en una serie de campañas anteriores, fue con la toma de la antigua capital ahora incluida en Afganistán cuando consagró su título como jefe del imperio timúrida.
Nada más llegar al poder, la situación que se encontró manejando parecía bastante complicada: los conflictos con Uzun Hasan, que no habían terminado con la muerte del antecesor de Bayqara, que lo empujaron con entusiasmo a adentrarse en territorio timúrida. Aprovechando un número asombroso de deserciones, Hasan fue incluso capaz de arrebatar Herat a su enemigo en 1470 durante seis semanas. Con la heroica reconquista, que se llevó a cabo en una operación nocturna en la que participaron solo 350 hombres, rápidamente se aseguró de que los gobernadores timúridas en Transoxiana se abstuvieran de provocar nuevos conflictos, lo que sucedió más o menos porque estaban demasiado tensos por los enfrentamientos pasados. En ese momento, trató de protegerse de los shaybánidas y fortificó sus propias fortalezas a lo largo del Amu Darya. Además, también se impuso en Corasmia.
Después de haber reanimado la tierra que administraba, aunque más pequeña que en décadas pasadas, y de eliminar las amenazas externas e internas, Bayqara se centró en la literatura y el arte y gobernó con sus hijos, a quienes nombró gobernadores de las provincias. Bayqara fue visto como «un buen rey, amante de la paz y la justicia», y construyó numerosas edificaciones, incluida una famosa escuela. El imperio parecía finalmente respirar ese período de paz que había estado faltando durante mucho tiempo. Durante los 37 años del reinado del sultán, Herat ascendió al papel de centro de la cultura túrquica y los historiadores llaman a ese feliz período de tiempo el «Renacimiento timúrida».
Sin embargo, la situación cambió cuando, en los últimos veinte años del reinado del sultán, se vio obligado a hacer frente a varios disturbios e incursiones. Las disputas fueron provocadas por sus hijos, que querían sucederlo antes de su muerte; buscaron conseguir más influencia en el gobierno a través de la táctica de la desobediencia. Badi 'al-Zaman Mirza, su hijo mayor, desempeñó un papel relativamente importante en estas controversias, habiendo intentado, en 1499, asesinar a su padre.  Mientras tanto, en 1500, aprovechando la complicada situación, los uzbekos, que durante mucho tiempo habían sido una amenaza para la estabilidad del estado, se rebelaron y conquistaron, , primero Bujará y luego Samarcanda. En 1501, mientras continuaba la guerra civil entre el sultán y su hijo, Muhammad al-Shaybani, un líder de los uzbekos, avanzó casi sin obstáculos hacia Transoxiana. Una vez que Jorasán fue amenazado, sufriendo los efectos de la enfermedad y la edad avanzada, Bayqara no se movió ni incluso después de que Babur, su pariente lejano con quien se había aliado, le aconsejase actuar. Por lo tanto, los uzbekos comenzaron a realizar incursiones indiscutibles en Jorasán. Finalmente, el sultán cambió de opinión y comenzó a marchar contra ellos, pero murió en 1506 poco después de comenzar su campaña. El legado de su imperio fue disputado entre sus hijos Badīʿ al-Zamān y Muzaffar Ḥusayn. Babur, que había iniciado una expedición en apoyo de Ḥusayn, observó las luchas entre los hermanos y decidió que, ante la imposibilidad de defender el territorio, era bueno retirarse. Al año siguiente, Muḥammad Shaybānī conquistó Herat, lo que obligó a huir a los sucesores de Ḥusayn, lo que puso fin al gobierno timúrida en Jorasán. El gran legado del imperio terminó en manos de Babur, un general influyente que pudo crear uno de los dominios más influyentes de Asia conocido como el Imperio mogol.

## Política

### Ordenamiento del Estado

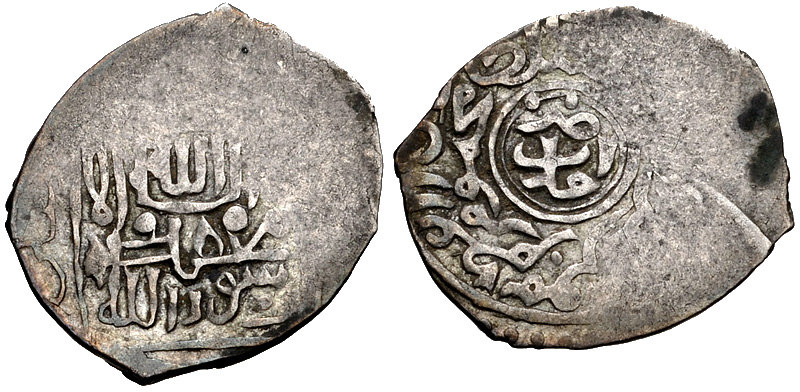
Moneda de la era timúrida acuñada en Āmol, en la provincia iraní de Mazandaran

Mientras Tamerlán asumió el título de emir, sus sucesores ostentaron el título de sultán: el reconocimiento como emir se dejó para aquellos jefes que mostraron coraje en la batalla, participando en las batallas y en las administraciones locales. El estado timúrida era una típica monarquía feudal oriental, con una subdivisión administrativa basada en la división en provincias. Estas últimas estaban dirigidas por príncipes y emires designados entre los gobernantes de más alto rango.
El soberano se ocupaba de la asignación de los feudos, nombraba a un tesorero y repartía, a grandes rasgos, los botines de guerra.  Además, se ocupaba de la gestión de las políticas religiosas, ocupándose de las costumbres islámicas y autorizando en cada provincia y ciudad el nombramiento de magistrados(qadi), jurisconsultos  (muftī)  y supervisores de los bazares (muḥtasib). También había un juez preestablecido exclusivamente para asuntos militares. Las figuras de los emires de justicia estaban inicialmente destinadas a informar al soberano sobre los problemas que existían entre los soldados y el pueblo.
Durante el reinado de Tamerlán, operaban cotidianamente cuatro visires en el Diwan:;
1. visir de Estado y de los Ciudadanos: mantenía informado al soberano de los hechos destacados que ocurrían todos los días, del bienestar de la población, de las importaciones de productos, de las operaciones de los recaudadores de impuestos y su distribución, de los ingresos y los gastos;[Os. 12]
2. visir de la Defensa: debía pagar los estipendios de los soldados por el servicio prestado al trono, levantar la moral e informar al soberano de su estado.[Ma. 16];[Os. 13]
3. visir de la sucesión: debía ocuparse de la asignación de bienes a las familias que padecían un luto por vía de las guerras, de la gestión de los prófucos, del zakāt, de la supervisión de la condición de los campesinos y del control adicional de la recaudación de impuestos. El principio de confiscación estatal de los bienes inmuebles constituía el último recurso, razón por la cual el ministro estaba obligado a entregar los bienes inmuebles a los herederos legítimos;;[Os. 14]
4. visir de los Asuntos: debía estar al tanto de los ingresos y gastos de todos los departamentos del reino, de los gastos del tesoro y también de los gastos de mantenimiento de las caballerizas y del palacio.;[Os. 14]

Además de estos visir, se agregaron posteriormente otros tres para supervisar los bienes en el exterior y en el país, para ocuparse de las relaciones financieras de importancia estatal y para administrar los ingresos de las provincias. Este trío estaba subordinado al Diwan.
Para redactar documentos para informar al soberano sobre las condiciones del ejército, del pueblo o de los aspirantes, de las mejoras y de las condiciones de dificultad del imperio estaban los escribanos de la corte. Las oficinas postales se establecieron ya en el reinado de Tamerlán para garantizar la transmisión de información. Cada estación albergaba unos 200 caballos y era pagada por la población local.

## Justicia
Durante el periodo de máximo esplendor, el imperio timúrida se extendía desde los ríos Irtish y Volga hasta el Golfo Pérsico, desde el Ganges hasta Damasco y Turquía oriental. Para administrar un dominio tan vasto, era evidente que se necesitaba algún sistema normativo: con el tiempo, se pasó de la yassa (el código de normas orales dictado por los pueblos mongoles) a las reglas de los turcos y, finalmente, a la sharia.

### Ejército

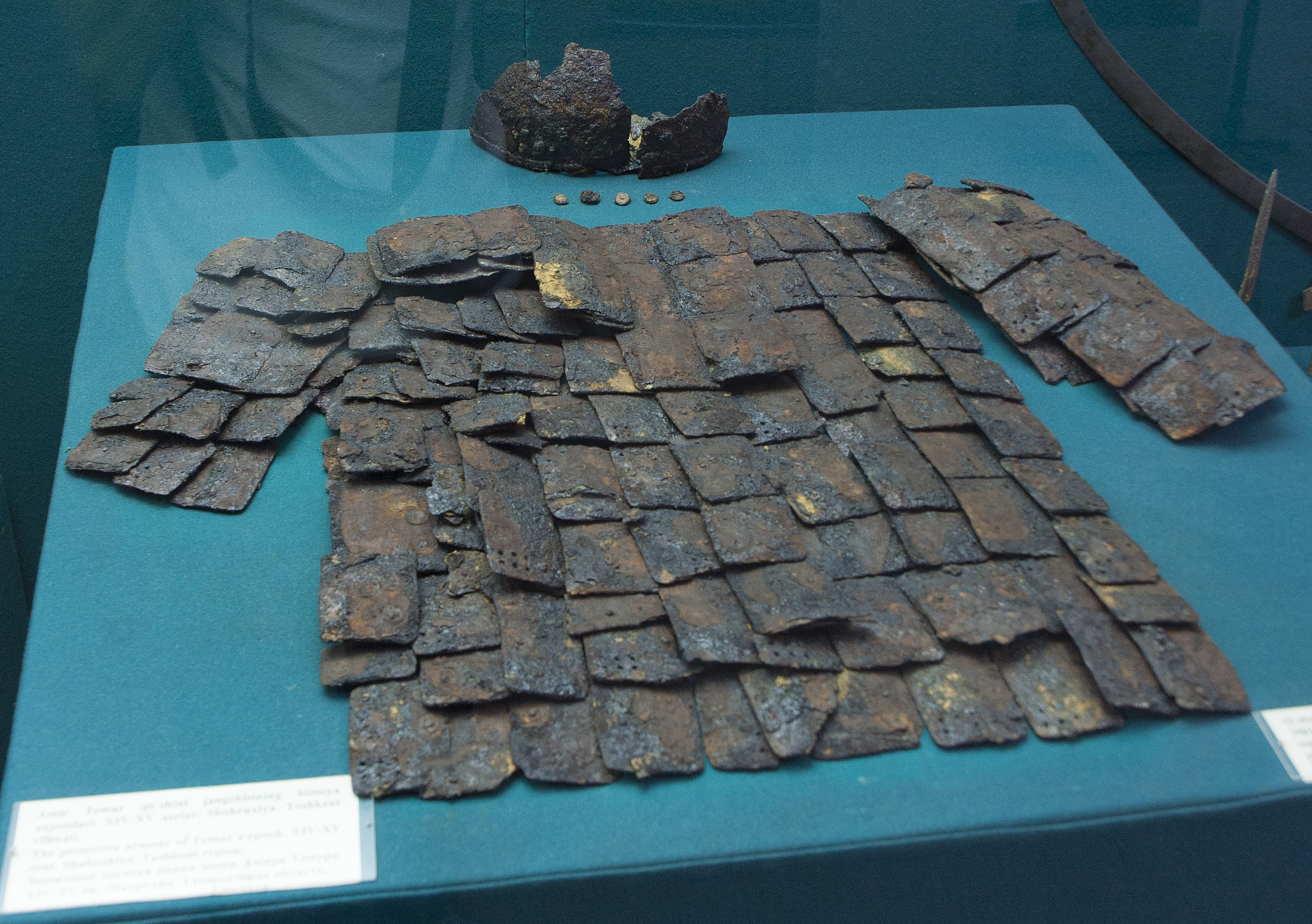
Cota de un soldado de la época de Tamerlán (finales del)

La fuerza de ataque del ejército del estado timúrida estaba formada por unidades de caballería con armadura pesada y ligera. Los arqueros a caballo fueron de gran importancia en los éxitos iniciales de Tamerlán, la caballería pesada y la infantería los apoyaban. Luego se interesó especialmente en los ingenieros de asedio y la infantería tomó un papel más importante, aunque la caballería era la clave para el ejército timúrida. 
Tamerlán era el mismo musulmán, pero su ejército era una mezcla de musulmanes, cristianos, chamanistas, paganos y zoroastristas. El grueso de su ejército se componía de tropas turcomongolas, que componían formaciones similares al sistema mongol. Tamerlán prestaba mucha atención a su ejército y frecuentemente realizaba reformas militares;  el miedo y el terror fueron también de gran importancia. 
La táctica de los elefantes, aprendida durante la campaña india  —colgaban en sus colmillos curvos hojas cortas y los entrenaban para avanzar en línea en una serie de saltos cortos, cortando hacia arriba y hacia abajo con cada movimiento—, fascinó a Tamerlán, que recurrió a su uso en los enfrentamientos con mamelucos y otomanos.  Al mismo tiempo, a medida que avanzaba la expansión, los oficiales de Tamerlán recurrieron al enrolamiento de los pueblos sometidos entre sus propias filas.
Mientras el ejército marchaba, se le asignaba un comandante (tovachi), que supervisaba las maniobras. Si cualquier cosa era sustraida del ejército, los tovachi eran sancionados con penas más o menos severas dependiendo de la entidad de lo sustraido. Las fortificaciones defensivas que construían eras de varios tipos, prefiriendo sobre todo el uso de empalizadas de madera alrededor de los sitios de guarnición y la construcción de ciudadelas.
El centro del ejército se llamaba qol, el flanco derecho barangar y el flanco izquierdo jarangar. A medida que avanzaba el ejército, las unidades de reconocimiento avanzaban delante de él y eran llamadas centinelas (qarovul). Los grupos que realizaban incursiones nocturnas se llamaban chapavul. Los yasavuls tenían la tarea de brindar asistencia adicional o llevar a cabo las órdenes del soberano en la esfera militar. Las subdivisiones, particularmente complicadas con referencia a las secciones de reconocimiento, retaguardia y otras, se articulaban aún más según fuese número de combatientes empleados y del enemigo enfrentado. El recurso a la táctica de la retirada simulada, una opción típicamente mongola, también se empleó en algunas ocasiones. Durante el reinado de Tamerlán, un tercio del ejército operativo estaba obligado a proteger las fronteras y dos tercios a estar inmediatamente disponibles para participar en cualquier campaña.
Dependiendo del número de fuerzas enemigas, el ejército estaba dirigido por el propio soberano, por los emires y por el umarāʾ al-muʾminīn.. Este último, una especie de general supremo de la era timúrida, era el comandante del ejército. El título de emir, como se ha dicho asignado por haber sido responsable de acciones meritorias, se subdividió a su vez en doce grados. Del primero al duodécimo rango, el emir de cada bando era considerado como el vice del inmediatamente superior. El duodécimo era el vice del emir al-'Umara, mientras que el emir al-'Umara era el vicegobernante. En el ejército, la unidad de base constaba de diez personas (onlik), encabezada por un oficial, mientras que la división básica era el tumen (correspondiente a 1000 hombres). El equipo básico de los soldados de clase media incluía una tienda de campaña, dos espadas, una pica, una cuerda, cuero, un hacha y otros equipos. A medida que se ascendía en la jerarquía, el equipamiento también era mejor.

### Símbolos
Se cree que el símbolo principal de los timúridas era el llamado «signo de Timur», que constaba de tres círculos (o anillos) iguales dispuestos en forma de triángulo equilátero. Ruy de Clavijo, embajador enviado por el rey de Castilla a la corte de Tamerlán en 1403, y el historiador árabe Ibn Arabshah proporcionaron una descripción de la insignia tal como aparecía en el sello del emir, así como en las monedas de la era timúrida.  No se sabe con certeza qué significado tenía el signo triangular, pero, según Clavijo, los círculos indicaría los tres continentes del mundo conocido (Europa, Asia y África). Otra posible teoría es que se refirían al título de Tamerlán de "Sahib-Qiran" (el soberano de tres planetas benévolos).
A menudo, las representaciones de los tamga (símbolos de origen mongol) en las monedas iban acompañadas de la expresión persa Rāstī rastī (راستى رستى, Nastaliq),  que se puede traducir como "En la justicia reside la salvación". También se sabe que la misma expresión a veces se recogía en documentos oficiales.

## Sociedad
Tamerlán estaba afiliado a la tribu de los barlas, por lo que es muy probable que descendiera de esa población túrquica-mongola que vivía entre Uzbekistán, Turkmenistán y otras regiones de Asia Central. Debido a los estrechos vínculos con las poblaciones indígenas de Asia Central, particularmente en Transoxiana, los barlas vieron dentro de sí mismos a personas que profesaban religiones distintas al Islam (especialmente el budismo y el chamanismo). Estas conexiones cercanas permitieron una influencia y una mezcla de diferentes culturas. Por esa razón, los barlas se inspiraron en elementos de los mongoles, uigures, turcomanos, tarkhan, persas (sobre todo) y otras tribus del Asia central. Por esta razón, la era timúrida tuvo un carácter plural, reflejando tanto los orígenes túrquico-mongoles como la alta cultura literaria, artística y cortés persa de la dinastía.

## Lenguas

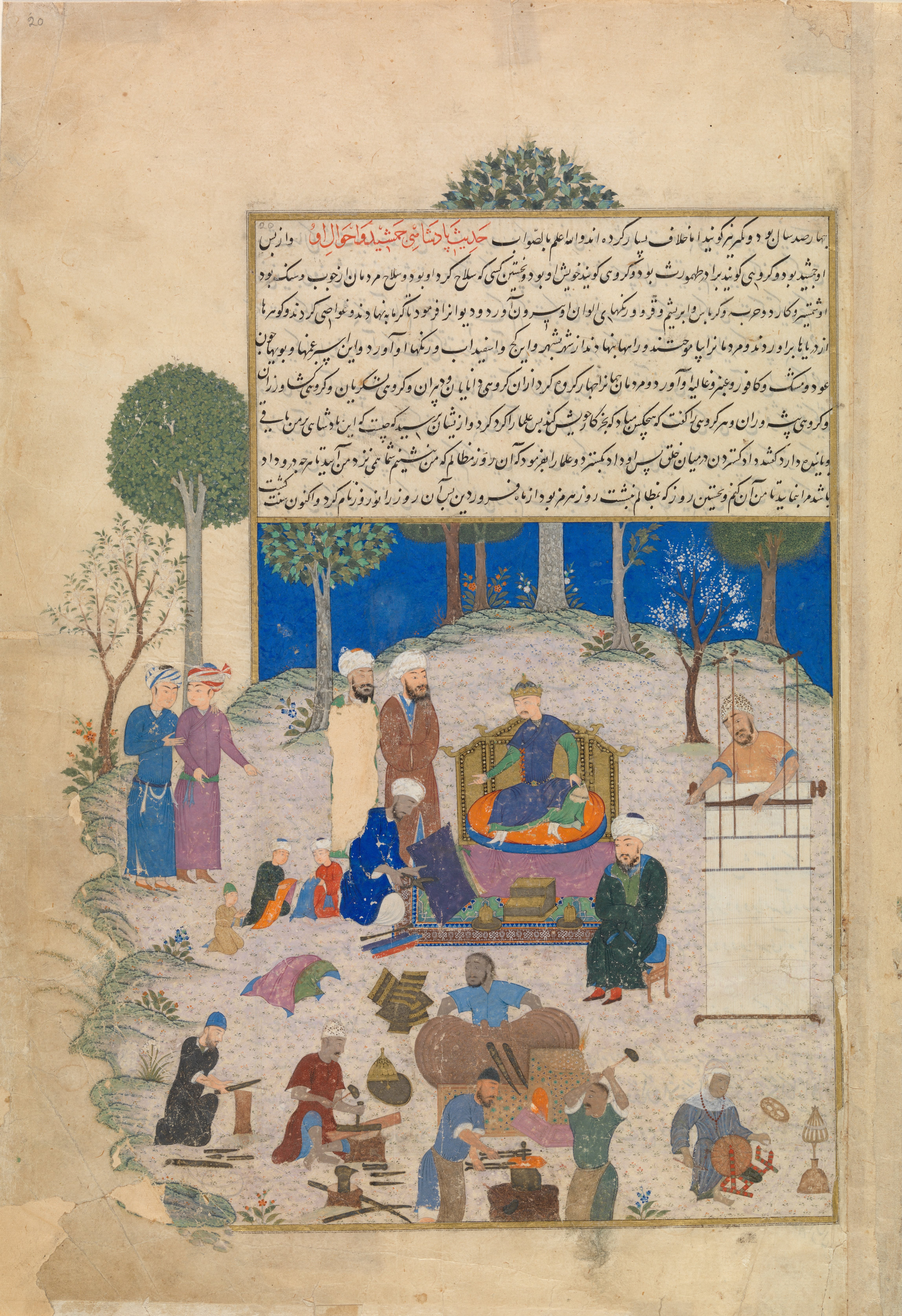
Jamshid en una miniatura escrita en lengua persa terminada en Herat en 1476

Asia Central en la era timúrida se expresaba en lenguas diferentes según el entorno social. Al menos en las primeras etapas, el ejército era casi exclusivamente turco-mongol, mientras que el elemento civil y administrativo era casi exclusivamente persa. La lengua hablada y conocida por todos los turco-mongoles en casi todas partes era el chagatai. Sin embargo, el idioma principal de la época era el persa, el idioma nativo de los tayikos y el que aprendía cualquier persona con un nivel mínimo de instrucción. En la mayor parte de los territorios sometidos por Tamerlán, el persa parecía ser el idioma principal de la administración y de la cultura literaria. Así, la lengua expresada en las asambleas del diván era el persa, tanto que los escribas que anotaban las reuniones necesariamente tenían que ser expertos en cultura persa, independientemente de su origen étnico El persa se convirtió así en el idioma oficial del imperio timúrida y encontró utilidad en los campos administrativo, académico, literario y poético. El chagatai era la lengua nativa y coloquial de la dinastía timúrida, mientras que el árabe seguía siendo el «idioma de élite», en el que se expresaban los estudiosos de la filosofía, la ciencia, la teología y las ciencias religiosas.

## Cultura

### Arte timúrida
El arte timúrida es el estilo artístico que se originó durante el gobierno del Imperio timúrida (1370-1507) —que se extendía desde el este de Persia hasta Irak y Siria— y que destacó por su uso de los estilos persa y chino, así como por asimilar influencias artísticas de otras civilizaciones del Asia central. Los eruditos consideran este período como una época de excelencia cultural y artística, y aun tras declinar el Imperio, el arte timurida continuó influyendo en otras culturas del Asia central y occidental.
La edad de oro de la pintura persa comenzó durante el reinado de los timúridas, período en el que, de manera análoga a los desarrollos en el Irán safávida, el arte y los artistas chinos tuvieron una influencia significativa sobre el arte persa. Los artistas timúridas refinaron el arte persa del libro, combinando papel, caligrafía, iluminación, ilustración y encuadernación en un todo brillante y colorido.  La etnicidad mongola de Chaghatayid y los kanes timúridas fueron la fuente de representación estilística del arte persa durante la Edad Media. Esos mismos mongoles se casaron con los persas y túrquicos del Asia central, incluso adoptando su religión y sus idiomas. Sin embargo, el control del mundo que ejercieron en ese momento, particularmente en los siglos XIII-XV, se reflejó en la apariencia idealizada de los persas como mongoles. Aunque la composición étnica se diluyó al mezclarse gradualmente con las poblaciones locales iraníes y mesopotámicas, el estilo mongol continuó mucho después y cruzó hasta Asia Menor e incluso al norte de África. 
Si bien no es posible hablar de un estilo único en este período en el que se crearon importantes obras de arte islámico, sí que es posible analizar una síntesis de las diferencias locales. Entre los lugares donde se crearon obras originales, hubo centros de arte únicos —Samarcanda, Bagdad, Herat y Shiraz— que encarnaron el espíritu general del arte timúrida. En Samarcanda, la capital (1370-1505) del estado timúrida en el reinado de Tamerlán (r. 1370-1405), además de artistas del Asia central y de Irán, había artistas que habían sido deportados forzadamente desde India, Anatolia y Siria. El embajador español, Ruy González de Clavijo, informó que había 150 000 familias de artistas en Samarcanda.  Un segundo período fructífero coincidió con el reinado del sultán Shahruj (r. 1407-1447). Apoyado en esto por su esposa persa, Goharshad, alentó a los artistas a mudarse a Afganistán cuando trasladó a Herat su capital virreinal, lo que permitió una carrera para crear nuevas obras. Tras la muerte de Ulugh Beg (r. 1447-1449), siguió un estancamiento artístico, que recuperó fuerza durante el reinado de Abu-Saïd (r.1451-1469) y del sultán Husayn Bayqara (r.1469-1506). A la muerte de este último, volvió una fase de decadencia hasta que, durante el Imperio mogol, se produjo un redescubrimiento y revalorización de la artesanía timúrida, así como en tierras safávidas.

### Arquitectura  timúrida
La arquitectura timúrida fue una etapa importante en la historia arquitectónica de Irán y Asia Central durante finales del siglo XIV y el siglo XV. El Imperio timúrida (1370-1507), fundado por Timur (también llamado Tamerlán) (m. 1405) y que conquistó la mayor parte de esta región, supervisó un renacimiento cultural.
La arquitectura timúrida se inspiró y desarrolló muchos cánones arquitectónicos y técnicas constructivas de los selyúcidas. La dinastía timúrida patrocinó la construcción de palacios, mausoleos y monumentos religiosos por toda la región. Los azulejos turquesa y azul, que formaban intrincados motivos lineales y geométricos, a menudo decoraban las fachadas de los edificios. A veces, el interior estaba decorado de manera similar, con pinturas y relieves en estuco que proporcionaban un embellecimiento adicional. La arquitectura timúrida fue el pináculo del arte islámico en Asia central. Los espectaculares y majestuosos edificios erigidos por Tamerlán y por sus sucesores en Samarcanda y en Herat ayudaron a difundir la influencia de la escuela de arte del Ilkhanato en la India, dando lugar así a la famosa escuela de «arquitectura mogola».
El primer ejemplo cronológico de arquitectura timúrida fue el mausoleo de Ahmed Yasawi, en la actual Kazajistán, mientras que uno de los mayores fue el mausoleo de Tamerlán, ubicado en la capital del imperio. Este último edificio, del siglo XIV está cubierto con «teselas persas turquesas».
 Cerca, en el centro de la ciudad antigua, se puede ver la «madraza de estilo persa» (escuela religiosa) y la «mezquita de estilo persa» de Ulugh Beg. Los mausoleos de los príncipes timúridas, con sus cúpulas turquesas y azules, siguen estando entre las manifestaciones más finas y exquisitas de la arquitectura persa. La simetría axial es una característica de todas las principales edificaciones timúridas, sobre todo la Shah-i-Zinda en Samarcanda, el complejo Musallah en Herat y la mezquita de Goharshad en Mashhad. Abundan las cúpulas dobles de varias formas, mientras que los exteriores están adornados con colores brillantes. El dominio de Tamerlán sobre la región fortaleció la influencia de su capital y la arquitectura persa en la India. 
La mezquita verde de Balkh, construida en 1422, y el complejo de la mezquita Änew, terminado entre 1455-1456, representan algunas de las obras más importantes del período medio timúrida: desafortunadamente solo sobreviven restos de esta última, ya que fue destruido por un terremoto en 1948. Una de las obras más importantes de la fase tardía es el mausoleo de Ishratkhana, construido entre 1460 y 1464 para la sepultura de las mujeres de la dinastía timúrida a instancias de una de las esposas de Abu Sa'id. Realizado entre 1460 y 1502 en la ciudad de Gazni para el hijo de Ulugh Beg, Abdu Razzaq, el mausoleo fue considerado por John D. Hoag como un precursor de la estructura arquitectónica del Taj Mahal, tanto con referencia a la parte central en el centro como a las secciones laterales asociadas.
Se puede encontrar información de gran interés sobre los palacios timúridas en fuentes históricas y diarios de viaje. Además de la información sobre el Palacio Azul construido por Tamerlán en Samarcanda, se hace referencia a las obras realizadas en las ciudades de los alrededores, como Naqsh-e jahàn, Bagh-e Chenar (a las puertas de Samarcanda), Bāgh-i Zāghān (en Herat) y Bagh-i Dilgush. Los jardines creados en el período timúrida sobrevivirán a la caída del imperio, estableciéndose también durante el paréntesis mogol. Los restos del palacio de Shahrisabz, Aq Saray, también descritos en escritos contemporáneos, han sobrevivido hasta nuestros días.
- La mezquita Bibi-Khanym
- El Mausoleo de Tamerlan (o Gur-e Amir)
- Mausoleo de Khoja Ahmad Yasavi ( Patrimonio de la Humanidad     (2003))
- Mezquita de Goharshad

### Literatura

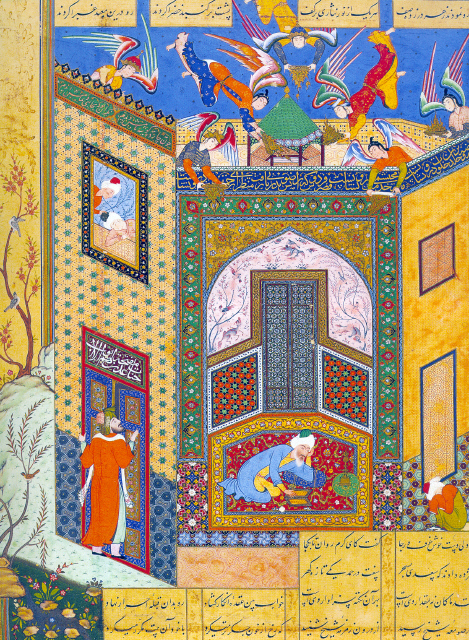
Ilustración tomada de Roseto del Pio de Giami, 1553. La imagen fusiona la poesía persa y la miniatura persa en un todo, como era costumbre en muchas obras del período timúrida.

#### Literatura persa
La literatura persa, especialmente la poesía, incluso por encargo, ocupó un lugar central en el proceso de asimilación de la élite timúrida a la cultura noble persa-islámica. Los sultanes timúridas, en particular Shah Rukh y su hijo Ulugh Beg, patrocinaron la cultura persa en varias ocasiones. Entre las principales obras literarias del paréntesis timúrida se encuentra la biografía persa de Tamerlán, conocida como Zafarnāmeh (en persa: ظفرنامه‎), escrita por Sharaf al-Din Ali Yazdi, quien a su vez se basó en la más antigua Zafarnāmeh de Nizām al-Dīn Shāmī, biógrafo oficial de Tamerlán durante su vida. El poeta más famoso de la era timúrida fue Giami, el último gran sufí místico medieval de Persia y uno de los autores más conocidos de la poesía persa. Algunas de las obras de astronomía del sultán timúrida Ulugh Beg también se escribieron en persa, aunque la mayor parte se publicó en árabe. El príncipe timúrida Baysonqor también encargó una nueva edición de la epopeya nacional persa Shāh-Nāmeh, conocida como  Shāhnāmeh di Baysonqor, y supervisó la introducción. La opinión de T. Lenz sobre la obra es la siguiente:

Esto puede interpretarse como uno de los proyectos desencadenados por la muerte de Timur en 807/1405, con el fin de responder a las nuevas demandas culturales que tuvieron que enfrentar Shah Rukh y sus hijos, es decir, una élite militar turca que ya no derivaba su poder y su influencia sólo de un carismático señor de la estepa con una conexión cuidadosamente cultivada con la aristocracia mongola. Gracias a la adquisición de Jorasán, la casa reinante consideraba la mayor asimilación y patrocinio de la cultura persa como un componente integral de los esfuerzos para asegurarse la legitimidad y autoridad de la dinastía en el contexto de la tradición monárquica islámica iraní, y el Baysonqor Shāhnāmeh, tanto un objeto precioso como un manuscrito que leer, simbolizaba fuertemente la concepción timúrida del propio peso en esa tradición. Fuente documental preciosa para las artes decorativas timúridas que están lejos de desaparecer para el período, el manuscrito aún espera un estudio monográfico completo.
Entrada «Bāysonḡorī Šāh-nāma», en la Encyclopædia Iranica, de T. Lenz

#### Literatura chagatai

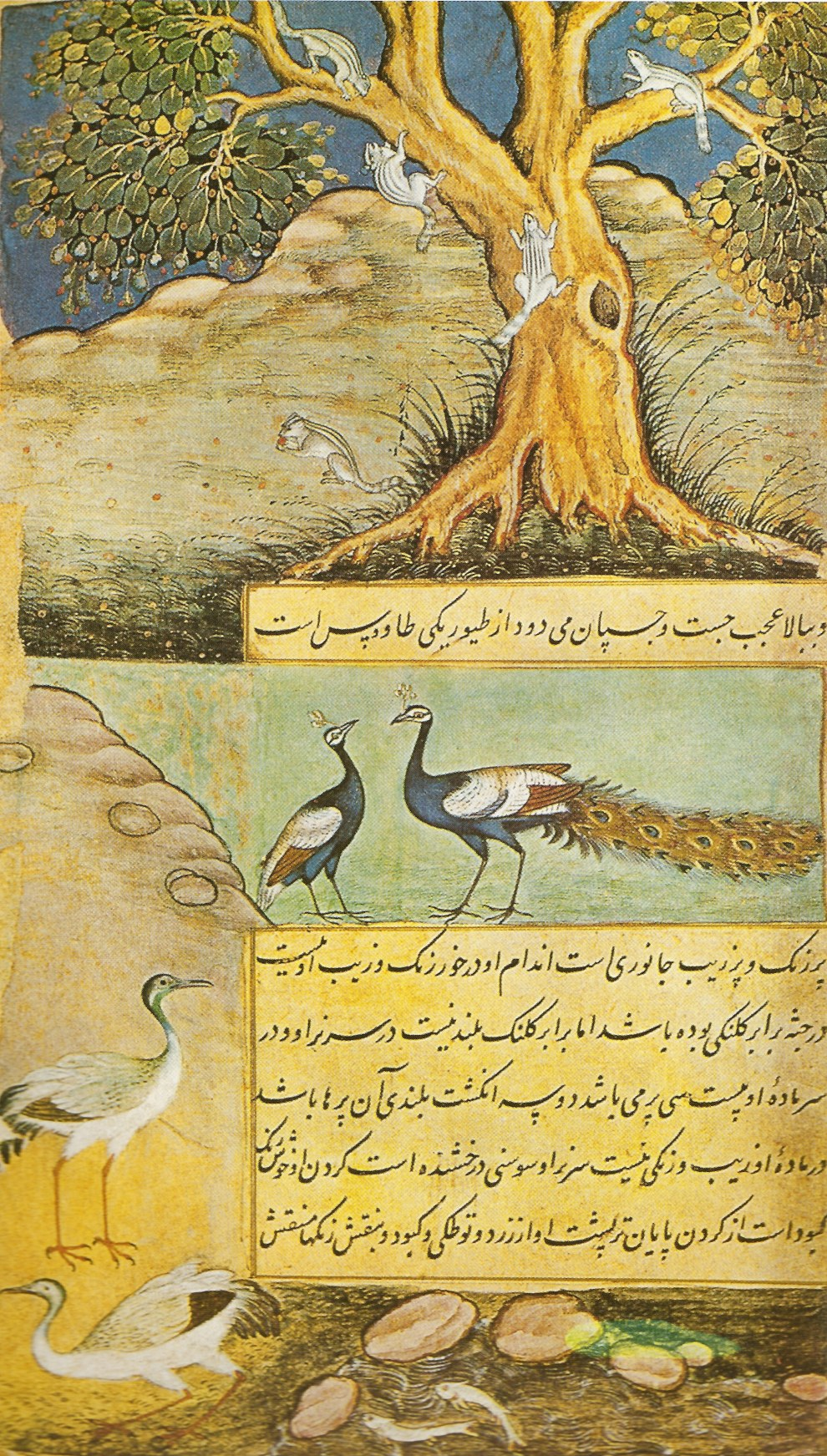
Una escena con pavos reales y pájaros del Bāburnāma

Los timúridas también jugaron un papel muy importante en la historia de la literatura turca. Sobre la base de la tradición literaria persa establecida, se desarrolló una literatura nacional turca en lengua chagatai. Poetas como Ali-Shir Nava'i, el sultán Husayn Bayqara y Bābur alentaron a otros autores de lengua turca a escribir en su propia lengua vernácula, además de en árabe y en persa. El Bāburnāma, la autobiografía de Bābur (a pesar de estar muy persianizada en su estructura léxica, morfológica y de vocabulario), así como el poema chagatai de Mīr Alī Sher Nawā'ī, se encuentran entre las obras literarias turcas más conocidas influenciadas por muchas otras.

## Ciencias
En el siglo XV, la capital del Estado timúrida, Samarcanda, se convirtió en un importante centro científico. Esto fue especialmente cierto durante el reinado de Ulugh Beg, con personalidades eruditas procedentes de varias tierras y todas llegando a Samarcanda. Además de su actividad como gobernante, Ulugh Beg se interesó mucho por la astronomía y las matemáticas, creando obras que siguen despertando fascinación en los estudiosos de hoy. Entre 1417 y 1422 se ocupó de la construcción de la  madrasa de la ciudad, ahora declarada Patrimonio de la Humanidad, y de un observatorio en la década de 1420.  Entre los eruditos más famosos que frecuentaron estos edificios estaban  Qadi-zade-i Rumi y Al-Kashi.

## Legado

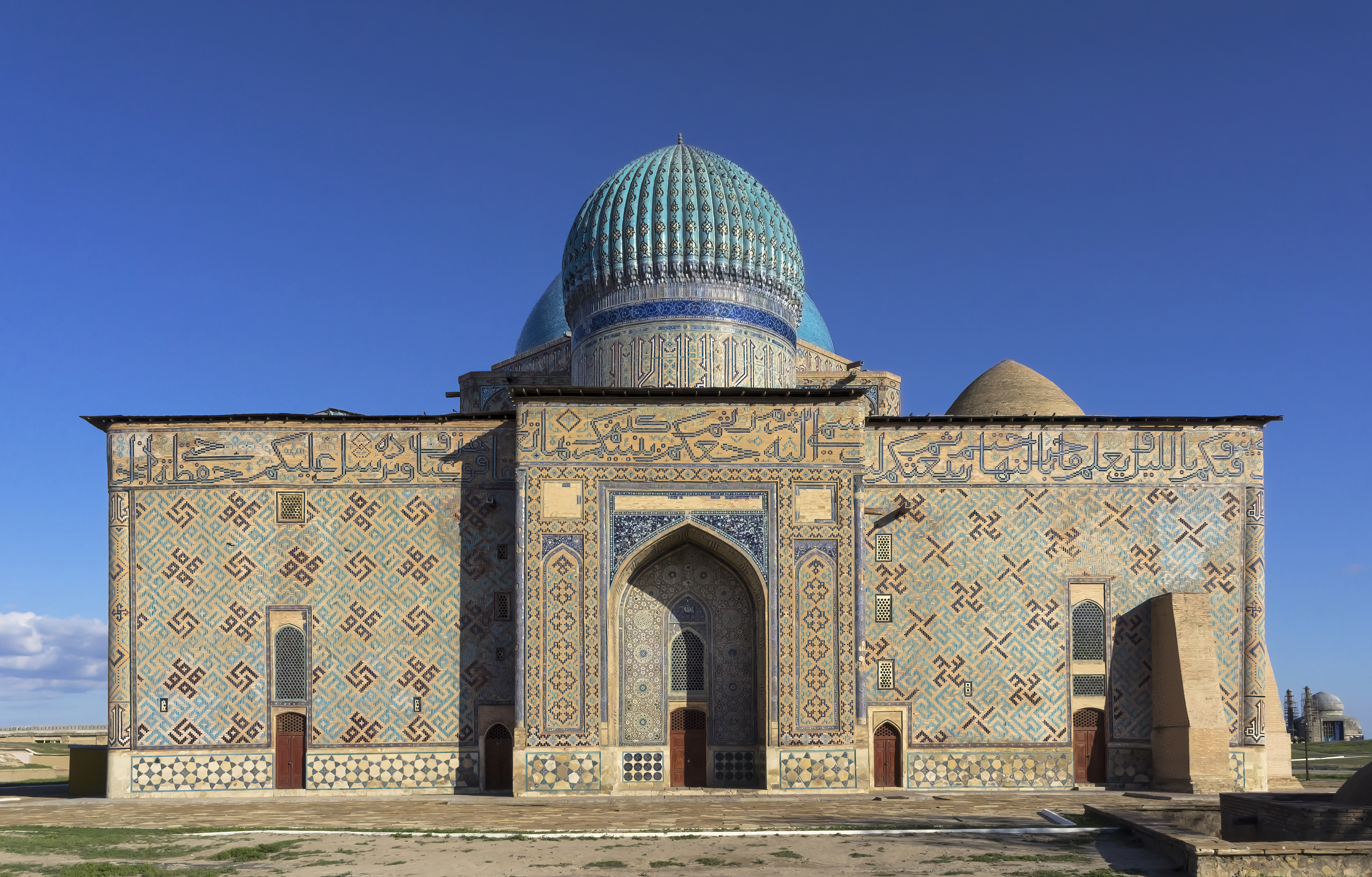
Mausoleo de Khoja Ahmed Yasawi, Turkistán, Kazajistán

El Imperio timúrida jugó un papel decisivo en la historia de los vastos territorios que absorbió, con varios pueblos compitiendo por recuperar su herencia túrquica-mongola. La época en que existió coincidió con un gran desarrollo en Asia Central y, quizás, con el mayor apogeo alcanzado por Samarcanda en su historia. Las tradiciones arquitectónicas se desarrollaron aún más durante el período timúrida y muchos de esos monumentos arquitectónicos han sobrevivido hasta nuestros días. El impacto del «Renacimiento timúrida» tuvo efectos bastante duraderos. Babur, quien se hizo cargo del antiguo imperio, pudo hacer que las tierras que subyugó fueran muy poderosas, y también recolectó el legado de los timúridas y lo hizo suyo.
También se lograron resultados importantes en la zona del Cáucaso: en la era timúrida continuaron las migraciones de turcos hacia Azerbaiyán, lo que tuvo consecuencias especialmente en lo que respecta a la conversión religiosa al Islam. El impacto en Georgia fue mucho menos fuerte. La influencia no se limitó solo al componente étnico en Azerbaiyán, ya que también afectó a la lengua azerí. Su origen suele identificarse como una mezcla de elementos oghuz (zona oriental y meridional) y kipchako (zona occidental y seytentrional). Sin embargo, la distinción no surge por vía de las diferencias fonéticas y léxicas. Usando el método de la glotocronología, el lingüista Oleg Mudrak llegó a la conclusión de que la formación del idioma azerbaiyano, con todos sus dialectos, con la excepción del Şəki, se remonta a la década de 1360, es decir, al período timúrida.
Muy empañado fue el legado cultural en Irán. Sin embargo, aunque la influencia timúrida a largo plazo fue leve, recibió muchos elogios en los campos artístico y literario. En lo que respecta a Afganistán, varios centros poblados, incluido Kabul, vivieron un período feliz de manera alterna en los aproximadamente dos siglos de existencia del imperio y experimentaron la afirmación de una identidad persa-árabe. En cualquier caso, el rápido paso de los timúridas a Bābur enturbió la memoria de los primeros y los estudiosos pronto olvidaron, como muestran las fuentes, su contribución.

Estatua dedicada a Tamerlán en Taskent

Aparte de Kazajistán, Kirguistán y Turkmenistán, donde el imperio también tuvo impacto, hoy Uzbekistán alberga el mayor legado heredado del período timúrida. El chagatai, habiendo ascendido al nivel de una lengua cultural durante esa fase histórica, desempeñó un papel importante en la formación de la moderna lengua uzbeka.  Ocupándose de reconstruir la epopeya de Tamerlán y los años inmediatamente posteriores, Castin Marozzi estuvo particularmente atento al estudiar los escritos del embajador Rui González de Clavijo sobre las condiciones del estado timúrida en el Uzbekistán moderno. Tras obtener su independencia de la URSS, el interés por Tamerlán volvió a ser el centro de atención en Uzbekistán y se hizo muy palpable. El 1 de septiembre de 1993, con motivo del día de la independencia de Uzbekistán, el presidente Islom Karimov inauguró un monumento dedicado a Tamerlán en la capital Taskent. En 1996, con motivo del 660.º aniversario del nacimiento del señor de la guerra, se inauguró en Taskent un museo dedicado al conquistador y se estableció la Orden de Tamerlán.

## Gobernantes timúridas
| Fechas | Fechas | Nombre        | Hijo de        |                                                    |
| ------ | ------ | ------------- | -------------- | -------------------------------------------------- |
| 1495   | 1499   | Masud Sultan  | Mahmud Sultan  | En lucha en Samarcanda.                            |
| 1495   | 1499   | Baysunghur II | Mahmud Sultan  | En lucha en Samarcanda.                            |
| 1498   | 1500   | Ali Sultan    | Mahmud Sultan  | En Samarcanda.                                     |
| 1506   | 1507   | Badi az-Zaman | Husayn Bayqara | En Herat. Muerto en 1517 en el exilio en Estambul. |

| Reinado   | Nombre personal                                           | Nombre titular                 | Notas |
| 1370-1405 | Tamerlán (Timur Beg Gurkani) تیمور بیگ گورکانی            | Emir امیر Timur Lang تیمور لنگ | Hijo de Taragaï, emir de Kesh. También conocido como Timur Lang, Emir Timur, fundador epónimo de la dinastía. Timur gobernó el Kanato de Chagatai con Suurgatmish como kan nominal seguido por el sultán Sultan Mahmud Khan. Él mismo adoptó el título árabe musulmán de Emir. En esencia, el Kanato se terminó y el Imperio timurida se estableció firmemente. |
| 1405-1407 | Pir Muhammad bin Jahangir Mirza پیر محمد بن جہانگیر میرزا | Emir امیر                      | Hijo de Djahangir, hijo mayor de Tamerlán, que murió en 1375. Gobernador de Afganistán oriental. Designado sucesor, fue asesinado en 1407. |
| 1405-1409 | Khalil Sultan bin Miran Shah خلیل سلطان بن میران شاہ      | Emir امیر                      | Hijo de Miran Shah, tercer hijo de Tamerlán y dobernador de Irak y de Azerbaiyán. Gobernante en Samarcanda. Depuesto por Shahruj, se convirtió en gobernador de Ray (1409-1411). |
| 1405-1447 | Shahrukh Mirza شاھرخ میرزا                                | Emir امیر                      | Cuarto hijo de Tamerlán. Gobernador de Jorasán (1405-1409). Guarda Herat como capital en lugar de Samarcanda. |
| 1447-1449 | Mirza Muhammad Tāraghay میرزا محمد طارق                   | Emir امیر Ulugh Beg الغ بیگ    | Hijo de Shahruj. Regreso a Samarcanda. |

| Transoxiana | Transoxiana                                        | Transoxiana | Jorasán/Herat/Fars/Iraq-e-Ajam | Jorasán/Herat/Fars/Iraq-e-Ajam | |
| 1449-1450   | Abd ul-Latif میرزا عبداللطیف Padarkush (parricida) | Tercer hijo de Ulugh Beg, encabezó una revuelta e hizo matar a su padre en 1449. Fue asesinado a su vez por Abd Allah en 1450. | ? 1449-1457 1447-1451 | * Ala al-Dawla Mirza علاء الدولہ میرزا بن بایسنقر ? - Abul-Qasim Babur Mirza (r. 1449-1457) میرزا ابوالقاسم بابر بن بایسنقر (hijo de Baysunghur I, con capital en Jorasán) - Sultan Muhammad (r. 1447-1451) سلطان محمد ابن بایسنقر | |
| 1450-1451   | Abdalá Mirza میرزا عبد اللہ                        | Hijo de Ibrahim Sultan ibn Shahrukh y nieto de Shahrukh Mirza | 1451-1457 | Abul-Qasim Babur Mirza میرزا ابوالقاسم بابر بن بایسنقر | |
|             |                                                    | | 1457 | Mirza Shah Mahmud میرزا شاہ محمود | |
|             |                                                    | | 1457-1459 | Ibrahim Sultan ابراھیم میرزا | |
| 1451-1469   | Abu Sa'id Mirza ابو سعید میرزا                     | Hijo de Muhammed Umar (a su vez hijo de Miran Shah). Reanuda el control de Jorasán en 1459. Aunque Abu Sa'id Mirza reunió la mayor parte del corazón de los timúridas en Asia Central con la ayuda del jefe uzbeko, Abul-Khayr Khan (abuelo de Muhammad Shayabani Khan), acordó dividir Irán con los turcomanos de las Ovejas Negras bajo Jahan Shah, pero los turcomanos de las Ovejas Blancas bajo Uzun Hassan derrotaron y mataron primero a Jahan Shah y luego a Abu Sa'id, tomando Azerbaiyán y el norte de Irak. Después de la muerte de Abu Sa'id sigue otra era de fragmentación y sus hijos dividieron Transoxiana en Samarcanda, Bujará, Hissar, Balkh, Kabul y Ferganá). | Hijo de Muhammed Umar (a su vez hijo de Miran Shah). Reanuda el control de Jorasán en 1459. Aunque Abu Sa'id Mirza reunió la mayor parte del corazón de los timúridas en Asia Central con la ayuda del jefe uzbeko, Abul-Khayr Khan (abuelo de Muhammad Shayabani Khan), acordó dividir Irán con los turcomanos de las Ovejas Negras bajo Jahan Shah, pero los turcomanos de las Ovejas Blancas bajo Uzun Hassan derrotaron y mataron primero a Jahan Shah y luego a Abu Sa'id, tomando Azerbaiyán y el norte de Irak. Después de la muerte de Abu Sa'id sigue otra era de fragmentación y sus hijos dividieron Transoxiana en Samarcanda, Bujará, Hissar, Balkh, Kabul y Ferganá). | Hijo de Muhammed Umar (a su vez hijo de Miran Shah). Reanuda el control de Jorasán en 1459. Aunque Abu Sa'id Mirza reunió la mayor parte del corazón de los timúridas en Asia Central con la ayuda del jefe uzbeko, Abul-Khayr Khan (abuelo de Muhammad Shayabani Khan), acordó dividir Irán con los turcomanos de las Ovejas Negras bajo Jahan Shah, pero los turcomanos de las Ovejas Blancas bajo Uzun Hassan derrotaron y mataron primero a Jahan Shah y luego a Abu Sa'id, tomando Azerbaiyán y el norte de Irak. Después de la muerte de Abu Sa'id sigue otra era de fragmentación y sus hijos dividieron Transoxiana en Samarcanda, Bujará, Hissar, Balkh, Kabul y Ferganá). | Hijo de Muhammed Umar (a su vez hijo de Miran Shah). Reanuda el control de Jorasán en 1459. Aunque Abu Sa'id Mirza reunió la mayor parte del corazón de los timúridas en Asia Central con la ayuda del jefe uzbeko, Abul-Khayr Khan (abuelo de Muhammad Shayabani Khan), acordó dividir Irán con los turcomanos de las Ovejas Negras bajo Jahan Shah, pero los turcomanos de las Ovejas Blancas bajo Uzun Hassan derrotaron y mataron primero a Jahan Shah y luego a Abu Sa'id, tomando Azerbaiyán y el norte de Irak. Después de la muerte de Abu Sa'id sigue otra era de fragmentación y sus hijos dividieron Transoxiana en Samarcanda, Bujará, Hissar, Balkh, Kabul y Ferganá). |

| Reinado | Samarcanda | Bujará | Hissar | Ferganá | Balkh | Kabul | Khurasan/Herat/Fars/Iraq-e-Ajam |
| 1469    | Ahmed Mirza (r. 1469-1494) سلطان احمد میرزا (hijo de Abu Said; capital en Samarcanda.) | Ahmed Mirza (r. 1469-1494) سلطان احمد میرزا (hijo de Abu Said; capital en Samarcanda.) | Ahmed Mirza (r. 1469-1494) سلطان احمد میرزا (hijo de Abu Said; capital en Samarcanda.) | Omar Cheikh II (r. 1469-1494) عمر شیخ میرزا ثانی (hijo de Abu Said) | Mahmud Mirza (r. 1469-1495) سلطان محمود میرزا (hijo de Abu Said) | Ulugh Beg Mirza II (r. 1469-1502) میرزا الغ بیگ | Husayn Bayqara (r. 1469, 1.º reinado) سلطان حسین میرزا بایقرا |
| 1470    | Ahmed Mirza (r. 1469-1494) سلطان احمد میرزا (hijo de Abu Said; capital en Samarcanda.) | Ahmed Mirza (r. 1469-1494) سلطان احمد میرزا (hijo de Abu Said; capital en Samarcanda.) | Ahmed Mirza (r. 1469-1494) سلطان احمد میرزا (hijo de Abu Said; capital en Samarcanda.) | Omar Cheikh II (r. 1469-1494) عمر شیخ میرزا ثانی (hijo de Abu Said) | Mahmud Mirza (r. 1469-1495) سلطان محمود میرزا (hijo de Abu Said) | Ulugh Beg Mirza II (r. 1469-1502) میرزا الغ بیگ | Yadigar Muhammad Mirza(r. 1470, 6 semanas) میرزا یادگار محمد |
| 1494    | Ahmed Mirza (r. 1469-1494) سلطان احمد میرزا (hijo de Abu Said; capital en Samarcanda.) | Ahmed Mirza (r. 1469-1494) سلطان احمد میرزا (hijo de Abu Said; capital en Samarcanda.) | Ahmed Mirza (r. 1469-1494) سلطان احمد میرزا (hijo de Abu Said; capital en Samarcanda.) | Zahir-ud-din Muhammad Babur (r. 1494-1497) ظہیر الدین محمد بابر | Mahmud Mirza (r. 1469-1495) سلطان محمود میرزا (hijo de Abu Said) | Ulugh Beg Mirza II (r. 1469-1502) میرزا الغ بیگ | Husayn Bayqara (r. 1470-1506, 2.º reinado) |
| 1495    | Mahmud Mirza (r. 1495-1497) بایسنقر میرزا بن محمود میرزا | Sultan Ali bin Mahmud Mirza سلطان علی بن محمود میرزا 1495-1500 | Sultan Masud Mirza bin Mahmud Mirza سلطان مسعود بن محمود میرزا 1495–? | Zahir-ud-din Muhammad Babur (r. 1494-1497) ظہیر الدین محمد بابر | Mahmud Mirza (r. 1469-1495) سلطان محمود میرزا (hijo de Abu Said) | Ulugh Beg Mirza II (r. 1469-1502) میرزا الغ بیگ | Husayn Bayqara (r. 1470-1506, 2.º reinado) |
| 1497    | Mahmud Mirza (r. 1495-1497) بایسنقر میرزا بن محمود میرزا | Sultan Ali bin Mahmud Mirza سلطان علی بن محمود میرزا 1495-1500 | Sultan Masud Mirza bin Mahmud Mirza سلطان مسعود بن محمود میرزا 1495–? | Jahangir Mirza II جہانگیر میرزا (títere del sultán Ahmed Tambol) 1497-? | Khusroe Shah خسرو شاہ (usurpador) ?-1503 | Ulugh Beg Mirza II (r. 1469-1502) میرزا الغ بیگ | Husayn Bayqara (r. 1470-1506, 2.º reinado) |
| 1500    | | Sultan Ali bin Mahmud Mirza سلطان علی بن محمود میرزا 1495-1500 | | | Khusroe Shah خسرو شاہ (usurpador) ?-1503 | Ulugh Beg Mirza II (r. 1469-1502) میرزا الغ بیگ | Husayn Bayqara (r. 1470-1506, 2.º reinado) |
| 1501    | Uzbecos bajo Muhammad Shayabak Khan (1500-1510) | Uzbecos bajo Muhammad Shayabak Khan (1500-1510) | Uzbecos bajo Muhammad Shayabak Khan (1500-1510) | | Khusroe Shah خسرو شاہ (usurpador) ?-1503 | Ulugh Beg Mirza II (r. 1469-1502) میرزا الغ بیگ | Husayn Bayqara (r. 1470-1506, 2.º reinado) |
| 1502    | Uzbecos bajo Muhammad Shayabak Khan (1500-1510) | Uzbecos bajo Muhammad Shayabak Khan (1500-1510) | Uzbecos bajo Muhammad Shayabak Khan (1500-1510) | | Khusroe Shah خسرو شاہ (usurpador) ?-1503 | Mukim Beg Arghun (usurpador, r. ?-1504) مقیم ارغون | Husayn Bayqara (r. 1470-1506, 2.º reinado) |
| 1503    | Uzbecos bajo Muhammad Shayabak Khan (1500-1510) | Uzbecos bajo Muhammad Shayabak Khan (1500-1510) | Uzbecos bajo Muhammad Shayabak Khan (1500-1510) | Uzbecos bajo Muhammad Shayabak Khan (1503-1510) | Babur (r. 1503-1504) | Mukim Beg Arghun (usurpador, r. ?-1504) مقیم ارغون | Husayn Bayqara (r. 1470-1506, 2.º reinado) |
| 1504    | Uzbecos bajo Muhammad Shayabak Khan (1500-1510) | Uzbecos bajo Muhammad Shayabak Khan (1500-1510) | Uzbecos bajo Muhammad Shayabak Khan (1500-1510) | Uzbecos bajo Muhammad Shayabak Khan (1503-1510) | Babur (r. 1503-1504) | Babur (r. 1504-1511) | Husayn Bayqara (r. 1470-1506, 2.º reinado) |
| 1505    | Uzbecos bajo Muhammad Shayabak Khan (1500-1510) | Uzbecos bajo Muhammad Shayabak Khan (1500-1510) | Uzbecos bajo Muhammad Shayabak Khan (1500-1510) | Uzbecos bajo Muhammad Shayabak Khan (1503-1510) | | Babur (r. 1504-1511) | Husayn Bayqara (r. 1470-1506, 2.º reinado) |
| 1506    | Uzbecos bajo Muhammad Shayabak Khan (1500-1510) | Uzbecos bajo Muhammad Shayabak Khan (1500-1510) | Uzbecos bajo Muhammad Shayabak Khan (1500-1510) | Uzbecos bajo Muhammad Shayabak Khan (1503-1510) | | Babur (r. 1504-1511) | Husayn Bayqara (r. 1470-1506, 2.º reinado) |
| 1507    | Uzbecos bajo Muhammad Shayabak Khan (1500-1510) | Uzbecos bajo Muhammad Shayabak Khan (1500-1510) | Uzbecos bajo Muhammad Shayabak Khan (1500-1510) | Uzbecos bajo Muhammad Shayabak Khan (1503-1510) | | Babur (r. 1504-1511) | Uzbecos bajo Muhammad Shayabak Khan Uzbek conquistan Herat en 1507 |
| 1511    | Babur (r. 1511-1512) (Hasta su conquista de la India, los dominios de Babur nunca fueron tan extensos como en este período. Al igual que su abuelo Abu Sa'id Mirza, logró unir el corazón de los Timuridas en Asia Central con la ayuda del sah de Irán, Ismail I.Sus dominios se extendían desde el mar Caspio y los montes Urales hasta los límites más lejanos de Ghazni y comprendió Kabul y Ghazni; Kunduz e Hissar; Samarcanda y Bujará; Ferganá; Taskent y Seiram) | Babur (r. 1511-1512) (Hasta su conquista de la India, los dominios de Babur nunca fueron tan extensos como en este período. Al igual que su abuelo Abu Sa'id Mirza, logró unir el corazón de los Timuridas en Asia Central con la ayuda del sah de Irán, Ismail I.Sus dominios se extendían desde el mar Caspio y los montes Urales hasta los límites más lejanos de Ghazni y comprendió Kabul y Ghazni; Kunduz e Hissar; Samarcanda y Bujará; Ferganá; Taskent y Seiram) | Babur (r. 1511-1512) (Hasta su conquista de la India, los dominios de Babur nunca fueron tan extensos como en este período. Al igual que su abuelo Abu Sa'id Mirza, logró unir el corazón de los Timuridas en Asia Central con la ayuda del sah de Irán, Ismail I.Sus dominios se extendían desde el mar Caspio y los montes Urales hasta los límites más lejanos de Ghazni y comprendió Kabul y Ghazni; Kunduz e Hissar; Samarcanda y Bujará; Ferganá; Taskent y Seiram) | Babur (r. 1511-1512) (Hasta su conquista de la India, los dominios de Babur nunca fueron tan extensos como en este período. Al igual que su abuelo Abu Sa'id Mirza, logró unir el corazón de los Timuridas en Asia Central con la ayuda del sah de Irán, Ismail I.Sus dominios se extendían desde el mar Caspio y los montes Urales hasta los límites más lejanos de Ghazni y comprendió Kabul y Ghazni; Kunduz e Hissar; Samarcanda y Bujará; Ferganá; Taskent y Seiram) | Babur (r. 1511-1512) (Hasta su conquista de la India, los dominios de Babur nunca fueron tan extensos como en este período. Al igual que su abuelo Abu Sa'id Mirza, logró unir el corazón de los Timuridas en Asia Central con la ayuda del sah de Irán, Ismail I.Sus dominios se extendían desde el mar Caspio y los montes Urales hasta los límites más lejanos de Ghazni y comprendió Kabul y Ghazni; Kunduz e Hissar; Samarcanda y Bujará; Ferganá; Taskent y Seiram) | Babur (r. 1511-1512) (Hasta su conquista de la India, los dominios de Babur nunca fueron tan extensos como en este período. Al igual que su abuelo Abu Sa'id Mirza, logró unir el corazón de los Timuridas en Asia Central con la ayuda del sah de Irán, Ismail I.Sus dominios se extendían desde el mar Caspio y los montes Urales hasta los límites más lejanos de Ghazni y comprendió Kabul y Ghazni; Kunduz e Hissar; Samarcanda y Bujará; Ferganá; Taskent y Seiram) | Babur (r. 1511-1512) (Hasta su conquista de la India, los dominios de Babur nunca fueron tan extensos como en este período. Al igual que su abuelo Abu Sa'id Mirza, logró unir el corazón de los Timuridas en Asia Central con la ayuda del sah de Irán, Ismail I.Sus dominios se extendían desde el mar Caspio y los montes Urales hasta los límites más lejanos de Ghazni y comprendió Kabul y Ghazni; Kunduz e Hissar; Samarcanda y Bujará; Ferganá; Taskent y Seiram) |
| 1512    | Uzbecos bajo Ubaydullah Sultan عبید اللہ سلطان reconquistaron Transoxiana y Balkh en 1512 | Uzbecos bajo Ubaydullah Sultan عبید اللہ سلطان reconquistaron Transoxiana y Balkh en 1512 | Uzbecos bajo Ubaydullah Sultan عبید اللہ سلطان reconquistaron Transoxiana y Balkh en 1512 | Uzbecos bajo Ubaydullah Sultan عبید اللہ سلطان reconquistaron Transoxiana y Balkh en 1512 | Uzbecos bajo Ubaydullah Sultan عبید اللہ سلطان reconquistaron Transoxiana y Balkh en 1512 | Babur (r. 1512-1530) | |
| 1530    | Uzbecos bajo Ubaydullah Sultan عبید اللہ سلطان reconquistaron Transoxiana y Balkh en 1512 | Uzbecos bajo Ubaydullah Sultan عبید اللہ سلطان reconquistaron Transoxiana y Balkh en 1512 | Uzbecos bajo Ubaydullah Sultan عبید اللہ سلطان reconquistaron Transoxiana y Balkh en 1512 | Uzbecos bajo Ubaydullah Sultan عبید اللہ سلطان reconquistaron Transoxiana y Balkh en 1512 | Uzbecos bajo Ubaydullah Sultan عبید اللہ سلطان reconquistaron Transoxiana y Balkh en 1512 | Babur (r. 1512-1530) | |
|         | El Imperio timúrida en Asia Central se extingue bajo el kanato de Bujará de los uzbecos de la dinastía de los shaybánidas. Sin embargo, la dinastía Timúrida avanza para conquistar la India bajo el liderazgo de Zahir-ud-din Muhammad Babur en 1526 y establecer la dinastía Timúrida de la India. | | | | | | |

## Árbol genealógico de la dinastía de los timúridas
| \| \| \| \| \| \| \| \| \| \| \| \| \| \| \| \| \| \| \| \| \| \| \| \| \| \| \| \| \| \| \| \| \| \| \| \| \| \| \| \| \| \| \| \| \| 1. Tamerlán (1336-1405) Emir del imperio timúrida (r. 1370-1405) \| \| \| \| \| \| \| \| \| \| \| \| \| \| \| \| \| \| \| \| \| \| \| \| \| \| \| \| \| \| \| \| \| \| \| \| \| \| \| \| \| \| \| \| \| \| \| \| \| \| \| \| \| \| \| \| \| \| \| \| \| \| \| \| \| \| \| \| \| \| \| \| \| \| \| \| \| \| \| \| \| \| \| \| \| \| \| \| \| \| \| \| \| \| \| \| \| \| \| \| \| \| \| \| \| \| \| \| \| \| \| \| \| \| \| \| \| \| \| \| \| \| \| \| \| \| \| \| \| \| \| \| \| \| \| \| \| \| \| \| \| \| \| \| \| \| \| \| \| \| \| \| \| \| \| \| \| \| \| \| \| \| \| \| \| \| \| \| \| \| \| \| \| \| \| \| \| \| \| \| \| \| \| \| \| \| \| \| \| \| \| \| \| \| \| \| \| \| \| \| \| \| \| \| \| \| \| \| \| \| \| \| \| \| \| \| \| \| \| \| \| \| \| \| \| \| \| \| \| \| \| \| \| \| \| \| \| \| \| \| \| \| \| \| \| \| \| \| \| \| \| \| \| \| \| \| \| \| \| \| \| \| \| \| \| \| \| \| \| \| \| \| \| \| \| \| \| \| \| \| \| \| \| \| \| \| \| \| \| \| \| \| \| \| \| \| \| \| \| \| \| \| \| \| \| \| \| \| \| \| \| \| \| \| \| \| \| \| \| \| \| \| \| \| \| \| \| \| \| \| \| \| \| \| \| \| \| \| \| \| \| \| \| \| \| \| \| \| \| \| \| \| \| \| \| \| \| \| \| \| \| \| \| \| \| \| \| \| \| \| \| \| \| \| \| \| \| \| \| \| \| \| \| \| \| \| \| \| \| \| \| \| \| \| \| \| \| \| \| \| \| \| \| \| \| \| \| \| \| \| \| \| \| \| \| \| \| \| \| \| \| \| \| \| \| \| \| \| \| \| \| \| \| \| \| \| \| \| \| \| \| \| \| \| \| \| \| \| \| \| \| \| \| \| \| \| \| \| \| \| \| \| \| \| \| \| \| \| \| \| \| \| \| \| \| \| \| \| \| \| \| \| \| \| \| \| \| \| \| \| \| \| \| Umar Shaikh I (1356-1394) \| Umar Shaikh I (1356-1394) \| Umar Shaikh I (1356-1394) \| Umar Shaikh I (1356-1394) \| Umar Shaikh I (1356-1394) \| Umar Shaikh I (1356-1394) \| \| \| \| \| \| \| \| \| \| \| \| \| \| \| \| \| \| \| Jahangir I (1356-1376) \| Jahangir I (1356-1376) \| Jahangir I (1356-1376) \| Jahangir I (1356-1376) \| Jahangir I (1356-1376) \| Jahangir I (1356-1376) \| \| \| \| \| \| \| \| \| \| \| Miran Shah (1366-1408) \| Miran Shah (1366-1408) \| Miran Shah (1366-1408) \| Miran Shah (1366-1408) \| Miran Shah (1366-1408) \| Miran Shah (1366-1408) \| \| \| \| \| \| \| \| \| \| \| \| \| \| \| \| \| \| \| 3. Shahruj (1377-1447) Emir del imperio timúrida (r. 1407-1447) \| 3. Shahruj (1377-1447) Emir del imperio timúrida (r. 1407-1447) \| 3. Shahruj (1377-1447) Emir del imperio timúrida (r. 1407-1447) \| 3. Shahruj (1377-1447) Emir del imperio timúrida (r. 1407-1447) \| 3. Shahruj (1377-1447) Emir del imperio timúrida (r. 1407-1447) \| 3. Shahruj (1377-1447) Emir del imperio timúrida (r. 1407-1447) \| \| \| \| \| \| \| \| \| \| \| \| \| \| \| \| \| \| \| \| \| \| \| \| \| \| \| \| \| \| \| \| \| \| \| \| \| \| \| \| \| \| \| \| \| \| \| \| \| \| \| \| \| \| \| \| \| \| \| \| \| \| \| \| \| \| \| \| \| \| \| \| \| \| \| \| \| \| \| \| \| \| \| \| \| \| \| \| \| \| \| \| \| \| \| \| \| \| \| \| \| \| \| \| \| \| Umar Shaikh I (1356-1394) \| Umar Shaikh I (1356-1394) \| Umar Shaikh I (1356-1394) \| Umar Shaikh I (1356-1394) \| Umar Shaikh I (1356-1394) \| Umar Shaikh I (1356-1394) \| \| \| \| \| \| \| \| \| \| \| \| \| \| \| \| \| \| \| Jahangir I (1356-1376) \| Jahangir I (1356-1376) \| Jahangir I (1356-1376) \| Jahangir I (1356-1376) \| Jahangir I (1356-1376) \| Jahangir I (1356-1376) \| \| \| \| \| \| \| \| \| \| \| Miran Shah (1366-1408) \| Miran Shah (1366-1408) \| Miran Shah (1366-1408) \| Miran Shah (1366-1408) \| Miran Shah (1366-1408) \| Miran Shah (1366-1408) \| \| \| \| \| \| \| \| \| \| \| \| \| \| \| \| \| \| \| 3. Shahruj (1377-1447) Emir del imperio timúrida (r. 1407-1447) \| 3. Shahruj (1377-1447) Emir del imperio timúrida (r. 1407-1447) \| 3. Shahruj (1377-1447) Emir del imperio timúrida (r. 1407-1447) \| 3. Shahruj (1377-1447) Emir del imperio timúrida (r. 1407-1447) \| 3. Shahruj (1377-1447) Emir del imperio timúrida (r. 1407-1447) \| 3. Shahruj (1377-1447) Emir del imperio timúrida (r. 1407-1447) \| \| \| \| \| \| \| \| \| \| \| \| \| \| \| \| \| \| \| \| \| \| \| \| \| \| \| \| \| \| \| \| \| \| \| \| \| \| \| \| \| \| \| \| \| \| \| \| \| \| \| \| \| \| \| \| \| \| \| \| \| \| \| \| \| \| \| \| \| \| \| \| \| \| \| \| \| \| \| \| \| \| \| \| \| \| \| \| \| \| \| \| \| \| \| \| \| \| \| \| \| \| \| \| \| \| \| \| \| \| \| \| \| \| \| \| \| \| \| \| \| \| \| \| \| \| \| \| \| \| \| \| \| \| \| \| \| \| \| \| \| \| \| \| \| \| \| \| \| \| \| \| \| \| \| \| \| \| \| \| \| \| \| \| \| \| \| \| \| \| \| \| \| \| \| \| \| \| \| \| \| \| \| \| \| \| \| \| \| \| \| \| \| \| \| \| \| \| \| \| \| \| \| \| \| \| \| \| \| \| \| \| \| \| \| \| \| \| \| \| \| \| \| \| \| \| \| \| \| \| \| \| \| \| \| \| \| \| \| \| \| \| \| \| \| \| \| \| \| \| \| \| \| \| \| \| \| \| \| \| \| \| \| \| \| \| \| \| \| Pir Muhammad (1379-1409) \| Pir Muhammad (1379-1409) \| Pir Muhammad (1379-1409) \| Pir Muhammad (1379-1409) \| Pir Muhammad (1379-1409) \| Pir Muhammad (1379-1409) \| \| \| Rustam (1381-1424/5) \| Rustam (1381-1424/5) \| Rustam (1381-1424/5) \| Rustam (1381-1424/5) \| Rustam (1381-1424/5) \| Rustam (1381-1424/5) \| \| \| Iskandar (1384-1415) \| Iskandar (1384-1415) \| Iskandar (1384-1415) \| Iskandar (1384-1415) \| Iskandar (1384-1415) \| Iskandar (1384-1415) \| \| \| Bayqara (1392-1422) \| Bayqara (1392-1422) \| Bayqara (1392-1422) \| Bayqara (1392-1422) \| Bayqara (1392-1422) \| Bayqara (1392-1422) \| \| \| Muhammad Sultan (1375-1403) \| Muhammad Sultan (1375-1403) \| Muhammad Sultan (1375-1403) \| Muhammad Sultan (1375-1403) \| Muhammad Sultan (1375-1403) \| Muhammad Sultan (1375-1403) \| \| \| 2. Pir Muhammad (1374-1407) Emir del imperio timúrida (r. 1405-1407) \| 2. Pir Muhammad (1374-1407) Emir del imperio timúrida (r. 1405-1407) \| 2. Pir Muhammad (1374-1407) Emir del imperio timúrida (r. 1405-1407) \| 2. Pir Muhammad (1374-1407) Emir del imperio timúrida (r. 1405-1407) \| 2. Pir Muhammad (1374-1407) Emir del imperio timúrida (r. 1405-1407) \| 2. Pir Muhammad (1374-1407) Emir del imperio timúrida (r. 1405-1407) \| \| \| 1. Khalil Sultan (1384-1411) Gobernante de Samarcanda (r. 1405-1409) \| 1. Khalil Sultan (1384-1411) Gobernante de Samarcanda (r. 1405-1409) \| 1. Khalil Sultan (1384-1411) Gobernante de Samarcanda (r. 1405-1409) \| 1. Khalil Sultan (1384-1411) Gobernante de Samarcanda (r. 1405-1409) \| 1. Khalil Sultan (1384-1411) Gobernante de Samarcanda (r. 1405-1409) \| 1. Khalil Sultan (1384-1411) Gobernante de Samarcanda (r. 1405-1409) \| \| \| Sultán Muhammad (?-?) \| Sultán Muhammad (?-?) \| Sultán Muhammad (?-?) \| Sultán Muhammad (?-?) \| Sultán Muhammad (?-?) \| Sultán Muhammad (?-?) \| \| \| 4. Ulugh Beg (1393-1449) Emir del imperio timúrida (r. 1447-1449) \| 4. Ulugh Beg (1393-1449) Emir del imperio timúrida (r. 1447-1449) \| 4. Ulugh Beg (1393-1449) Emir del imperio timúrida (r. 1447-1449) \| 4. Ulugh Beg (1393-1449) Emir del imperio timúrida (r. 1447-1449) \| 4. Ulugh Beg (1393-1449) Emir del imperio timúrida (r. 1447-1449) \| 4. Ulugh Beg (1393-1449) Emir del imperio timúrida (r. 1447-1449) \| \| \| Sultán Ibrahim (1394-1435) \| Sultán Ibrahim (1394-1435) \| Sultán Ibrahim (1394-1435) \| Sultán Ibrahim (1394-1435) \| Sultán Ibrahim (1394-1435) \| Sultán Ibrahim (1394-1435) \| \| \| Muhammad Juki (1402-1444) \| Muhammad Juki (1402-1444) \| Muhammad Juki (1402-1444) \| Muhammad Juki (1402-1444) \| Muhammad Juki (1402-1444) \| Muhammad Juki (1402-1444) \| \| \| Baysunghur I (1399-1433) \| Baysunghur I (1399-1433) \| Baysunghur I (1399-1433) \| Baysunghur I (1399-1433) \| Baysunghur I (1399-1433) \| Baysunghur I (1399-1433) \| \| \| \| \| \| \| \| \| \| \| \| \| \| \| \| \| \| \| \| \| \| \| \| \| \| \| \| \| \| \| \| \| \| \| \| \| \| \| \| \| \| \| \| \| \| \| \| \| \| \| \| \| \| \| \| \| \| \| \| \| \| \| \| \| \| \| \| \| \| \| \| \| \| \| \| \| \| \| \| \| \| Pir Muhammad (1379-1409) \| Pir Muhammad (1379-1409) \| Pir Muhammad (1379-1409) \| Pir Muhammad (1379-1409) \| Pir Muhammad (1379-1409) \| Pir Muhammad (1379-1409) \| \| \| Rustam (1381-1424/5) \| Rustam (1381-1424/5) \| Rustam (1381-1424/5) \| Rustam (1381-1424/5) \| Rustam (1381-1424/5) \| Rustam (1381-1424/5) \| \| \| Iskandar (1384-1415) \| Iskandar (1384-1415) \| Iskandar (1384-1415) \| Iskandar (1384-1415) \| Iskandar (1384-1415) \| Iskandar (1384-1415) \| \| \| Bayqara (1392-1422) \| Bayqara (1392-1422) \| Bayqara (1392-1422) \| Bayqara (1392-1422) \| Bayqara (1392-1422) \| Bayqara (1392-1422) \| \| \| Muhammad Sultan (1375-1403) \| Muhammad Sultan (1375-1403) \| Muhammad Sultan (1375-1403) \| Muhammad Sultan (1375-1403) \| Muhammad Sultan (1375-1403) \| Muhammad Sultan (1375-1403) \| \| \| 2. Pir Muhammad (1374-1407) Emir del imperio timúrida (r. 1405-1407) \| 2. Pir Muhammad (1374-1407) Emir del imperio timúrida (r. 1405-1407) \| 2. Pir Muhammad (1374-1407) Emir del imperio timúrida (r. 1405-1407) \| 2. Pir Muhammad (1374-1407) Emir del imperio timúrida (r. 1405-1407) \| 2. Pir Muhammad (1374-1407) Emir del imperio timúrida (r. 1405-1407) \| 2. Pir Muhammad (1374-1407) Emir del imperio timúrida (r. 1405-1407) \| \| \| 1. Khalil Sultan (1384-1411) Gobernante de Samarcanda (r. 1405-1409) \| 1. Khalil Sultan (1384-1411) Gobernante de Samarcanda (r. 1405-1409) \| 1. Khalil Sultan (1384-1411) Gobernante de Samarcanda (r. 1405-1409) \| 1. Khalil Sultan (1384-1411) Gobernante de Samarcanda (r. 1405-1409) \| 1. Khalil Sultan (1384-1411) Gobernante de Samarcanda (r. 1405-1409) \| 1. Khalil Sultan (1384-1411) Gobernante de Samarcanda (r. 1405-1409) \| \| \| Sultán Muhammad (?-?) \| Sultán Muhammad (?-?) \| Sultán Muhammad (?-?) \| Sultán Muhammad (?-?) \| Sultán Muhammad (?-?) \| Sultán Muhammad (?-?) \| \| \| 4. Ulugh Beg (1393-1449) Emir del imperio timúrida (r. 1447-1449) \| 4. Ulugh Beg (1393-1449) Emir del imperio timúrida (r. 1447-1449) \| 4. Ulugh Beg (1393-1449) Emir del imperio timúrida (r. 1447-1449) \| 4. Ulugh Beg (1393-1449) Emir del imperio timúrida (r. 1447-1449) \| 4. Ulugh Beg (1393-1449) Emir del imperio timúrida (r. 1447-1449) \| 4. Ulugh Beg (1393-1449) Emir del imperio timúrida (r. 1447-1449) \| \| \| Sultán Ibrahim (1394-1435) \| Sultán Ibrahim (1394-1435) \| Sultán Ibrahim (1394-1435) \| Sultán Ibrahim (1394-1435) \| Sultán Ibrahim (1394-1435) \| Sultán Ibrahim (1394-1435) \| \| \| Muhammad Juki (1402-1444) \| Muhammad Juki (1402-1444) \| Muhammad Juki (1402-1444) \| Muhammad Juki (1402-1444) \| Muhammad Juki (1402-1444) \| Muhammad Juki (1402-1444) \| \| \| Baysunghur I (1399-1433) \| Baysunghur I (1399-1433) \| Baysunghur I (1399-1433) \| Baysunghur I (1399-1433) \| Baysunghur I (1399-1433) \| Baysunghur I (1399-1433) \| \| \| \| \| \| \| \| \| \| \| \| \| \| \| \| \| \| \| \| \| \| \| \| \| \| \| \| \| \| \| \| \| \| \| \| \| \| \| \| \| \| \| \| \| \| \| \| \| \| \| \| \| \| \| \| \| \| \| \| \| \| \| \| \| \| \| \| \| \| \| \| \| \| \| \| \| \| \| \| \| \| \| \| \| \| \| \| \| \| \| \| \| \| \| \| \| \| \| \| \| \| \| \| \| \| \| \| \| \| \| \| \| \| \| \| \| \| \| \| \| \| \| \| \| \| \| \| \| \| \| \| \| \| \| \| \| \| \| \| \| \| \| \| \| \| \| \| \| \| \| \| \| \| \| \| \| \| \| \| \| \| \| \| \| \| \| \| \| \| \| \| \| \| \| \| \| \| \| \| \| \| \| \| \| \| \| \| \| \| \| \| \| \| \| \| \| \| \| \| \| \| \| \| \| \| \| \| \| \| \| \| \| \| \| \| \| \| \| \| \| \| \| \| \| \| \| \| \| \| \| \| \| \| \| \| \| \| \| \| \| \| \| \| \| \| \| \| \| \| \| \| \| \| \| \| \| \| \| \| \| \| \| \| \| \| \| \| \| \| \| \| \| \| \| \| \| \| \| \| \| Mansur (d.1446) \| Mansur (d.1446) \| Mansur (d.1446) \| Mansur (d.1446) \| Mansur (d.1446) \| Mansur (d.1446) \| \| \| \| \| \| \| \| \| \| \| \| \| \| \| \| \| \| \| \| \| \| \| \| \| \| \| 5. Abu Said (1424-1469) Gobernante del Imperio timúrida Gobernante de Samarcanda (r. 1451-1469) Gobernante de Herat (r. 1459-1469) \| 5. Abu Said (1424-1469) Gobernante del Imperio timúrida Gobernante de Samarcanda (r. 1451-1469) Gobernante de Herat (r. 1459-1469) \| 5. Abu Said (1424-1469) Gobernante del Imperio timúrida Gobernante de Samarcanda (r. 1451-1469) Gobernante de Herat (r. 1459-1469) \| 5. Abu Said (1424-1469) Gobernante del Imperio timúrida Gobernante de Samarcanda (r. 1451-1469) Gobernante de Herat (r. 1459-1469) \| 5. Abu Said (1424-1469) Gobernante del Imperio timúrida Gobernante de Samarcanda (r. 1451-1469) Gobernante de Herat (r. 1459-1469) \| 5. Abu Said (1424-1469) Gobernante del Imperio timúrida Gobernante de Samarcanda (r. 1451-1469) Gobernante de Herat (r. 1459-1469) \| \| \| 3. Abd ul-Latif (1420-1450) Gobernante de Samarcanda (r. 1449-1450) \| 3. Abd ul-Latif (1420-1450) Gobernante de Samarcanda (r. 1449-1450) \| 3. Abd ul-Latif (1420-1450) Gobernante de Samarcanda (r. 1449-1450) \| 3. Abd ul-Latif (1420-1450) Gobernante de Samarcanda (r. 1449-1450) \| 3. Abd ul-Latif (1420-1450) Gobernante de Samarcanda (r. 1449-1450) \| 3. Abd ul-Latif (1420-1450) Gobernante de Samarcanda (r. 1449-1450) \| \| \| 2. ‘Abdullah (1433-1451) Gobernante de Samarcanda (r. 1450-1451) \| 2. ‘Abdullah (1433-1451) Gobernante de Samarcanda (r. 1450-1451) \| 2. ‘Abdullah (1433-1451) Gobernante de Samarcanda (r. 1450-1451) \| 2. ‘Abdullah (1433-1451) Gobernante de Samarcanda (r. 1450-1451) \| 2. ‘Abdullah (1433-1451) Gobernante de Samarcanda (r. 1450-1451) \| 2. ‘Abdullah (1433-1451) Gobernante de Samarcanda (r. 1450-1451) \| \| \| Abd Allah (1417-1460) \| Abd Allah (1417-1460) \| Abd Allah (1417-1460) \| Abd Allah (1417-1460) \| Abd Allah (1417-1460) \| Abd Allah (1417-1460) \| \| \| 2. Abul-Qasim Babur (1427-1457) Gobernante de Herat (r. 1451-1457) \| 2. Abul-Qasim Babur (1427-1457) Gobernante de Herat (r. 1451-1457) \| 2. Abul-Qasim Babur (1427-1457) Gobernante de Herat (r. 1451-1457) \| 2. Abul-Qasim Babur (1427-1457) Gobernante de Herat (r. 1451-1457) \| 2. Abul-Qasim Babur (1427-1457) Gobernante de Herat (r. 1451-1457) \| 2. Abul-Qasim Babur (1427-1457) Gobernante de Herat (r. 1451-1457) \| \| \| 1. Sultán Muhammad (1418-1452) Gobernante de Herat (r. 1447-1451) \| 1. Sultán Muhammad (1418-1452) Gobernante de Herat (r. 1447-1451) \| 1. Sultán Muhammad (1418-1452) Gobernante de Herat (r. 1447-1451) \| 1. Sultán Muhammad (1418-1452) Gobernante de Herat (r. 1447-1451) \| 1. Sultán Muhammad (1418-1452) Gobernante de Herat (r. 1447-1451) \| 1. Sultán Muhammad (1418-1452) Gobernante de Herat (r. 1447-1451) \| \| \| \| \| \| \| \| \| \| \| \| \| \| \| \| \| \| \| \| \| \| \| \| \| \| \| \| \| \| \| \| \| \| \| \| \| \| \| \| \| \| \| \| \| \| \| \| \| \| \| \| \| \| \| \| \| \| \| \| \| \| \| \| \| \| \| \| \| \| \| \| \| \| \| \| \| \| \| \| \| \| \| \| \| \| \| \| \| \| \| \| \| \| \| \| \| \| Mansur (d.1446) \| Mansur (d.1446) \| Mansur (d.1446) \| Mansur (d.1446) \| Mansur (d.1446) \| Mansur (d.1446) \| \| \| \| \| \| \| \| \| \| \| \| \| \| \| \| \| \| \| \| \| \| \| \| \| \| \| 5. Abu Said (1424-1469) Gobernante del Imperio timúrida Gobernante de Samarcanda (r. 1451-1469) Gobernante de Herat (r. 1459-1469) \| 5. Abu Said (1424-1469) Gobernante del Imperio timúrida Gobernante de Samarcanda (r. 1451-1469) Gobernante de Herat (r. 1459-1469) \| 5. Abu Said (1424-1469) Gobernante del Imperio timúrida Gobernante de Samarcanda (r. 1451-1469) Gobernante de Herat (r. 1459-1469) \| 5. Abu Said (1424-1469) Gobernante del Imperio timúrida Gobernante de Samarcanda (r. 1451-1469) Gobernante de Herat (r. 1459-1469) \| 5. Abu Said (1424-1469) Gobernante del Imperio timúrida Gobernante de Samarcanda (r. 1451-1469) Gobernante de Herat (r. 1459-1469) \| 5. Abu Said (1424-1469) Gobernante del Imperio timúrida Gobernante de Samarcanda (r. 1451-1469) Gobernante de Herat (r. 1459-1469) \| \| \| 3. Abd ul-Latif (1420-1450) Gobernante de Samarcanda (r. 1449-1450) \| 3. Abd ul-Latif (1420-1450) Gobernante de Samarcanda (r. 1449-1450) \| 3. Abd ul-Latif (1420-1450) Gobernante de Samarcanda (r. 1449-1450) \| 3. Abd ul-Latif (1420-1450) Gobernante de Samarcanda (r. 1449-1450) \| 3. Abd ul-Latif (1420-1450) Gobernante de Samarcanda (r. 1449-1450) \| 3. Abd ul-Latif (1420-1450) Gobernante de Samarcanda (r. 1449-1450) \| \| \| 2. ‘Abdullah (1433-1451) Gobernante de Samarcanda (r. 1450-1451) \| 2. ‘Abdullah (1433-1451) Gobernante de Samarcanda (r. 1450-1451) \| 2. ‘Abdullah (1433-1451) Gobernante de Samarcanda (r. 1450-1451) \| 2. ‘Abdullah (1433-1451) Gobernante de Samarcanda (r. 1450-1451) \| 2. ‘Abdullah (1433-1451) Gobernante de Samarcanda (r. 1450-1451) \| 2. ‘Abdullah (1433-1451) Gobernante de Samarcanda (r. 1450-1451) \| \| \| Abd Allah (1417-1460) \| Abd Allah (1417-1460) \| Abd Allah (1417-1460) \| Abd Allah (1417-1460) \| Abd Allah (1417-1460) \| Abd Allah (1417-1460) \| \| \| 2. Abul-Qasim Babur (1427-1457) Gobernante de Herat (r. 1451-1457) \| 2. Abul-Qasim Babur (1427-1457) Gobernante de Herat (r. 1451-1457) \| 2. Abul-Qasim Babur (1427-1457) Gobernante de Herat (r. 1451-1457) \| 2. Abul-Qasim Babur (1427-1457) Gobernante de Herat (r. 1451-1457) \| 2. Abul-Qasim Babur (1427-1457) Gobernante de Herat (r. 1451-1457) \| 2. Abul-Qasim Babur (1427-1457) Gobernante de Herat (r. 1451-1457) \| \| \| 1. Sultán Muhammad (1418-1452) Gobernante de Herat (r. 1447-1451) \| 1. Sultán Muhammad (1418-1452) Gobernante de Herat (r. 1447-1451) \| 1. Sultán Muhammad (1418-1452) Gobernante de Herat (r. 1447-1451) \| 1. Sultán Muhammad (1418-1452) Gobernante de Herat (r. 1447-1451) \| 1. Sultán Muhammad (1418-1452) Gobernante de Herat (r. 1447-1451) \| 1. Sultán Muhammad (1418-1452) Gobernante de Herat (r. 1447-1451) \| \| \| \| \| \| \| \| \| \| \| \| \| \| \| \| \| \| \| \| \| \| \| \| \| \| \| \| \| \| \| \| \| \| \| \| \| \| \| \| \| \| \| \| \| \| \| \| \| \| \| \| \| \| \| \| \| \| \| \| \| \| \| \| \| \| \| \| \| \| \| \| \| \| \| \| \| \| \| \| \| \| \| \| \| \| \| \| \| \| \| \| \| \| \| \| \| \| \| \| \| \| \| \| \| \| \| \| \| \| \| \| \| \| \| \| \| \| \| \| \| \| \| \| \| \| \| \| \| \| \| \| \| \| \| \| \| \| \| \| \| \| \| \| \| \| \| \| \| \| \| \| \| \| \| \| \| \| \| \| \| \| \| \| \| \| \| \| \| \| \| \| \| \| \| \| \| \| \| \| \| \| \| \| \| \| \| \| \| \| \| \| \| \| \| \| \| \| \| \| \| \| \| \| \| \| \| \| \| \| \| \| \| \| \| \| \| \| \| \| \| \| \| \| \| \| \| \| \| \| \| \| \| \| \| \| \| \| \| \| \| \| \| \| \| \| \| \| \| \| \| \| \| \| \| \| \| \| \| \| \| \| \| \| \| \| \| \| \| \| \| \| \| 6. Sultán Husayn Bayqara (1438-1506) Gobernante de Herat (r.1469-1506) \| 6. Sultán Husayn Bayqara (1438-1506) Gobernante de Herat (r.1469-1506) \| 6. Sultán Husayn Bayqara (1438-1506) Gobernante de Herat (r.1469-1506) \| 6. Sultán Husayn Bayqara (1438-1506) Gobernante de Herat (r.1469-1506) \| 6. Sultán Husayn Bayqara (1438-1506) Gobernante de Herat (r.1469-1506) \| 6. Sultán Husayn Bayqara (1438-1506) Gobernante de Herat (r.1469-1506) \| \| \| \| \| \| \| \| \| \| \| \| \| \| \| 5. Sultán Ahmad (1451-1494) Gobernante de Samarcanda (r. 1469-1494) \| 5. Sultán Ahmad (1451-1494) Gobernante de Samarcanda (r. 1469-1494) \| 5. Sultán Ahmad (1451-1494) Gobernante de Samarcanda (r. 1469-1494) \| 5. Sultán Ahmad (1451-1494) Gobernante de Samarcanda (r. 1469-1494) \| 5. Sultán Ahmad (1451-1494) Gobernante de Samarcanda (r. 1469-1494) \| 5. Sultán Ahmad (1451-1494) Gobernante de Samarcanda (r. 1469-1494) \| \| \| 1. Omar Cheikh II (1456-1494) Gobernante de Ferghana (r. 1469-1494) \| 1. Omar Cheikh II (1456-1494) Gobernante de Ferghana (r. 1469-1494) \| 1. Omar Cheikh II (1456-1494) Gobernante de Ferghana (r. 1469-1494) \| 1. Omar Cheikh II (1456-1494) Gobernante de Ferghana (r. 1469-1494) \| 1. Omar Cheikh II (1456-1494) Gobernante de Ferghana (r. 1469-1494) \| 1. Omar Cheikh II (1456-1494) Gobernante de Ferghana (r. 1469-1494) \| \| \| 6. Sultán Mahmud (1453-1495) Gobernante de Badakhshan (r. 1469-1495) Gobernante de Samarcanda (r. 1494-1495) \| 6. Sultán Mahmud (1453-1495) Gobernante de Badakhshan (r. 1469-1495) Gobernante de Samarcanda (r. 1494-1495) \| 6. Sultán Mahmud (1453-1495) Gobernante de Badakhshan (r. 1469-1495) Gobernante de Samarcanda (r. 1494-1495) \| 6. Sultán Mahmud (1453-1495) Gobernante de Badakhshan (r. 1469-1495) Gobernante de Samarcanda (r. 1494-1495) \| 6. Sultán Mahmud (1453-1495) Gobernante de Badakhshan (r. 1469-1495) Gobernante de Samarcanda (r. 1494-1495) \| 6. Sultán Mahmud (1453-1495) Gobernante de Badakhshan (r. 1469-1495) Gobernante de Samarcanda (r. 1494-1495) \| \| \| 1. Ulugh Beg II (d.1502) Gobernante de Kabul y Ghazni (r. 1469-1502) \| 1. Ulugh Beg II (d.1502) Gobernante de Kabul y Ghazni (r. 1469-1502) \| 1. Ulugh Beg II (d.1502) Gobernante de Kabul y Ghazni (r. 1469-1502) \| 1. Ulugh Beg II (d.1502) Gobernante de Kabul y Ghazni (r. 1469-1502) \| 1. Ulugh Beg II (d.1502) Gobernante de Kabul y Ghazni (r. 1469-1502) \| 1. Ulugh Beg II (d.1502) Gobernante de Kabul y Ghazni (r. 1469-1502) \| \| \| \| \| \| \| 4. Ibrahim (1440-1459) Gobernante de Herat (r. 1457-1459) \| 4. Ibrahim (1440-1459) Gobernante de Herat (r. 1457-1459) \| 4. Ibrahim (1440-1459) Gobernante de Herat (r. 1457-1459) \| 4. Ibrahim (1440-1459) Gobernante de Herat (r. 1457-1459) \| 4. Ibrahim (1440-1459) Gobernante de Herat (r. 1457-1459) \| 4. Ibrahim (1440-1459) Gobernante de Herat (r. 1457-1459) \| \| \| 3. Mahmud (fall.1457) Gobernante de Herat (r. 1457) \| 3. Mahmud (fall.1457) Gobernante de Herat (r. 1457) \| 3. Mahmud (fall.1457) Gobernante de Herat (r. 1457) \| 3. Mahmud (fall.1457) Gobernante de Herat (r. 1457) \| 3. Mahmud (fall.1457) Gobernante de Herat (r. 1457) \| 3. Mahmud (fall.1457) Gobernante de Herat (r. 1457) \| \| \| 7. Yadigar Muhammad (1452-1470) Gobernante de Herat (r. 1470) \| 7. Yadigar Muhammad (1452-1470) Gobernante de Herat (r. 1470) \| 7. Yadigar Muhammad (1452-1470) Gobernante de Herat (r. 1470) \| 7. Yadigar Muhammad (1452-1470) Gobernante de Herat (r. 1470) \| 7. Yadigar Muhammad (1452-1470) Gobernante de Herat (r. 1470) \| 7. Yadigar Muhammad (1452-1470) Gobernante de Herat (r. 1470) \| \| \| \| \| \| \| \| \| \| \| \| \| \| \| \| \| \| \| \| \| \| \| \| \| \| \| \| \| \| \| \| \| \| \| \| \| \| \| \| \| \| \| \| \| \| \| \| \| \| \| \| \| \| \| \| \| \| \| \| \| \| \| \| \| \| \| \| \| \| \| \| \| \| \| \| \| \| \| \| \| \| \| \| \| \| \| \| \| \| \| \| \| \| \| \| \| \| 6. Sultán Husayn Bayqara (1438-1506) Gobernante de Herat (r.1469-1506) \| 6. Sultán Husayn Bayqara (1438-1506) Gobernante de Herat (r.1469-1506) \| 6. Sultán Husayn Bayqara (1438-1506) Gobernante de Herat (r.1469-1506) \| 6. Sultán Husayn Bayqara (1438-1506) Gobernante de Herat (r.1469-1506) \| 6. Sultán Husayn Bayqara (1438-1506) Gobernante de Herat (r.1469-1506) \| 6. Sultán Husayn Bayqara (1438-1506) Gobernante de Herat (r.1469-1506) \| \| \| \| \| \| \| \| \| \| \| \| \| \| \| 5. Sultán Ahmad (1451-1494) Gobernante de Samarcanda (r. 1469-1494) \| 5. Sultán Ahmad (1451-1494) Gobernante de Samarcanda (r. 1469-1494) \| 5. Sultán Ahmad (1451-1494) Gobernante de Samarcanda (r. 1469-1494) \| 5. Sultán Ahmad (1451-1494) Gobernante de Samarcanda (r. 1469-1494) \| 5. Sultán Ahmad (1451-1494) Gobernante de Samarcanda (r. 1469-1494) \| 5. Sultán Ahmad (1451-1494) Gobernante de Samarcanda (r. 1469-1494) \| \| \| 1. Omar Cheikh II (1456-1494) Gobernante de Ferghana (r. 1469-1494) \| 1. Omar Cheikh II (1456-1494) Gobernante de Ferghana (r. 1469-1494) \| 1. Omar Cheikh II (1456-1494) Gobernante de Ferghana (r. 1469-1494) \| 1. Omar Cheikh II (1456-1494) Gobernante de Ferghana (r. 1469-1494) \| 1. Omar Cheikh II (1456-1494) Gobernante de Ferghana (r. 1469-1494) \| 1. Omar Cheikh II (1456-1494) Gobernante de Ferghana (r. 1469-1494) \| \| \| 6. Sultán Mahmud (1453-1495) Gobernante de Badakhshan (r. 1469-1495) Gobernante de Samarcanda (r. 1494-1495) \| 6. Sultán Mahmud (1453-1495) Gobernante de Badakhshan (r. 1469-1495) Gobernante de Samarcanda (r. 1494-1495) \| 6. Sultán Mahmud (1453-1495) Gobernante de Badakhshan (r. 1469-1495) Gobernante de Samarcanda (r. 1494-1495) \| 6. Sultán Mahmud (1453-1495) Gobernante de Badakhshan (r. 1469-1495) Gobernante de Samarcanda (r. 1494-1495) \| 6. Sultán Mahmud (1453-1495) Gobernante de Badakhshan (r. 1469-1495) Gobernante de Samarcanda (r. 1494-1495) \| 6. Sultán Mahmud (1453-1495) Gobernante de Badakhshan (r. 1469-1495) Gobernante de Samarcanda (r. 1494-1495) \| \| \| 1. Ulugh Beg II (d.1502) Gobernante de Kabul y Ghazni (r. 1469-1502) \| 1. Ulugh Beg II (d.1502) Gobernante de Kabul y Ghazni (r. 1469-1502) \| 1. Ulugh Beg II (d.1502) Gobernante de Kabul y Ghazni (r. 1469-1502) \| 1. Ulugh Beg II (d.1502) Gobernante de Kabul y Ghazni (r. 1469-1502) \| 1. Ulugh Beg II (d.1502) Gobernante de Kabul y Ghazni (r. 1469-1502) \| 1. Ulugh Beg II (d.1502) Gobernante de Kabul y Ghazni (r. 1469-1502) \| \| \| \| \| \| \| 4. Ibrahim (1440-1459) Gobernante de Herat (r. 1457-1459) \| 4. Ibrahim (1440-1459) Gobernante de Herat (r. 1457-1459) \| 4. Ibrahim (1440-1459) Gobernante de Herat (r. 1457-1459) \| 4. Ibrahim (1440-1459) Gobernante de Herat (r. 1457-1459) \| 4. Ibrahim (1440-1459) Gobernante de Herat (r. 1457-1459) \| 4. Ibrahim (1440-1459) Gobernante de Herat (r. 1457-1459) \| \| \| 3. Mahmud (fall.1457) Gobernante de Herat (r. 1457) \| 3. Mahmud (fall.1457) Gobernante de Herat (r. 1457) \| 3. Mahmud (fall.1457) Gobernante de Herat (r. 1457) \| 3. Mahmud (fall.1457) Gobernante de Herat (r. 1457) \| 3. Mahmud (fall.1457) Gobernante de Herat (r. 1457) \| 3. Mahmud (fall.1457) Gobernante de Herat (r. 1457) \| \| \| 7. Yadigar Muhammad (1452-1470) Gobernante de Herat (r. 1470) \| 7. Yadigar Muhammad (1452-1470) Gobernante de Herat (r. 1470) \| 7. Yadigar Muhammad (1452-1470) Gobernante de Herat (r. 1470) \| 7. Yadigar Muhammad (1452-1470) Gobernante de Herat (r. 1470) \| 7. Yadigar Muhammad (1452-1470) Gobernante de Herat (r. 1470) \| 7. Yadigar Muhammad (1452-1470) Gobernante de Herat (r. 1470) \| \| \| \| \| \| \| \| \| \| \| \| \| \| \| \| \| \| \| \| \| \| \| \| \| \| \| \| \| \| \| \| \| \| \| \| \| \| \| \| \| \| \| \| \| \| \| \| \| \| \| \| \| \| \| \| \| \| \| \| \| \| \| \| \| \| \| \| \| \| \| \| \| \| \| \| \| \| \| \| \| \| \| \| \| \| \| \| \| \| \| \| \| \| \| \| \| \| \| \| \| \| \| \| \| \| \| \| \| \| \| \| \| \| \| \| \| \| \| \| \| \| \| \| \| \| \| \| \| \| \| \| \| \| \| \| \| \| \| \| \| \| \| \| \| \| \| \| \| \| \| \| \| \| \| \| \| \| \| \| \| \| \| \| \| \| \| \| \| \| \| \| \| \| \| \| \| \| \| \| \| \| \| \| \| \| \| \| \| \| \| \| \| \| \| \| \| \| \| \| \| \| \| \| \| \| \| \| \| \| \| \| \| \| \| \| \| \| \| \| \| \| \| \| \| \| \| \| \| \| \| \| \| \| \| \| \| \| \| \| \| \| \| \| \| \| \| \| \| \| \| \| \| \| \| \| \| \| \| \| \| \| \| \| \| \| \| \| \| 8. Badi az-Zaman (?-1517) Gobernante de Herat (r. 1506-1507) \| 8. Badi az-Zaman (?-1517) Gobernante de Herat (r. 1506-1507) \| 8. Badi az-Zaman (?-1517) Gobernante de Herat (r. 1506-1507) \| 8. Badi az-Zaman (?-1517) Gobernante de Herat (r. 1506-1507) \| 8. Badi az-Zaman (?-1517) Gobernante de Herat (r. 1506-1507) \| 8. Badi az-Zaman (?-1517) Gobernante de Herat (r. 1506-1507) \| \| \| 9. Muzaffar Husayn (d.1507/8) Gobernante de Herat (r. 1507) \| 9. Muzaffar Husayn (d.1507/8) Gobernante de Herat (r. 1507) \| 9. Muzaffar Husayn (d.1507/8) Gobernante de Herat (r. 1507) \| 9. Muzaffar Husayn (d.1507/8) Gobernante de Herat (r. 1507) \| 9. Muzaffar Husayn (d.1507/8) Gobernante de Herat (r. 1507) \| 9. Muzaffar Husayn (d.1507/8) Gobernante de Herat (r. 1507) \| \| \| \| \| \| \| \| \| \| \| \| \| \| \| Babur (1483-1530) Una vez gobernante de Ferghana, Samarcanda y Kabul (r. 1504-1526) Fundador del Imperio mogol del Indo (r. 1526-1530) \| Babur (1483-1530) Una vez gobernante de Ferghana, Samarcanda y Kabul (r. 1504-1526) Fundador del Imperio mogol del Indo (r. 1526-1530) \| Babur (1483-1530) Una vez gobernante de Ferghana, Samarcanda y Kabul (r. 1504-1526) Fundador del Imperio mogol del Indo (r. 1526-1530) \| Babur (1483-1530) Una vez gobernante de Ferghana, Samarcanda y Kabul (r. 1504-1526) Fundador del Imperio mogol del Indo (r. 1526-1530) \| Babur (1483-1530) Una vez gobernante de Ferghana, Samarcanda y Kabul (r. 1504-1526) Fundador del Imperio mogol del Indo (r. 1526-1530) \| Babur (1483-1530) Una vez gobernante de Ferghana, Samarcanda y Kabul (r. 1504-1526) Fundador del Imperio mogol del Indo (r. 1526-1530) \| \| \| 3. Jahangir II (d.1507/8) Gobernante de Ferghana (r. 1497-1498) \| 3. Jahangir II (d.1507/8) Gobernante de Ferghana (r. 1497-1498) \| 3. Jahangir II (d.1507/8) Gobernante de Ferghana (r. 1497-1498) \| 3. Jahangir II (d.1507/8) Gobernante de Ferghana (r. 1497-1498) \| 3. Jahangir II (d.1507/8) Gobernante de Ferghana (r. 1497-1498) \| 3. Jahangir II (d.1507/8) Gobernante de Ferghana (r. 1497-1498) \| \| \| \| \| \| \| 2. Abdur Razaq Gobernante de Kabul y Ghazni (d.1509) (r. 1502) \| 2. Abdur Razaq Gobernante de Kabul y Ghazni (d.1509) (r. 1502) \| 2. Abdur Razaq Gobernante de Kabul y Ghazni (d.1509) (r. 1502) \| 2. Abdur Razaq Gobernante de Kabul y Ghazni (d.1509) (r. 1502) \| 2. Abdur Razaq Gobernante de Kabul y Ghazni (d.1509) (r. 1502) \| 2. Abdur Razaq Gobernante de Kabul y Ghazni (d.1509) (r. 1502) \| \| \| \| \| \| \| \| \| \| \| \| \| \| \| \| \| \| \| \| \| \| \| \| \| \| \| \| \| \| \| \| \| \| \| \| \| \| \| \| \| \| \| \| \| \| \| \| \| \| \| \| \| \| \| \| \| \| \| \| \| \| \| \| \| \| \| \| \| \| \| \| \| \| \| \| \| \| \| \| \| \| \| \| \| \| \| \| \| \| \| \| \| \| \| \| \| \| \| \| \| \| \| \| \| \| \| \| \| \| \| \| \| \| \| \| \| \| \| \| \| \| 8. Badi az-Zaman (?-1517) Gobernante de Herat (r. 1506-1507) \| 8. Badi az-Zaman (?-1517) Gobernante de Herat (r. 1506-1507) \| 8. Badi az-Zaman (?-1517) Gobernante de Herat (r. 1506-1507) \| 8. Badi az-Zaman (?-1517) Gobernante de Herat (r. 1506-1507) \| 8. Badi az-Zaman (?-1517) Gobernante de Herat (r. 1506-1507) \| 8. Badi az-Zaman (?-1517) Gobernante de Herat (r. 1506-1507) \| \| \| 9. Muzaffar Husayn (d.1507/8) Gobernante de Herat (r. 1507) \| 9. Muzaffar Husayn (d.1507/8) Gobernante de Herat (r. 1507) \| 9. Muzaffar Husayn (d.1507/8) Gobernante de Herat (r. 1507) \| 9. Muzaffar Husayn (d.1507/8) Gobernante de Herat (r. 1507) \| 9. Muzaffar Husayn (d.1507/8) Gobernante de Herat (r. 1507) \| 9. Muzaffar Husayn (d.1507/8) Gobernante de Herat (r. 1507) \| \| \| \| \| \| \| \| \| \| \| \| \| \| \| Babur (1483-1530) Una vez gobernante de Ferghana, Samarcanda y Kabul (r. 1504-1526) Fundador del Imperio mogol del Indo (r. 1526-1530) \| Babur (1483-1530) Una vez gobernante de Ferghana, Samarcanda y Kabul (r. 1504-1526) Fundador del Imperio mogol del Indo (r. 1526-1530) \| Babur (1483-1530) Una vez gobernante de Ferghana, Samarcanda y Kabul (r. 1504-1526) Fundador del Imperio mogol del Indo (r. 1526-1530) \| Babur (1483-1530) Una vez gobernante de Ferghana, Samarcanda y Kabul (r. 1504-1526) Fundador del Imperio mogol del Indo (r. 1526-1530) \| Babur (1483-1530) Una vez gobernante de Ferghana, Samarcanda y Kabul (r. 1504-1526) Fundador del Imperio mogol del Indo (r. 1526-1530) \| Babur (1483-1530) Una vez gobernante de Ferghana, Samarcanda y Kabul (r. 1504-1526) Fundador del Imperio mogol del Indo (r. 1526-1530) \| \| \| 3. Jahangir II (d.1507/8) Gobernante de Ferghana (r. 1497-1498) \| 3. Jahangir II (d.1507/8) Gobernante de Ferghana (r. 1497-1498) \| 3. Jahangir II (d.1507/8) Gobernante de Ferghana (r. 1497-1498) \| 3. Jahangir II (d.1507/8) Gobernante de Ferghana (r. 1497-1498) \| 3. Jahangir II (d.1507/8) Gobernante de Ferghana (r. 1497-1498) \| 3. Jahangir II (d.1507/8) Gobernante de Ferghana (r. 1497-1498) \| \| \| \| \| \| \| 2. Abdur Razaq Gobernante de Kabul y Ghazni (d.1509) (r. 1502) \| 2. Abdur Razaq Gobernante de Kabul y Ghazni (d.1509) (r. 1502) \| 2. Abdur Razaq Gobernante de Kabul y Ghazni (d.1509) (r. 1502) \| 2. Abdur Razaq Gobernante de Kabul y Ghazni (d.1509) (r. 1502) \| 2. Abdur Razaq Gobernante de Kabul y Ghazni (d.1509) (r. 1502) \| 2. Abdur Razaq Gobernante de Kabul y Ghazni (d.1509) (r. 1502) \| \| \| \| \| \| \| \| \| \| \| \| \| \| \| \| \| \| \| \| \| \| \| \| \| \| \| \| \| \| \| \| \| \| \| \| \| \| \| \| \| \| \| \| \| \| \| \| \| \| \| \| \| \| \| \| \| \| \| \| \| \| \| \| \| \| \| \| \| \| \| \| \| \| \| \| \| \| \| \| \| \| \| \| \| \| \| \| \| \| \| \| \| \| \| \| \| \| \| \| \| \| \| \| \| \| \| \| \| \| \| \| \| \| \| \| \| \| \| \| \| \| Muhammad Zaman Mirza (1496-1539) \| Muhammad Zaman Mirza (1496-1539) \| Muhammad Zaman Mirza (1496-1539) \| Muhammad Zaman Mirza (1496-1539) \| Muhammad Zaman Mirza (1496-1539) \| Muhammad Zaman Mirza (1496-1539) \| \| \| \| \| \| \| \| \| \| \| \| \| \| \| \| \| \| \| \| \| \| \| Emperadores mogoles \| Emperadores mogoles \| Emperadores mogoles \| Emperadores mogoles \| Emperadores mogoles \| Emperadores mogoles \| \| \| \| \| \| \| \| \| \| \| \| \| \| \| \| \| \| \| \| \| \| \| \| \| \| \| \| \| \| \| \| \| \| \| \| \| \| \| \| \| \| \| \| \| \| \| \| \| \| \| \| \| \| \| \| \| \| \| \| \| \| \| \| \| \| \| \| \| \| \| \| \| \| \| \| \| \| \| \| \| \| \| \| \| \| \| \| \| \| \| \| \| \| \| \| \| \| \| \| \| \| \| \| \| \| \| \| \| \| \| \| \| \| \| \| \| \| \| \| \| - Notas: Woods, John E. (1990), The Timurid Dynasty, Papers on Inner Asia No. 14, Bloomington: Indiana University, Research Institute for Inner Asian Studies.. |                          |                          |                          |                          |                          |  |  |                      |                      |                      |                      |                           |                           |                           |                           |                           |                           |                      |                      |                                                              |                                                              |                                                              |                                                              |                                                                        |                                                                        |                                                                        |                                                                        |                                                                        |                                                                        |                                                             |                                                             |                                                             |                                                             |                             |                             |                             |                             |                        |                        |                                                                      |                                                                      |                                                                      |                                                                      |                                                                      |                                                                      |                                                                     |                                                                     | | | | | | |                                                                     |                                                                     | | | | | | | | | | |                                                                     |                                                                     |                                                                      |                                                                      |                                                                      |                                                                      |                                                                      |                                                                      |                                                                  |                                                                  |                                                                  |                                                                  |                                                                 |                                                                 |                                                                 |                                                                 |                                                           |                                                           |                                                           |                                                           |  |  |                                                                    |                                                                    |                                                                    |                                                                    |                                                                    |                                                                    |  |  |                                                                   |                                                                   |                                                                   |                                                                   |                                                                   |                                                                   |  |  |  |  |  |  |  |  |  |  |  |  |  |  |  |  |  |  |  |  |  |  |  |  |  |  |  |  |  |  |  |  |  |  |  |  |  |  |  |  |  |  |  |  |  |  |  |  |  |  |  |  |  |  |  |  |  |  |  |  |  |  |  |  |  |  |  |  |  |  |  |  |
| |                          |                          |                          |                          |                          |  |  |                      |                      |                      |                      |                           |                           |                           |                           |                           |                           |                      |                      |                                                              |                                                              |                                                              |                                                              |                                                                        |                                                                        |                                                                        |                                                                        |                                                                        |                                                                        |                                                             |                                                             |                                                             |                                                             |                             |                             |                             |                             |                        |                        |                                                                      |                                                                      |                                                                      |                                                                      | 1. Tamerlán (1336-1405) Emir del imperio timúrida (r. 1370-1405)     |                                                                      |                                                                     |                                                                     | | | | | | |                                                                     |                                                                     | | | | | | | | | | |                                                                     |                                                                     |                                                                      |                                                                      |                                                                      |                                                                      |                                                                      |                                                                      |                                                                  |                                                                  |                                                                  |                                                                  |                                                                 |                                                                 |                                                                 |                                                                 |                                                           |                                                           |                                                           |                                                           |  |  |                                                                    |                                                                    |                                                                    |                                                                    |                                                                    |                                                                    |  |  |                                                                   |                                                                   |                                                                   |                                                                   |                                                                   |                                                                   |  |  |  |  |  |  |  |  |  |  |  |  |  |  |  |  |  |  |  |  |  |  |  |  |  |  |  |  |  |  |  |  |  |  |  |  |  |  |  |  |  |  |  |  |  |  |  |  |  |  |  |  |  |  |  |  |  |  |  |  |  |  |  |  |  |  |  |  |  |  |  |  |
| |                          |                          |                          |                          |                          |  |  |                      |                      |                      |                      |                           |                           |                           |                           |                           |                           |                      |                      |                                                              |                                                              |                                                              |                                                              |                                                                        |                                                                        |                                                                        |                                                                        |                                                                        |                                                                        |                                                             |                                                             |                                                             |                                                             |                             |                             |                             |                             |                        |                        |                                                                      |                                                                      |                                                                      |                                                                      |                                                                      |                                                                      |                                                                     |                                                                     | | | | | | |                                                                     |                                                                     | | | | | | | | | | |                                                                     |                                                                     |                                                                      |                                                                      |                                                                      |                                                                      |                                                                      |                                                                      |                                                                  |                                                                  |                                                                  |                                                                  |                                                                 |                                                                 |                                                                 |                                                                 |                                                           |                                                           |                                                           |                                                           |  |  |                                                                    |                                                                    |                                                                    |                                                                    |                                                                    |                                                                    |  |  |                                                                   |                                                                   |                                                                   |                                                                   |                                                                   |                                                                   |  |  |  |  |  |  |  |  |  |  |  |  |  |  |  |  |  |  |  |  |  |  |  |  |  |  |  |  |  |  |  |  |  |  |  |  |  |  |  |  |  |  |  |  |  |  |  |  |  |  |  |  |  |  |  |  |  |  |  |  |  |  |  |  |  |  |  |  |  |  |  |  |
| |                          |                          |                          |                          |                          |  |  |                      |                      |                      |                      |                           |                           |                           |                           |                           |                           |                      |                      |                                                              |                                                              |                                                              |                                                              |                                                                        |                                                                        |                                                                        |                                                                        |                                                                        |                                                                        |                                                             |                                                             |                                                             |                                                             |                             |                             |                             |                             |                        |                        |                                                                      |                                                                      |                                                                      |                                                                      |                                                                      |                                                                      |                                                                     |                                                                     | | | | | | |                                                                     |                                                                     | | | | | | | | | | |                                                                     |                                                                     |                                                                      |                                                                      |                                                                      |                                                                      |                                                                      |                                                                      |                                                                  |                                                                  |                                                                  |                                                                  |                                                                 |                                                                 |                                                                 |                                                                 |                                                           |                                                           |                                                           |                                                           |  |  |                                                                    |                                                                    |                                                                    |                                                                    |                                                                    |                                                                    |  |  |                                                                   |                                                                   |                                                                   |                                                                   |                                                                   |                                                                   |  |  |  |  |  |  |  |  |  |  |  |  |  |  |  |  |  |  |  |  |  |  |  |  |  |  |  |  |  |  |  |  |  |  |  |  |  |  |  |  |  |  |  |  |  |  |  |  |  |  |  |  |  |  |  |  |  |  |  |  |  |  |  |  |  |  |  |  |  |  |  |  |
| |                          |                          |                          |                          |                          |  |  |                      |                      |                      |                      | Umar Shaikh I (1356-1394) | Umar Shaikh I (1356-1394) | Umar Shaikh I (1356-1394) | Umar Shaikh I (1356-1394) | Umar Shaikh I (1356-1394) | Umar Shaikh I (1356-1394) |                      |                      |                                                              |                                                              |                                                              |                                                              |                                                                        |                                                                        |                                                                        |                                                                        |                                                                        |                                                                        |                                                             |                                                             |                                                             |                                                             |                             |                             | Jahangir I (1356-1376)      | Jahangir I (1356-1376)      | Jahangir I (1356-1376) | Jahangir I (1356-1376) | Jahangir I (1356-1376)                                               | Jahangir I (1356-1376)                                               |                                                                      |                                                                      |                                                                      |                                                                      |                                                                     |                                                                     | | | | | Miran Shah (1366-1408) | Miran Shah (1366-1408) | Miran Shah (1366-1408)                                              | Miran Shah (1366-1408)                                              | Miran Shah (1366-1408) | Miran Shah (1366-1408) | | | | | | | | |                                                                     |                                                                     |                                                                      |                                                                      |                                                                      |                                                                      |                                                                      |                                                                      |                                                                  |                                                                  | 3. Shahruj (1377-1447) Emir del imperio timúrida (r. 1407-1447)  | 3. Shahruj (1377-1447) Emir del imperio timúrida (r. 1407-1447)  | 3. Shahruj (1377-1447) Emir del imperio timúrida (r. 1407-1447) | 3. Shahruj (1377-1447) Emir del imperio timúrida (r. 1407-1447) | 3. Shahruj (1377-1447) Emir del imperio timúrida (r. 1407-1447) | 3. Shahruj (1377-1447) Emir del imperio timúrida (r. 1407-1447) |                                                           |                                                           |                                                           |                                                           |  |  |                                                                    |                                                                    |                                                                    |                                                                    |                                                                    |                                                                    |  |  |                                                                   |                                                                   |                                                                   |                                                                   |                                                                   |                                                                   |  |  |  |  |  |  |  |  |  |  |  |  |  |  |  |  |  |  |  |  |  |  |  |  |  |  |  |  |  |  |  |  |  |  |  |  |  |  |  |  |  |  |  |  |  |  |  |  |  |  |  |  |  |  |  |  |  |  |  |  |  |  |  |  |  |  |  |  |  |  |  |  |
| |                          |                          |                          |                          |                          |  |  |                      |                      |                      |                      | Umar Shaikh I (1356-1394) | Umar Shaikh I (1356-1394) | Umar Shaikh I (1356-1394) | Umar Shaikh I (1356-1394) | Umar Shaikh I (1356-1394) | Umar Shaikh I (1356-1394) |                      |                      |                                                              |                                                              |                                                              |                                                              |                                                                        |                                                                        |                                                                        |                                                                        |                                                                        |                                                                        |                                                             |                                                             |                                                             |                                                             |                             |                             | Jahangir I (1356-1376)      | Jahangir I (1356-1376)      | Jahangir I (1356-1376) | Jahangir I (1356-1376) | Jahangir I (1356-1376)                                               | Jahangir I (1356-1376)                                               |                                                                      |                                                                      |                                                                      |                                                                      |                                                                     |                                                                     | | | | | Miran Shah (1366-1408) | Miran Shah (1366-1408) | Miran Shah (1366-1408)                                              | Miran Shah (1366-1408)                                              | Miran Shah (1366-1408) | Miran Shah (1366-1408) | | | | | | | | |                                                                     |                                                                     |                                                                      |                                                                      |                                                                      |                                                                      |                                                                      |                                                                      |                                                                  |                                                                  | 3. Shahruj (1377-1447) Emir del imperio timúrida (r. 1407-1447)  | 3. Shahruj (1377-1447) Emir del imperio timúrida (r. 1407-1447)  | 3. Shahruj (1377-1447) Emir del imperio timúrida (r. 1407-1447) | 3. Shahruj (1377-1447) Emir del imperio timúrida (r. 1407-1447) | 3. Shahruj (1377-1447) Emir del imperio timúrida (r. 1407-1447) | 3. Shahruj (1377-1447) Emir del imperio timúrida (r. 1407-1447) |                                                           |                                                           |                                                           |                                                           |  |  |                                                                    |                                                                    |                                                                    |                                                                    |                                                                    |                                                                    |  |  |                                                                   |                                                                   |                                                                   |                                                                   |                                                                   |                                                                   |  |  |  |  |  |  |  |  |  |  |  |  |  |  |  |  |  |  |  |  |  |  |  |  |  |  |  |  |  |  |  |  |  |  |  |  |  |  |  |  |  |  |  |  |  |  |  |  |  |  |  |  |  |  |  |  |  |  |  |  |  |  |  |  |  |  |  |  |  |  |  |  |
| |                          |                          |                          |                          |                          |  |  |                      |                      |                      |                      |                           |                           |                           |                           |                           |                           |                      |                      |                                                              |                                                              |                                                              |                                                              |                                                                        |                                                                        |                                                                        |                                                                        |                                                                        |                                                                        |                                                             |                                                             |                                                             |                                                             |                             |                             |                             |                             |                        |                        |                                                                      |                                                                      |                                                                      |                                                                      |                                                                      |                                                                      |                                                                     |                                                                     | | | | | | |                                                                     |                                                                     | | | | | | | | | | |                                                                     |                                                                     |                                                                      |                                                                      |                                                                      |                                                                      |                                                                      |                                                                      |                                                                  |                                                                  |                                                                  |                                                                  |                                                                 |                                                                 |                                                                 |                                                                 |                                                           |                                                           |                                                           |                                                           |  |  |                                                                    |                                                                    |                                                                    |                                                                    |                                                                    |                                                                    |  |  |                                                                   |                                                                   |                                                                   |                                                                   |                                                                   |                                                                   |  |  |  |  |  |  |  |  |  |  |  |  |  |  |  |  |  |  |  |  |  |  |  |  |  |  |  |  |  |  |  |  |  |  |  |  |  |  |  |  |  |  |  |  |  |  |  |  |  |  |  |  |  |  |  |  |  |  |  |  |  |  |  |  |  |  |  |  |  |  |  |  |
| Pir Muhammad (1379-1409) | Pir Muhammad (1379-1409) | Pir Muhammad (1379-1409) | Pir Muhammad (1379-1409) | Pir Muhammad (1379-1409) | Pir Muhammad (1379-1409) |  |  | Rustam (1381-1424/5) | Rustam (1381-1424/5) | Rustam (1381-1424/5) | Rustam (1381-1424/5) | Rustam (1381-1424/5)      | Rustam (1381-1424/5)      |                           |                           | Iskandar (1384-1415)      | Iskandar (1384-1415)      | Iskandar (1384-1415) | Iskandar (1384-1415) | Iskandar (1384-1415)                                         | Iskandar (1384-1415)                                         |                                                              |                                                              | Bayqara (1392-1422)                                                    | Bayqara (1392-1422)                                                    | Bayqara (1392-1422)                                                    | Bayqara (1392-1422)                                                    | Bayqara (1392-1422)                                                    | Bayqara (1392-1422)                                                    |                                                             |                                                             | Muhammad Sultan (1375-1403)                                 | Muhammad Sultan (1375-1403)                                 | Muhammad Sultan (1375-1403) | Muhammad Sultan (1375-1403) | Muhammad Sultan (1375-1403) | Muhammad Sultan (1375-1403) |                        |                        | 2. Pir Muhammad (1374-1407) Emir del imperio timúrida (r. 1405-1407) | 2. Pir Muhammad (1374-1407) Emir del imperio timúrida (r. 1405-1407) | 2. Pir Muhammad (1374-1407) Emir del imperio timúrida (r. 1405-1407) | 2. Pir Muhammad (1374-1407) Emir del imperio timúrida (r. 1405-1407) | 2. Pir Muhammad (1374-1407) Emir del imperio timúrida (r. 1405-1407) | 2. Pir Muhammad (1374-1407) Emir del imperio timúrida (r. 1405-1407) |                                                                     |                                                                     | 1. Khalil Sultan (1384-1411) Gobernante de Samarcanda (r. 1405-1409)                                                                   | 1. Khalil Sultan (1384-1411) Gobernante de Samarcanda (r. 1405-1409)                                                                   | 1. Khalil Sultan (1384-1411) Gobernante de Samarcanda (r. 1405-1409)                                                                   | 1. Khalil Sultan (1384-1411) Gobernante de Samarcanda (r. 1405-1409)                                                                   | 1. Khalil Sultan (1384-1411) Gobernante de Samarcanda (r. 1405-1409)                                                                   | 1. Khalil Sultan (1384-1411) Gobernante de Samarcanda (r. 1405-1409)                                                                   |                                                                     |                                                                     | Sultán Muhammad (?-?) | Sultán Muhammad (?-?) | Sultán Muhammad (?-?) | Sultán Muhammad (?-?) | Sultán Muhammad (?-?) | Sultán Muhammad (?-?) | | | 4. Ulugh Beg (1393-1449) Emir del imperio timúrida (r. 1447-1449)                                            | 4. Ulugh Beg (1393-1449) Emir del imperio timúrida (r. 1447-1449)                                            | 4. Ulugh Beg (1393-1449) Emir del imperio timúrida (r. 1447-1449)   | 4. Ulugh Beg (1393-1449) Emir del imperio timúrida (r. 1447-1449)   | 4. Ulugh Beg (1393-1449) Emir del imperio timúrida (r. 1447-1449)    | 4. Ulugh Beg (1393-1449) Emir del imperio timúrida (r. 1447-1449)    |                                                                      |                                                                      | Sultán Ibrahim (1394-1435)                                           | Sultán Ibrahim (1394-1435)                                           | Sultán Ibrahim (1394-1435)                                       | Sultán Ibrahim (1394-1435)                                       | Sultán Ibrahim (1394-1435)                                       | Sultán Ibrahim (1394-1435)                                       |                                                                 |                                                                 | Muhammad Juki (1402-1444)                                       | Muhammad Juki (1402-1444)                                       | Muhammad Juki (1402-1444)                                 | Muhammad Juki (1402-1444)                                 | Muhammad Juki (1402-1444)                                 | Muhammad Juki (1402-1444)                                 |  |  | Baysunghur I (1399-1433)                                           | Baysunghur I (1399-1433)                                           | Baysunghur I (1399-1433)                                           | Baysunghur I (1399-1433)                                           | Baysunghur I (1399-1433)                                           | Baysunghur I (1399-1433)                                           |  |  |                                                                   |                                                                   |                                                                   |                                                                   |                                                                   |                                                                   |  |  |  |  |  |  |  |  |  |  |  |  |  |  |  |  |  |  |  |  |  |  |  |  |  |  |  |  |  |  |  |  |  |  |  |  |  |  |  |  |  |  |  |  |  |  |  |  |  |  |  |  |  |  |  |  |  |  |  |  |  |  |  |  |  |  |  |  |  |  |  |  |
| Pir Muhammad (1379-1409) | Pir Muhammad (1379-1409) | Pir Muhammad (1379-1409) | Pir Muhammad (1379-1409) | Pir Muhammad (1379-1409) | Pir Muhammad (1379-1409) |  |  | Rustam (1381-1424/5) | Rustam (1381-1424/5) | Rustam (1381-1424/5) | Rustam (1381-1424/5) | Rustam (1381-1424/5)      | Rustam (1381-1424/5)      |                           |                           | Iskandar (1384-1415)      | Iskandar (1384-1415)      | Iskandar (1384-1415) | Iskandar (1384-1415) | Iskandar (1384-1415)                                         | Iskandar (1384-1415)                                         |                                                              |                                                              | Bayqara (1392-1422)                                                    | Bayqara (1392-1422)                                                    | Bayqara (1392-1422)                                                    | Bayqara (1392-1422)                                                    | Bayqara (1392-1422)                                                    | Bayqara (1392-1422)                                                    |                                                             |                                                             | Muhammad Sultan (1375-1403)                                 | Muhammad Sultan (1375-1403)                                 | Muhammad Sultan (1375-1403) | Muhammad Sultan (1375-1403) | Muhammad Sultan (1375-1403) | Muhammad Sultan (1375-1403) |                        |                        | 2. Pir Muhammad (1374-1407) Emir del imperio timúrida (r. 1405-1407) | 2. Pir Muhammad (1374-1407) Emir del imperio timúrida (r. 1405-1407) | 2. Pir Muhammad (1374-1407) Emir del imperio timúrida (r. 1405-1407) | 2. Pir Muhammad (1374-1407) Emir del imperio timúrida (r. 1405-1407) | 2. Pir Muhammad (1374-1407) Emir del imperio timúrida (r. 1405-1407) | 2. Pir Muhammad (1374-1407) Emir del imperio timúrida (r. 1405-1407) |                                                                     |                                                                     | 1. Khalil Sultan (1384-1411) Gobernante de Samarcanda (r. 1405-1409)                                                                   | 1. Khalil Sultan (1384-1411) Gobernante de Samarcanda (r. 1405-1409)                                                                   | 1. Khalil Sultan (1384-1411) Gobernante de Samarcanda (r. 1405-1409)                                                                   | 1. Khalil Sultan (1384-1411) Gobernante de Samarcanda (r. 1405-1409)                                                                   | 1. Khalil Sultan (1384-1411) Gobernante de Samarcanda (r. 1405-1409)                                                                   | 1. Khalil Sultan (1384-1411) Gobernante de Samarcanda (r. 1405-1409)                                                                   |                                                                     |                                                                     | Sultán Muhammad (?-?) | Sultán Muhammad (?-?) | Sultán Muhammad (?-?) | Sultán Muhammad (?-?) | Sultán Muhammad (?-?) | Sultán Muhammad (?-?) | | | 4. Ulugh Beg (1393-1449) Emir del imperio timúrida (r. 1447-1449)                                            | 4. Ulugh Beg (1393-1449) Emir del imperio timúrida (r. 1447-1449)                                            | 4. Ulugh Beg (1393-1449) Emir del imperio timúrida (r. 1447-1449)   | 4. Ulugh Beg (1393-1449) Emir del imperio timúrida (r. 1447-1449)   | 4. Ulugh Beg (1393-1449) Emir del imperio timúrida (r. 1447-1449)    | 4. Ulugh Beg (1393-1449) Emir del imperio timúrida (r. 1447-1449)    |                                                                      |                                                                      | Sultán Ibrahim (1394-1435)                                           | Sultán Ibrahim (1394-1435)                                           | Sultán Ibrahim (1394-1435)                                       | Sultán Ibrahim (1394-1435)                                       | Sultán Ibrahim (1394-1435)                                       | Sultán Ibrahim (1394-1435)                                       |                                                                 |                                                                 | Muhammad Juki (1402-1444)                                       | Muhammad Juki (1402-1444)                                       | Muhammad Juki (1402-1444)                                 | Muhammad Juki (1402-1444)                                 | Muhammad Juki (1402-1444)                                 | Muhammad Juki (1402-1444)                                 |  |  | Baysunghur I (1399-1433)                                           | Baysunghur I (1399-1433)                                           | Baysunghur I (1399-1433)                                           | Baysunghur I (1399-1433)                                           | Baysunghur I (1399-1433)                                           | Baysunghur I (1399-1433)                                           |  |  |                                                                   |                                                                   |                                                                   |                                                                   |                                                                   |                                                                   |  |  |  |  |  |  |  |  |  |  |  |  |  |  |  |  |  |  |  |  |  |  |  |  |  |  |  |  |  |  |  |  |  |  |  |  |  |  |  |  |  |  |  |  |  |  |  |  |  |  |  |  |  |  |  |  |  |  |  |  |  |  |  |  |  |  |  |  |  |  |  |  |
| |                          |                          |                          |                          |                          |  |  |                      |                      |                      |                      |                           |                           |                           |                           |                           |                           |                      |                      |                                                              |                                                              |                                                              |                                                              |                                                                        |                                                                        |                                                                        |                                                                        |                                                                        |                                                                        |                                                             |                                                             |                                                             |                                                             |                             |                             |                             |                             |                        |                        |                                                                      |                                                                      |                                                                      |                                                                      |                                                                      |                                                                      |                                                                     |                                                                     | | | | | | |                                                                     |                                                                     | | | | | | | | | | |                                                                     |                                                                     |                                                                      |                                                                      |                                                                      |                                                                      |                                                                      |                                                                      |                                                                  |                                                                  |                                                                  |                                                                  |                                                                 |                                                                 |                                                                 |                                                                 |                                                           |                                                           |                                                           |                                                           |  |  |                                                                    |                                                                    |                                                                    |                                                                    |                                                                    |                                                                    |  |  |                                                                   |                                                                   |                                                                   |                                                                   |                                                                   |                                                                   |  |  |  |  |  |  |  |  |  |  |  |  |  |  |  |  |  |  |  |  |  |  |  |  |  |  |  |  |  |  |  |  |  |  |  |  |  |  |  |  |  |  |  |  |  |  |  |  |  |  |  |  |  |  |  |  |  |  |  |  |  |  |  |  |  |  |  |  |  |  |  |  |
| |                          |                          |                          |                          |                          |  |  |                      |                      |                      |                      |                           |                           |                           |                           |                           |                           |                      |                      |                                                              |                                                              |                                                              |                                                              | Mansur (d.1446)                                                        | Mansur (d.1446)                                                        | Mansur (d.1446)                                                        | Mansur (d.1446)                                                        | Mansur (d.1446)                                                        | Mansur (d.1446)                                                        |                                                             |                                                             |                                                             |                                                             |                             |                             |                             |                             |                        |                        |                                                                      |                                                                      |                                                                      |                                                                      |                                                                      |                                                                      |                                                                     |                                                                     | | | | | | |                                                                     |                                                                     | 5. Abu Said (1424-1469) Gobernante del Imperio timúrida Gobernante de Samarcanda (r. 1451-1469) Gobernante de Herat (r. 1459-1469) | 5. Abu Said (1424-1469) Gobernante del Imperio timúrida Gobernante de Samarcanda (r. 1451-1469) Gobernante de Herat (r. 1459-1469) | 5. Abu Said (1424-1469) Gobernante del Imperio timúrida Gobernante de Samarcanda (r. 1451-1469) Gobernante de Herat (r. 1459-1469) | 5. Abu Said (1424-1469) Gobernante del Imperio timúrida Gobernante de Samarcanda (r. 1451-1469) Gobernante de Herat (r. 1459-1469) | 5. Abu Said (1424-1469) Gobernante del Imperio timúrida Gobernante de Samarcanda (r. 1451-1469) Gobernante de Herat (r. 1459-1469) | 5. Abu Said (1424-1469) Gobernante del Imperio timúrida Gobernante de Samarcanda (r. 1451-1469) Gobernante de Herat (r. 1459-1469) | | | 3. Abd ul-Latif (1420-1450) Gobernante de Samarcanda (r. 1449-1450)                                          | 3. Abd ul-Latif (1420-1450) Gobernante de Samarcanda (r. 1449-1450)                                          | 3. Abd ul-Latif (1420-1450) Gobernante de Samarcanda (r. 1449-1450) | 3. Abd ul-Latif (1420-1450) Gobernante de Samarcanda (r. 1449-1450) | 3. Abd ul-Latif (1420-1450) Gobernante de Samarcanda (r. 1449-1450)  | 3. Abd ul-Latif (1420-1450) Gobernante de Samarcanda (r. 1449-1450)  |                                                                      |                                                                      | 2. ‘Abdullah (1433-1451) Gobernante de Samarcanda (r. 1450-1451)     | 2. ‘Abdullah (1433-1451) Gobernante de Samarcanda (r. 1450-1451)     | 2. ‘Abdullah (1433-1451) Gobernante de Samarcanda (r. 1450-1451) | 2. ‘Abdullah (1433-1451) Gobernante de Samarcanda (r. 1450-1451) | 2. ‘Abdullah (1433-1451) Gobernante de Samarcanda (r. 1450-1451) | 2. ‘Abdullah (1433-1451) Gobernante de Samarcanda (r. 1450-1451) |                                                                 |                                                                 | Abd Allah (1417-1460)                                           | Abd Allah (1417-1460)                                           | Abd Allah (1417-1460)                                     | Abd Allah (1417-1460)                                     | Abd Allah (1417-1460)                                     | Abd Allah (1417-1460)                                     |  |  | 2. Abul-Qasim Babur (1427-1457) Gobernante de Herat (r. 1451-1457) | 2. Abul-Qasim Babur (1427-1457) Gobernante de Herat (r. 1451-1457) | 2. Abul-Qasim Babur (1427-1457) Gobernante de Herat (r. 1451-1457) | 2. Abul-Qasim Babur (1427-1457) Gobernante de Herat (r. 1451-1457) | 2. Abul-Qasim Babur (1427-1457) Gobernante de Herat (r. 1451-1457) | 2. Abul-Qasim Babur (1427-1457) Gobernante de Herat (r. 1451-1457) |  |  | 1. Sultán Muhammad (1418-1452) Gobernante de Herat (r. 1447-1451) | 1. Sultán Muhammad (1418-1452) Gobernante de Herat (r. 1447-1451) | 1. Sultán Muhammad (1418-1452) Gobernante de Herat (r. 1447-1451) | 1. Sultán Muhammad (1418-1452) Gobernante de Herat (r. 1447-1451) | 1. Sultán Muhammad (1418-1452) Gobernante de Herat (r. 1447-1451) | 1. Sultán Muhammad (1418-1452) Gobernante de Herat (r. 1447-1451) |  |  |  |  |  |  |  |  |  |  |  |  |  |  |  |  |  |  |  |  |  |  |  |  |  |  |  |  |  |  |  |  |  |  |  |  |  |  |  |  |  |  |  |  |  |  |  |  |  |  |  |  |  |  |  |  |  |  |  |  |  |  |  |  |  |  |  |  |  |  |  |  |
| |                          |                          |                          |                          |                          |  |  |                      |                      |                      |                      |                           |                           |                           |                           |                           |                           |                      |                      |                                                              |                                                              |                                                              |                                                              | Mansur (d.1446)                                                        | Mansur (d.1446)                                                        | Mansur (d.1446)                                                        | Mansur (d.1446)                                                        | Mansur (d.1446)                                                        | Mansur (d.1446)                                                        |                                                             |                                                             |                                                             |                                                             |                             |                             |                             |                             |                        |                        |                                                                      |                                                                      |                                                                      |                                                                      |                                                                      |                                                                      |                                                                     |                                                                     | | | | | | |                                                                     |                                                                     | 5. Abu Said (1424-1469) Gobernante del Imperio timúrida Gobernante de Samarcanda (r. 1451-1469) Gobernante de Herat (r. 1459-1469) | 5. Abu Said (1424-1469) Gobernante del Imperio timúrida Gobernante de Samarcanda (r. 1451-1469) Gobernante de Herat (r. 1459-1469) | 5. Abu Said (1424-1469) Gobernante del Imperio timúrida Gobernante de Samarcanda (r. 1451-1469) Gobernante de Herat (r. 1459-1469) | 5. Abu Said (1424-1469) Gobernante del Imperio timúrida Gobernante de Samarcanda (r. 1451-1469) Gobernante de Herat (r. 1459-1469) | 5. Abu Said (1424-1469) Gobernante del Imperio timúrida Gobernante de Samarcanda (r. 1451-1469) Gobernante de Herat (r. 1459-1469) | 5. Abu Said (1424-1469) Gobernante del Imperio timúrida Gobernante de Samarcanda (r. 1451-1469) Gobernante de Herat (r. 1459-1469) | | | 3. Abd ul-Latif (1420-1450) Gobernante de Samarcanda (r. 1449-1450)                                          | 3. Abd ul-Latif (1420-1450) Gobernante de Samarcanda (r. 1449-1450)                                          | 3. Abd ul-Latif (1420-1450) Gobernante de Samarcanda (r. 1449-1450) | 3. Abd ul-Latif (1420-1450) Gobernante de Samarcanda (r. 1449-1450) | 3. Abd ul-Latif (1420-1450) Gobernante de Samarcanda (r. 1449-1450)  | 3. Abd ul-Latif (1420-1450) Gobernante de Samarcanda (r. 1449-1450)  |                                                                      |                                                                      | 2. ‘Abdullah (1433-1451) Gobernante de Samarcanda (r. 1450-1451)     | 2. ‘Abdullah (1433-1451) Gobernante de Samarcanda (r. 1450-1451)     | 2. ‘Abdullah (1433-1451) Gobernante de Samarcanda (r. 1450-1451) | 2. ‘Abdullah (1433-1451) Gobernante de Samarcanda (r. 1450-1451) | 2. ‘Abdullah (1433-1451) Gobernante de Samarcanda (r. 1450-1451) | 2. ‘Abdullah (1433-1451) Gobernante de Samarcanda (r. 1450-1451) |                                                                 |                                                                 | Abd Allah (1417-1460)                                           | Abd Allah (1417-1460)                                           | Abd Allah (1417-1460)                                     | Abd Allah (1417-1460)                                     | Abd Allah (1417-1460)                                     | Abd Allah (1417-1460)                                     |  |  | 2. Abul-Qasim Babur (1427-1457) Gobernante de Herat (r. 1451-1457) | 2. Abul-Qasim Babur (1427-1457) Gobernante de Herat (r. 1451-1457) | 2. Abul-Qasim Babur (1427-1457) Gobernante de Herat (r. 1451-1457) | 2. Abul-Qasim Babur (1427-1457) Gobernante de Herat (r. 1451-1457) | 2. Abul-Qasim Babur (1427-1457) Gobernante de Herat (r. 1451-1457) | 2. Abul-Qasim Babur (1427-1457) Gobernante de Herat (r. 1451-1457) |  |  | 1. Sultán Muhammad (1418-1452) Gobernante de Herat (r. 1447-1451) | 1. Sultán Muhammad (1418-1452) Gobernante de Herat (r. 1447-1451) | 1. Sultán Muhammad (1418-1452) Gobernante de Herat (r. 1447-1451) | 1. Sultán Muhammad (1418-1452) Gobernante de Herat (r. 1447-1451) | 1. Sultán Muhammad (1418-1452) Gobernante de Herat (r. 1447-1451) | 1. Sultán Muhammad (1418-1452) Gobernante de Herat (r. 1447-1451) |  |  |  |  |  |  |  |  |  |  |  |  |  |  |  |  |  |  |  |  |  |  |  |  |  |  |  |  |  |  |  |  |  |  |  |  |  |  |  |  |  |  |  |  |  |  |  |  |  |  |  |  |  |  |  |  |  |  |  |  |  |  |  |  |  |  |  |  |  |  |  |  |
| |                          |                          |                          |                          |                          |  |  |                      |                      |                      |                      |                           |                           |                           |                           |                           |                           |                      |                      |                                                              |                                                              |                                                              |                                                              |                                                                        |                                                                        |                                                                        |                                                                        |                                                                        |                                                                        |                                                             |                                                             |                                                             |                                                             |                             |                             |                             |                             |                        |                        |                                                                      |                                                                      |                                                                      |                                                                      |                                                                      |                                                                      |                                                                     |                                                                     | | | | | | |                                                                     |                                                                     | | | | | | | | | | |                                                                     |                                                                     |                                                                      |                                                                      |                                                                      |                                                                      |                                                                      |                                                                      |                                                                  |                                                                  |                                                                  |                                                                  |                                                                 |                                                                 |                                                                 |                                                                 |                                                           |                                                           |                                                           |                                                           |  |  |                                                                    |                                                                    |                                                                    |                                                                    |                                                                    |                                                                    |  |  |                                                                   |                                                                   |                                                                   |                                                                   |                                                                   |                                                                   |  |  |  |  |  |  |  |  |  |  |  |  |  |  |  |  |  |  |  |  |  |  |  |  |  |  |  |  |  |  |  |  |  |  |  |  |  |  |  |  |  |  |  |  |  |  |  |  |  |  |  |  |  |  |  |  |  |  |  |  |  |  |  |  |  |  |  |  |  |  |  |  |
| |                          |                          |                          |                          |                          |  |  |                      |                      |                      |                      |                           |                           |                           |                           |                           |                           |                      |                      |                                                              |                                                              |                                                              |                                                              | 6. Sultán Husayn Bayqara (1438-1506) Gobernante de Herat (r.1469-1506) | 6. Sultán Husayn Bayqara (1438-1506) Gobernante de Herat (r.1469-1506) | 6. Sultán Husayn Bayqara (1438-1506) Gobernante de Herat (r.1469-1506) | 6. Sultán Husayn Bayqara (1438-1506) Gobernante de Herat (r.1469-1506) | 6. Sultán Husayn Bayqara (1438-1506) Gobernante de Herat (r.1469-1506) | 6. Sultán Husayn Bayqara (1438-1506) Gobernante de Herat (r.1469-1506) |                                                             |                                                             |                                                             |                                                             |                             |                             |                             |                             |                        |                        |                                                                      |                                                                      |                                                                      |                                                                      | 5. Sultán Ahmad (1451-1494) Gobernante de Samarcanda (r. 1469-1494)  | 5. Sultán Ahmad (1451-1494) Gobernante de Samarcanda (r. 1469-1494)  | 5. Sultán Ahmad (1451-1494) Gobernante de Samarcanda (r. 1469-1494) | 5. Sultán Ahmad (1451-1494) Gobernante de Samarcanda (r. 1469-1494) | 5. Sultán Ahmad (1451-1494) Gobernante de Samarcanda (r. 1469-1494)                                                                    | 5. Sultán Ahmad (1451-1494) Gobernante de Samarcanda (r. 1469-1494)                                                                    | | | 1. Omar Cheikh II (1456-1494) Gobernante de Ferghana (r. 1469-1494)                                                                    | 1. Omar Cheikh II (1456-1494) Gobernante de Ferghana (r. 1469-1494)                                                                    | 1. Omar Cheikh II (1456-1494) Gobernante de Ferghana (r. 1469-1494) | 1. Omar Cheikh II (1456-1494) Gobernante de Ferghana (r. 1469-1494) | 1. Omar Cheikh II (1456-1494) Gobernante de Ferghana (r. 1469-1494)                                                                | 1. Omar Cheikh II (1456-1494) Gobernante de Ferghana (r. 1469-1494)                                                                | | | 6. Sultán Mahmud (1453-1495) Gobernante de Badakhshan (r. 1469-1495) Gobernante de Samarcanda (r. 1494-1495)                       | 6. Sultán Mahmud (1453-1495) Gobernante de Badakhshan (r. 1469-1495) Gobernante de Samarcanda (r. 1494-1495)                       | 6. Sultán Mahmud (1453-1495) Gobernante de Badakhshan (r. 1469-1495) Gobernante de Samarcanda (r. 1494-1495) | 6. Sultán Mahmud (1453-1495) Gobernante de Badakhshan (r. 1469-1495) Gobernante de Samarcanda (r. 1494-1495) | 6. Sultán Mahmud (1453-1495) Gobernante de Badakhshan (r. 1469-1495) Gobernante de Samarcanda (r. 1494-1495) | 6. Sultán Mahmud (1453-1495) Gobernante de Badakhshan (r. 1469-1495) Gobernante de Samarcanda (r. 1494-1495) |                                                                     |                                                                     | 1. Ulugh Beg II (d.1502) Gobernante de Kabul y Ghazni (r. 1469-1502) | 1. Ulugh Beg II (d.1502) Gobernante de Kabul y Ghazni (r. 1469-1502) | 1. Ulugh Beg II (d.1502) Gobernante de Kabul y Ghazni (r. 1469-1502) | 1. Ulugh Beg II (d.1502) Gobernante de Kabul y Ghazni (r. 1469-1502) | 1. Ulugh Beg II (d.1502) Gobernante de Kabul y Ghazni (r. 1469-1502) | 1. Ulugh Beg II (d.1502) Gobernante de Kabul y Ghazni (r. 1469-1502) |                                                                  |                                                                  |                                                                  |                                                                  |                                                                 |                                                                 | 4. Ibrahim (1440-1459) Gobernante de Herat (r. 1457-1459)       | 4. Ibrahim (1440-1459) Gobernante de Herat (r. 1457-1459)       | 4. Ibrahim (1440-1459) Gobernante de Herat (r. 1457-1459) | 4. Ibrahim (1440-1459) Gobernante de Herat (r. 1457-1459) | 4. Ibrahim (1440-1459) Gobernante de Herat (r. 1457-1459) | 4. Ibrahim (1440-1459) Gobernante de Herat (r. 1457-1459) |  |  | 3. Mahmud (fall.1457) Gobernante de Herat (r. 1457)                | 3. Mahmud (fall.1457) Gobernante de Herat (r. 1457)                | 3. Mahmud (fall.1457) Gobernante de Herat (r. 1457)                | 3. Mahmud (fall.1457) Gobernante de Herat (r. 1457)                | 3. Mahmud (fall.1457) Gobernante de Herat (r. 1457)                | 3. Mahmud (fall.1457) Gobernante de Herat (r. 1457)                |  |  | 7. Yadigar Muhammad (1452-1470) Gobernante de Herat (r. 1470)     | 7. Yadigar Muhammad (1452-1470) Gobernante de Herat (r. 1470)     | 7. Yadigar Muhammad (1452-1470) Gobernante de Herat (r. 1470)     | 7. Yadigar Muhammad (1452-1470) Gobernante de Herat (r. 1470)     | 7. Yadigar Muhammad (1452-1470) Gobernante de Herat (r. 1470)     | 7. Yadigar Muhammad (1452-1470) Gobernante de Herat (r. 1470)     |  |  |  |  |  |  |  |  |  |  |  |  |  |  |  |  |  |  |  |  |  |  |  |  |  |  |  |  |  |  |  |  |  |  |  |  |  |  |  |  |  |  |  |  |  |  |  |  |  |  |  |  |  |  |  |  |  |  |  |  |  |  |  |  |  |  |  |  |  |  |  |  |
| |                          |                          |                          |                          |                          |  |  |                      |                      |                      |                      |                           |                           |                           |                           |                           |                           |                      |                      |                                                              |                                                              |                                                              |                                                              | 6. Sultán Husayn Bayqara (1438-1506) Gobernante de Herat (r.1469-1506) | 6. Sultán Husayn Bayqara (1438-1506) Gobernante de Herat (r.1469-1506) | 6. Sultán Husayn Bayqara (1438-1506) Gobernante de Herat (r.1469-1506) | 6. Sultán Husayn Bayqara (1438-1506) Gobernante de Herat (r.1469-1506) | 6. Sultán Husayn Bayqara (1438-1506) Gobernante de Herat (r.1469-1506) | 6. Sultán Husayn Bayqara (1438-1506) Gobernante de Herat (r.1469-1506) |                                                             |                                                             |                                                             |                                                             |                             |                             |                             |                             |                        |                        |                                                                      |                                                                      |                                                                      |                                                                      | 5. Sultán Ahmad (1451-1494) Gobernante de Samarcanda (r. 1469-1494)  | 5. Sultán Ahmad (1451-1494) Gobernante de Samarcanda (r. 1469-1494)  | 5. Sultán Ahmad (1451-1494) Gobernante de Samarcanda (r. 1469-1494) | 5. Sultán Ahmad (1451-1494) Gobernante de Samarcanda (r. 1469-1494) | 5. Sultán Ahmad (1451-1494) Gobernante de Samarcanda (r. 1469-1494)                                                                    | 5. Sultán Ahmad (1451-1494) Gobernante de Samarcanda (r. 1469-1494)                                                                    | | | 1. Omar Cheikh II (1456-1494) Gobernante de Ferghana (r. 1469-1494)                                                                    | 1. Omar Cheikh II (1456-1494) Gobernante de Ferghana (r. 1469-1494)                                                                    | 1. Omar Cheikh II (1456-1494) Gobernante de Ferghana (r. 1469-1494) | 1. Omar Cheikh II (1456-1494) Gobernante de Ferghana (r. 1469-1494) | 1. Omar Cheikh II (1456-1494) Gobernante de Ferghana (r. 1469-1494)                                                                | 1. Omar Cheikh II (1456-1494) Gobernante de Ferghana (r. 1469-1494)                                                                | | | 6. Sultán Mahmud (1453-1495) Gobernante de Badakhshan (r. 1469-1495) Gobernante de Samarcanda (r. 1494-1495)                       | 6. Sultán Mahmud (1453-1495) Gobernante de Badakhshan (r. 1469-1495) Gobernante de Samarcanda (r. 1494-1495)                       | 6. Sultán Mahmud (1453-1495) Gobernante de Badakhshan (r. 1469-1495) Gobernante de Samarcanda (r. 1494-1495) | 6. Sultán Mahmud (1453-1495) Gobernante de Badakhshan (r. 1469-1495) Gobernante de Samarcanda (r. 1494-1495) | 6. Sultán Mahmud (1453-1495) Gobernante de Badakhshan (r. 1469-1495) Gobernante de Samarcanda (r. 1494-1495) | 6. Sultán Mahmud (1453-1495) Gobernante de Badakhshan (r. 1469-1495) Gobernante de Samarcanda (r. 1494-1495) |                                                                     |                                                                     | 1. Ulugh Beg II (d.1502) Gobernante de Kabul y Ghazni (r. 1469-1502) | 1. Ulugh Beg II (d.1502) Gobernante de Kabul y Ghazni (r. 1469-1502) | 1. Ulugh Beg II (d.1502) Gobernante de Kabul y Ghazni (r. 1469-1502) | 1. Ulugh Beg II (d.1502) Gobernante de Kabul y Ghazni (r. 1469-1502) | 1. Ulugh Beg II (d.1502) Gobernante de Kabul y Ghazni (r. 1469-1502) | 1. Ulugh Beg II (d.1502) Gobernante de Kabul y Ghazni (r. 1469-1502) |                                                                  |                                                                  |                                                                  |                                                                  |                                                                 |                                                                 | 4. Ibrahim (1440-1459) Gobernante de Herat (r. 1457-1459)       | 4. Ibrahim (1440-1459) Gobernante de Herat (r. 1457-1459)       | 4. Ibrahim (1440-1459) Gobernante de Herat (r. 1457-1459) | 4. Ibrahim (1440-1459) Gobernante de Herat (r. 1457-1459) | 4. Ibrahim (1440-1459) Gobernante de Herat (r. 1457-1459) | 4. Ibrahim (1440-1459) Gobernante de Herat (r. 1457-1459) |  |  | 3. Mahmud (fall.1457) Gobernante de Herat (r. 1457)                | 3. Mahmud (fall.1457) Gobernante de Herat (r. 1457)                | 3. Mahmud (fall.1457) Gobernante de Herat (r. 1457)                | 3. Mahmud (fall.1457) Gobernante de Herat (r. 1457)                | 3. Mahmud (fall.1457) Gobernante de Herat (r. 1457)                | 3. Mahmud (fall.1457) Gobernante de Herat (r. 1457)                |  |  | 7. Yadigar Muhammad (1452-1470) Gobernante de Herat (r. 1470)     | 7. Yadigar Muhammad (1452-1470) Gobernante de Herat (r. 1470)     | 7. Yadigar Muhammad (1452-1470) Gobernante de Herat (r. 1470)     | 7. Yadigar Muhammad (1452-1470) Gobernante de Herat (r. 1470)     | 7. Yadigar Muhammad (1452-1470) Gobernante de Herat (r. 1470)     | 7. Yadigar Muhammad (1452-1470) Gobernante de Herat (r. 1470)     |  |  |  |  |  |  |  |  |  |  |  |  |  |  |  |  |  |  |  |  |  |  |  |  |  |  |  |  |  |  |  |  |  |  |  |  |  |  |  |  |  |  |  |  |  |  |  |  |  |  |  |  |  |  |  |  |  |  |  |  |  |  |  |  |  |  |  |  |  |  |  |  |
| |                          |                          |                          |                          |                          |  |  |                      |                      |                      |                      |                           |                           |                           |                           |                           |                           |                      |                      |                                                              |                                                              |                                                              |                                                              |                                                                        |                                                                        |                                                                        |                                                                        |                                                                        |                                                                        |                                                             |                                                             |                                                             |                                                             |                             |                             |                             |                             |                        |                        |                                                                      |                                                                      |                                                                      |                                                                      |                                                                      |                                                                      |                                                                     |                                                                     | | | | | | |                                                                     |                                                                     | | | | | | | | | | |                                                                     |                                                                     |                                                                      |                                                                      |                                                                      |                                                                      |                                                                      |                                                                      |                                                                  |                                                                  |                                                                  |                                                                  |                                                                 |                                                                 |                                                                 |                                                                 |                                                           |                                                           |                                                           |                                                           |  |  |                                                                    |                                                                    |                                                                    |                                                                    |                                                                    |                                                                    |  |  |                                                                   |                                                                   |                                                                   |                                                                   |                                                                   |                                                                   |  |  |  |  |  |  |  |  |  |  |  |  |  |  |  |  |  |  |  |  |  |  |  |  |  |  |  |  |  |  |  |  |  |  |  |  |  |  |  |  |  |  |  |  |  |  |  |  |  |  |  |  |  |  |  |  |  |  |  |  |  |  |  |  |  |  |  |  |  |  |  |  |
| |                          |                          |                          |                          |                          |  |  |                      |                      |                      |                      |                           |                           |                           |                           |                           |                           |                      |                      | 8. Badi az-Zaman (?-1517) Gobernante de Herat (r. 1506-1507) | 8. Badi az-Zaman (?-1517) Gobernante de Herat (r. 1506-1507) | 8. Badi az-Zaman (?-1517) Gobernante de Herat (r. 1506-1507) | 8. Badi az-Zaman (?-1517) Gobernante de Herat (r. 1506-1507) | 8. Badi az-Zaman (?-1517) Gobernante de Herat (r. 1506-1507)           | 8. Badi az-Zaman (?-1517) Gobernante de Herat (r. 1506-1507)           |                                                                        |                                                                        | 9. Muzaffar Husayn (d.1507/8) Gobernante de Herat (r. 1507)            | 9. Muzaffar Husayn (d.1507/8) Gobernante de Herat (r. 1507)            | 9. Muzaffar Husayn (d.1507/8) Gobernante de Herat (r. 1507) | 9. Muzaffar Husayn (d.1507/8) Gobernante de Herat (r. 1507) | 9. Muzaffar Husayn (d.1507/8) Gobernante de Herat (r. 1507) | 9. Muzaffar Husayn (d.1507/8) Gobernante de Herat (r. 1507) |                             |                             |                             |                             |                        |                        |                                                                      |                                                                      |                                                                      |                                                                      |                                                                      |                                                                      |                                                                     |                                                                     | Babur (1483-1530) Una vez gobernante de Ferghana, Samarcanda y Kabul (r. 1504-1526) Fundador del Imperio mogol del Indo (r. 1526-1530) | Babur (1483-1530) Una vez gobernante de Ferghana, Samarcanda y Kabul (r. 1504-1526) Fundador del Imperio mogol del Indo (r. 1526-1530) | Babur (1483-1530) Una vez gobernante de Ferghana, Samarcanda y Kabul (r. 1504-1526) Fundador del Imperio mogol del Indo (r. 1526-1530) | Babur (1483-1530) Una vez gobernante de Ferghana, Samarcanda y Kabul (r. 1504-1526) Fundador del Imperio mogol del Indo (r. 1526-1530) | Babur (1483-1530) Una vez gobernante de Ferghana, Samarcanda y Kabul (r. 1504-1526) Fundador del Imperio mogol del Indo (r. 1526-1530) | Babur (1483-1530) Una vez gobernante de Ferghana, Samarcanda y Kabul (r. 1504-1526) Fundador del Imperio mogol del Indo (r. 1526-1530) |                                                                     |                                                                     | 3. Jahangir II (d.1507/8) Gobernante de Ferghana (r. 1497-1498)                                                                    | 3. Jahangir II (d.1507/8) Gobernante de Ferghana (r. 1497-1498)                                                                    | 3. Jahangir II (d.1507/8) Gobernante de Ferghana (r. 1497-1498)                                                                    | 3. Jahangir II (d.1507/8) Gobernante de Ferghana (r. 1497-1498)                                                                    | 3. Jahangir II (d.1507/8) Gobernante de Ferghana (r. 1497-1498)                                                                    | 3. Jahangir II (d.1507/8) Gobernante de Ferghana (r. 1497-1498)                                                                    | | | | |                                                                     |                                                                     | 2. Abdur Razaq Gobernante de Kabul y Ghazni (d.1509) (r. 1502)       | 2. Abdur Razaq Gobernante de Kabul y Ghazni (d.1509) (r. 1502)       | 2. Abdur Razaq Gobernante de Kabul y Ghazni (d.1509) (r. 1502)       | 2. Abdur Razaq Gobernante de Kabul y Ghazni (d.1509) (r. 1502)       | 2. Abdur Razaq Gobernante de Kabul y Ghazni (d.1509) (r. 1502)       | 2. Abdur Razaq Gobernante de Kabul y Ghazni (d.1509) (r. 1502)       |                                                                  |                                                                  |                                                                  |                                                                  |                                                                 |                                                                 |                                                                 |                                                                 |                                                           |                                                           |                                                           |                                                           |  |  |                                                                    |                                                                    |                                                                    |                                                                    |                                                                    |                                                                    |  |  |                                                                   |                                                                   |                                                                   |                                                                   |                                                                   |                                                                   |  |  |  |  |  |  |  |  |  |  |  |  |  |  |  |  |  |  |  |  |  |  |  |  |  |  |  |  |  |  |  |  |  |  |  |  |  |  |  |  |  |  |  |  |  |  |  |  |  |  |  |  |  |  |  |  |  |  |  |  |  |  |  |  |  |  |  |  |  |  |  |  |
| |                          |                          |                          |                          |                          |  |  |                      |                      |                      |                      |                           |                           |                           |                           |                           |                           |                      |                      | 8. Badi az-Zaman (?-1517) Gobernante de Herat (r. 1506-1507) | 8. Badi az-Zaman (?-1517) Gobernante de Herat (r. 1506-1507) | 8. Badi az-Zaman (?-1517) Gobernante de Herat (r. 1506-1507) | 8. Badi az-Zaman (?-1517) Gobernante de Herat (r. 1506-1507) | 8. Badi az-Zaman (?-1517) Gobernante de Herat (r. 1506-1507)           | 8. Badi az-Zaman (?-1517) Gobernante de Herat (r. 1506-1507)           |                                                                        |                                                                        | 9. Muzaffar Husayn (d.1507/8) Gobernante de Herat (r. 1507)            | 9. Muzaffar Husayn (d.1507/8) Gobernante de Herat (r. 1507)            | 9. Muzaffar Husayn (d.1507/8) Gobernante de Herat (r. 1507) | 9. Muzaffar Husayn (d.1507/8) Gobernante de Herat (r. 1507) | 9. Muzaffar Husayn (d.1507/8) Gobernante de Herat (r. 1507) | 9. Muzaffar Husayn (d.1507/8) Gobernante de Herat (r. 1507) |                             |                             |                             |                             |                        |                        |                                                                      |                                                                      |                                                                      |                                                                      |                                                                      |                                                                      |                                                                     |                                                                     | Babur (1483-1530) Una vez gobernante de Ferghana, Samarcanda y Kabul (r. 1504-1526) Fundador del Imperio mogol del Indo (r. 1526-1530) | Babur (1483-1530) Una vez gobernante de Ferghana, Samarcanda y Kabul (r. 1504-1526) Fundador del Imperio mogol del Indo (r. 1526-1530) | Babur (1483-1530) Una vez gobernante de Ferghana, Samarcanda y Kabul (r. 1504-1526) Fundador del Imperio mogol del Indo (r. 1526-1530) | Babur (1483-1530) Una vez gobernante de Ferghana, Samarcanda y Kabul (r. 1504-1526) Fundador del Imperio mogol del Indo (r. 1526-1530) | Babur (1483-1530) Una vez gobernante de Ferghana, Samarcanda y Kabul (r. 1504-1526) Fundador del Imperio mogol del Indo (r. 1526-1530) | Babur (1483-1530) Una vez gobernante de Ferghana, Samarcanda y Kabul (r. 1504-1526) Fundador del Imperio mogol del Indo (r. 1526-1530) |                                                                     |                                                                     | 3. Jahangir II (d.1507/8) Gobernante de Ferghana (r. 1497-1498)                                                                    | 3. Jahangir II (d.1507/8) Gobernante de Ferghana (r. 1497-1498)                                                                    | 3. Jahangir II (d.1507/8) Gobernante de Ferghana (r. 1497-1498)                                                                    | 3. Jahangir II (d.1507/8) Gobernante de Ferghana (r. 1497-1498)                                                                    | 3. Jahangir II (d.1507/8) Gobernante de Ferghana (r. 1497-1498)                                                                    | 3. Jahangir II (d.1507/8) Gobernante de Ferghana (r. 1497-1498)                                                                    | | | | |                                                                     |                                                                     | 2. Abdur Razaq Gobernante de Kabul y Ghazni (d.1509) (r. 1502)       | 2. Abdur Razaq Gobernante de Kabul y Ghazni (d.1509) (r. 1502)       | 2. Abdur Razaq Gobernante de Kabul y Ghazni (d.1509) (r. 1502)       | 2. Abdur Razaq Gobernante de Kabul y Ghazni (d.1509) (r. 1502)       | 2. Abdur Razaq Gobernante de Kabul y Ghazni (d.1509) (r. 1502)       | 2. Abdur Razaq Gobernante de Kabul y Ghazni (d.1509) (r. 1502)       |                                                                  |                                                                  |                                                                  |                                                                  |                                                                 |                                                                 |                                                                 |                                                                 |                                                           |                                                           |                                                           |                                                           |  |  |                                                                    |                                                                    |                                                                    |                                                                    |                                                                    |                                                                    |  |  |                                                                   |                                                                   |                                                                   |                                                                   |                                                                   |                                                                   |  |  |  |  |  |  |  |  |  |  |  |  |  |  |  |  |  |  |  |  |  |  |  |  |  |  |  |  |  |  |  |  |  |  |  |  |  |  |  |  |  |  |  |  |  |  |  |  |  |  |  |  |  |  |  |  |  |  |  |  |  |  |  |  |  |  |  |  |  |  |  |  |
| |                          |                          |                          |                          |                          |  |  |                      |                      |                      |                      |                           |                           |                           |                           |                           |                           |                      |                      | Muhammad Zaman Mirza (1496-1539)                             | Muhammad Zaman Mirza (1496-1539)                             | Muhammad Zaman Mirza (1496-1539)                             | Muhammad Zaman Mirza (1496-1539)                             | Muhammad Zaman Mirza (1496-1539)                                       | Muhammad Zaman Mirza (1496-1539)                                       |                                                                        |                                                                        |                                                                        |                                                                        |                                                             |                                                             |                                                             |                                                             |                             |                             |                             |                             |                        |                        |                                                                      |                                                                      |                                                                      |                                                                      |                                                                      |                                                                      |                                                                     |                                                                     | Emperadores mogoles | Emperadores mogoles | Emperadores mogoles | Emperadores mogoles | Emperadores mogoles | Emperadores mogoles |                                                                     |                                                                     | | | | | | | | | | |                                                                     |                                                                     |                                                                      |                                                                      |                                                                      |                                                                      |                                                                      |                                                                      |                                                                  |                                                                  |                                                                  |                                                                  |                                                                 |                                                                 |                                                                 |                                                                 |                                                           |                                                           |                                                           |                                                           |  |  |                                                                    |                                                                    |                                                                    |                                                                    |                                                                    |                                                                    |  |  |                                                                   |                                                                   |                                                                   |                                                                   |                                                                   |                                                                   |  |  |  |  |  |  |  |  |  |  |  |  |  |  |  |  |  |  |  |  |  |  |  |  |  |  |  |  |  |  |  |  |  |  |  |  |  |  |  |  |  |  |  |  |  |  |  |  |  |  |  |  |  |  |  |  |  |  |  |  |  |  |  |  |  |  |  |  |  |  |  |  |